# ジョイフルトレイン
ジョイフルトレイン （Joyful Train） とは、主に国鉄やJRグループが団体専用列車などに使用するために保有している鉄道車両のことである。
1983年（昭和58年）に、国鉄東京南鉄道管理局が製作した欧風列車「サロンエクスプレス東京」がその嚆矢とされ、それ以前に製作された同種の車両をも総称するようになった。なお名称としては国鉄・大阪局所属のスロ81系和式客車に「ジョイフルトレイン」の名称が与えられていたのが原点である。

## 車両の定義
主に団体専用列車に使用され、外観や内装が一般の車両とは大きく異なる車両で編成されたものを指す。
内装の特徴としては以下のような例がある。
- 畳敷（和式車両）である[2]（クロスシートの座面部分を畳敷にした簡易お座敷車も含む）。
- サロンやラウンジコーナーがある。
- 展望が考慮された車体構造や見附になっている、あるいは座席などの配置が内側から窓側を向いていたりするなど、特殊な配置を持つ。

和式車両やサロン車両の多くはグリーン車扱いとなっている。
車両は急行列車の廃止で余剰となった急行形車両を改造したものが大半であった。新造車は定期列車と兼用するキハ261系やお召し列車と兼用するE655系など、特殊な用途のものを除けばほとんど存在しない。
当初は外観が原形を留めていたものが多かったが、1980年代以降は、大掛かりな構体の改造や、大胆な塗り分けや派手な塗装をまとった車両が増え、牽引用に客車と色調を合わせた機関車も登場するようになる。改造の種車も当初は客車が主流であったが、1980年代以降は小口団体への対応のため、余剰となったキハ58形・キハ65形を改造した車両が次々に登場した。電車については1986年の「なのはな」以降、列車密度の高い首都圏を中心に登場するようになった。

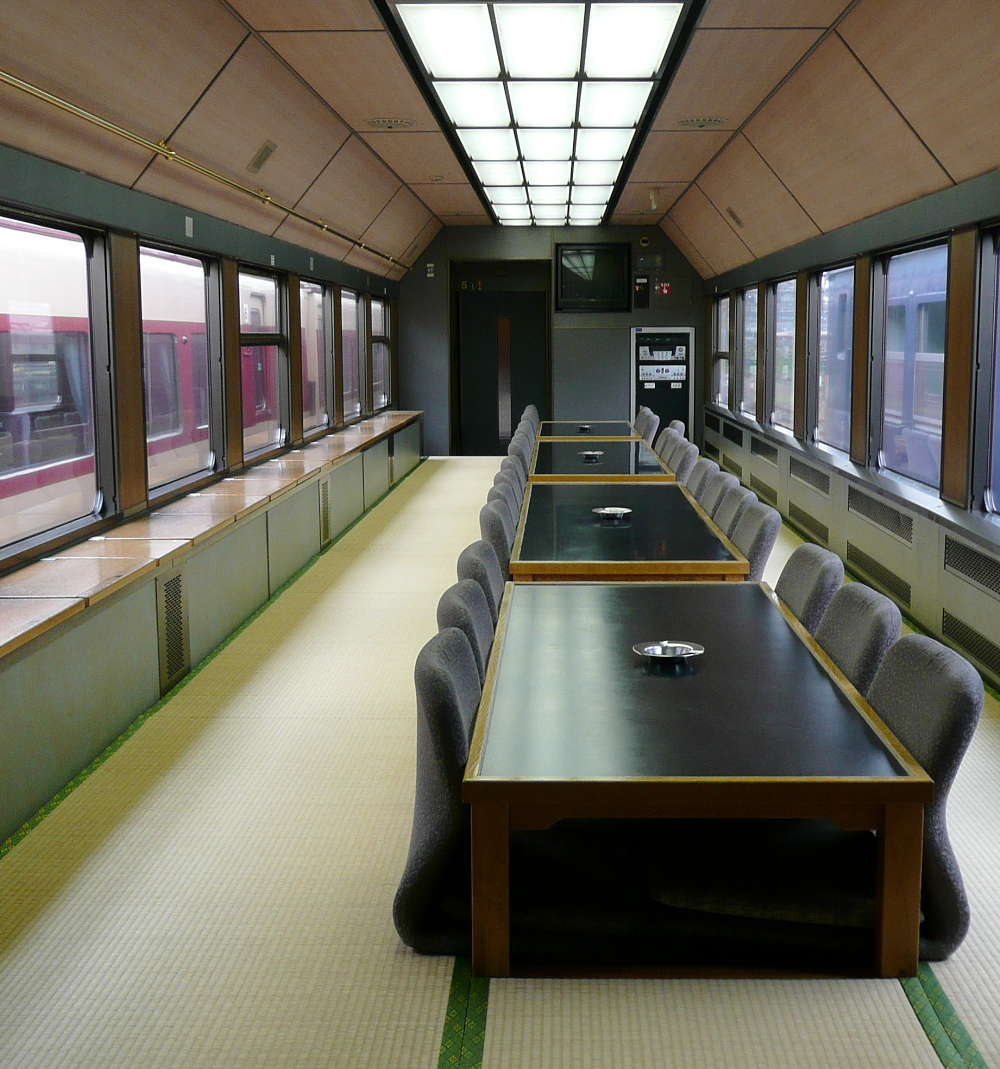
485系「宴」車内
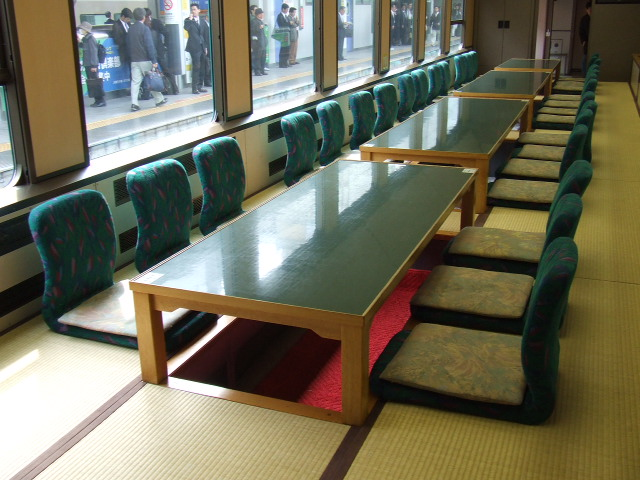
485系「やまなみ」車内
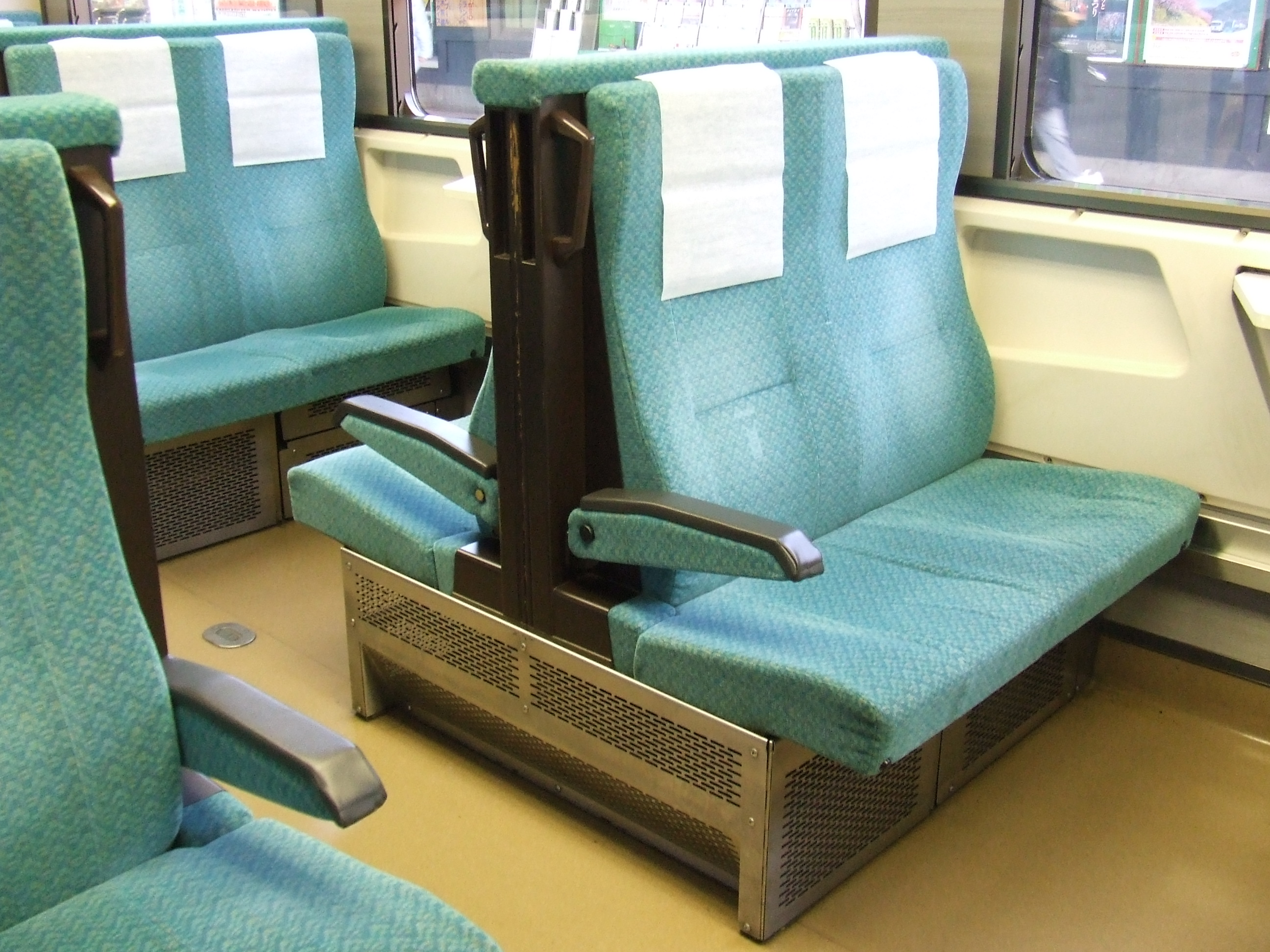
485系「ニューなのはな」の座席

## 現状
バブル崩壊以降、少人数での旅行や貸切バスでの旅行が主流となった現在では団体専用列車を使う機会は減り、JR各社では大人数に対応した畳敷きのお座敷車両や個室・サロンを備えた欧風列車といった車両は減少傾向にある。中にはJR九州のようにコスト削減を目的にしてジョイフルトレインを一斉に全廃する措置を取った例もある。JR東海でもジョイフルトレインと呼ばれていた車両が2013年の「トレイン117」の引退をもって姿を消している。
一方、2000年代以降は列車そのものの魅力付け及び地域振興という観点から、ターゲットを個人旅行客へシフトし、個人旅行でも当該列車の指定席券の購入、あるいは旅行商品を購入すれば、地元の名産品・銘酒や車内イベントを気軽に楽しめる“観光列車”の開発が盛んに行われており、「ジョイフルトレイン」の呼称を使わず、「のってたのしい列車」（JR東日本）・「D&S列車」（JR九州）といった独自のカテゴライズを行う鉄道会社も見受けられるが、観光列車が団体輸送で運用されることも多く、両者の区別が曖昧なことから、鉄道趣味誌では両者を混同して扱う事例も見られる。
車両については機関車の付け替えおよび機回しにかかる手間や車両自体の老朽化により、客車によるジョイフルトレインは廃止される傾向にあり、JR東日本では2008年（平成20年）の「ゆとり」の引退をもって客車車両が消滅した。

## 車両一覧
各社、登場時期順に記載。

### JR東日本

#### びゅうコースター風っこ

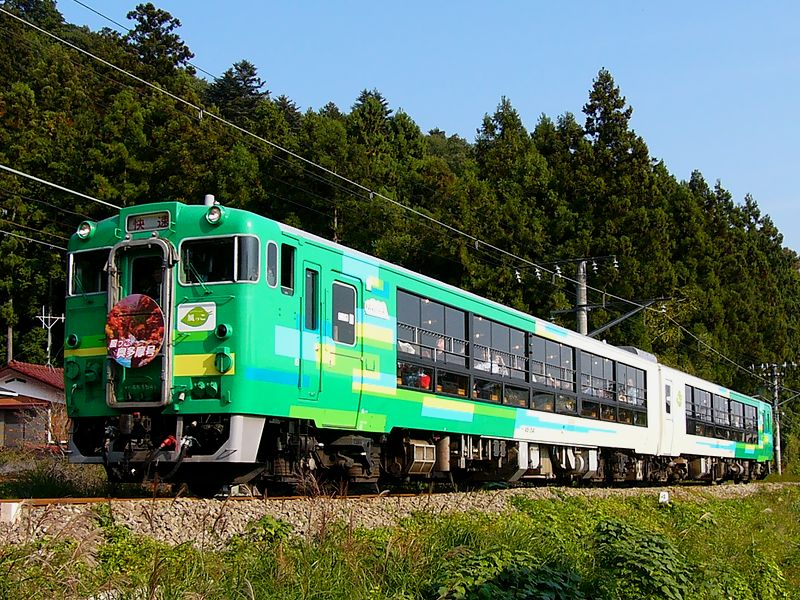
びゅうコースター風っこ

貨車改造のトロッコ車両を置き換えるため、2000年に登場したキハ40系気動車改造のトロッコ車両。キハ48 547・1541で構成。

#### なごみ（和）

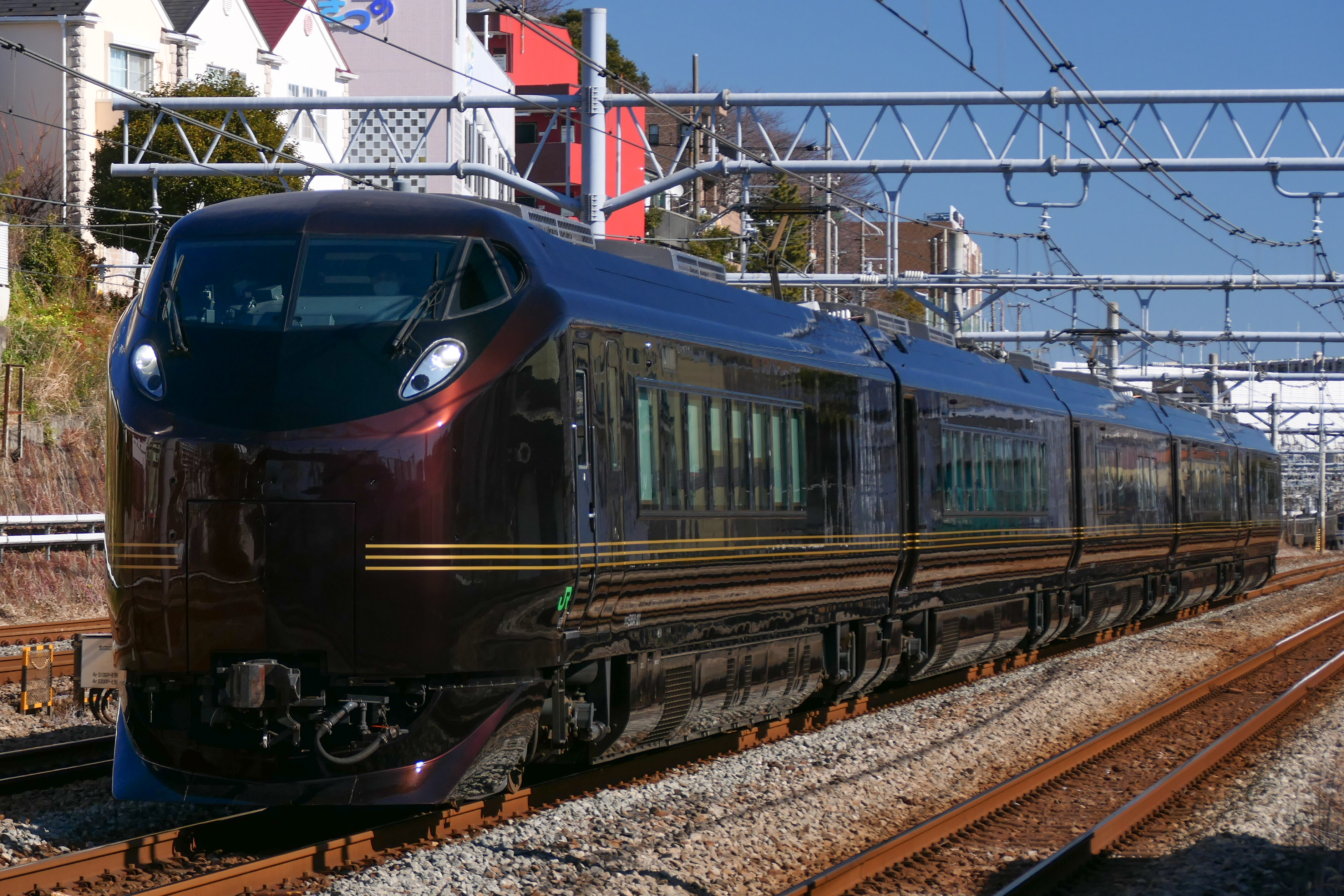
なごみ（和）

2007年に登場した、お召し列車と兼用の座席車。専用形式としてE655系電車1編成が製造された。皇室用の「特別車両」1両と「ハイグレード車両」5両で構成され、特別車両を抜いた5両編成で一般の団体も利用可能な構造としている。
客車や貨車が主の尾久車両センターで唯一の電車である。
発電用のディーゼルエンジンを装備しており非電化区間にも機関車牽引で乗り入れが可能であるが、2018年9月現在営業運転での非電化区間乗り入れ実績はない。

## 過去のジョイフルトレイン

### 国鉄

#### 和式客車
旧型客車を改造したジョイフルトレインである。

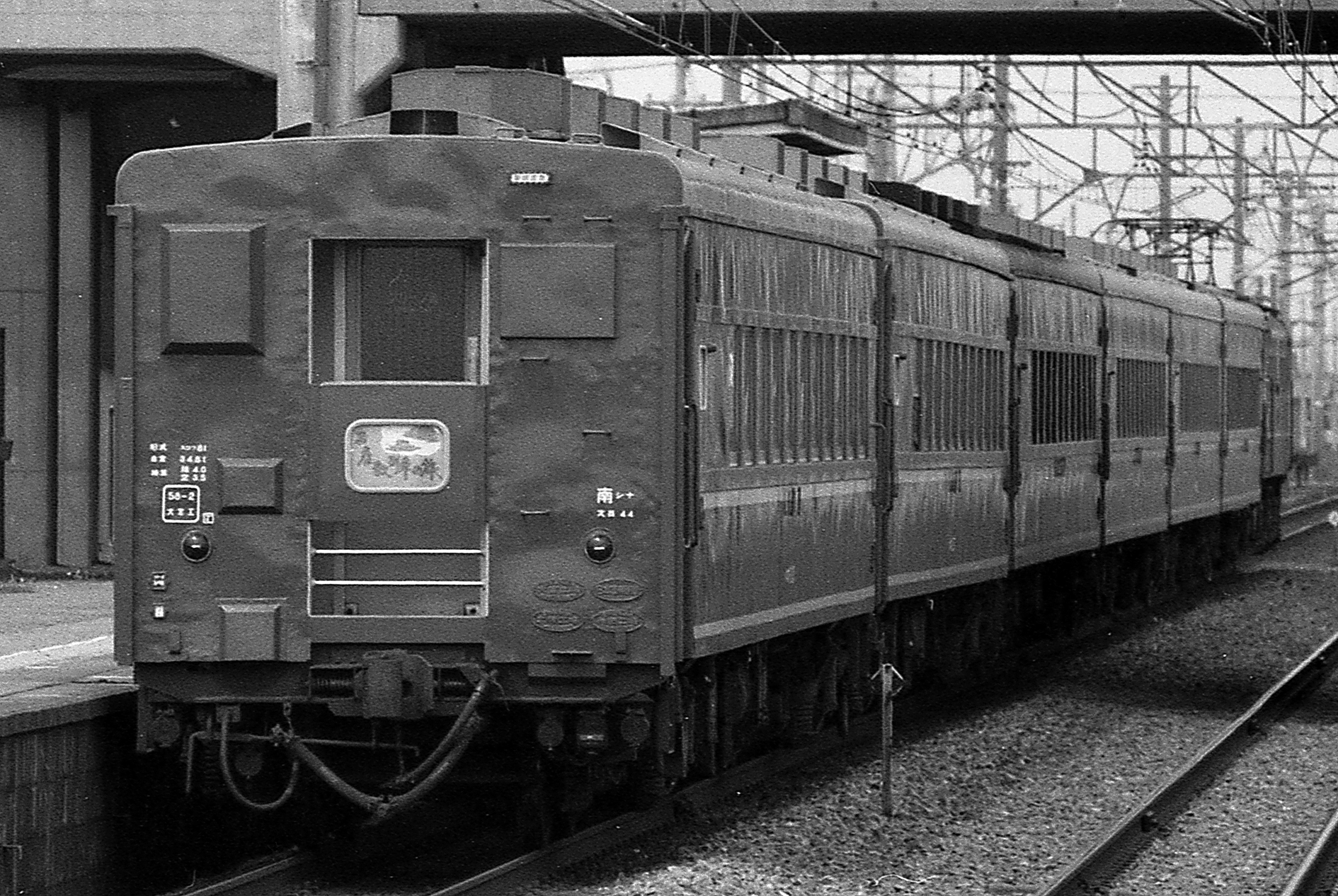
東京南局のスロ81系

1960年、盛岡鉄道管理局でスハシ29形を改造して登場したスハ88形が国鉄和式客車の嚆矢である。翌1961年にはオハ61形を改造したオハフ80形0番台が増備された。この2両は主に定期列車に増結されて運用されたが、1969年には名古屋鉄道管理局に6両編成の和式客車オハ80・オハフ80形2000番台がオハ35形・オハフ33形を改造して誕生した。1970年には長野鉄道管理局に6両編成1本が増備された。1972年にはスロ81系の登場によりグリーン車に形式変更が行われたが、車両構造上振動が激しく、冷房取付も大掛かりな構体の改造が必要なことから、これらの形式は1974年から1975年にかけて全車廃車された。
一方、1972年には金沢鉄道管理局にスロ62・スロフ62形を改造種車とした初の冷房付和式客車スロ81・スロフ81形6両編成が登場した。以後1980年までに7編成42両が登場し、金沢・静岡・門司・長野・名古屋・大阪・東京南の各鉄道管理局に1編成が配備された。これらは大多数が国鉄分割民営化までに、12系または14系客車改造車に置換えられて廃車となった。
これらのほか、形式称号の変更を伴わずに和式に改造されたものとして、金沢鉄道管理局で改造されたオハフ61-436（1970年改造、半室和式）とスロフ53-2025（1971年改造、全室和式）がある。これらの車両は、七尾線・能登線で1970 - 1973年に蒸気機関車牽引で運行された臨時急行「ふるさと列車おくのと」に使用された。これらの車両にはカウンターと簡単な供食設備がついており、郷土料理などが提供されていた。

#### 簡易寝台装置付き客車（リラックスカー）
旧型客車を改造したジョイフルトレインである。
1969年、団体旅行客の夜行輸送サービスを目的として宮原客車区所属のスハ43・スハフ42・オハ46各3両を高砂工場にて改造した。寝台の形態としては開放型A寝台を簡易にした物で、ボックスシート2つ（8席分・通常は6人で使用）を1組として座面を引き出して下段の寝台（1ボックスあたり2人使用）とし、上段は1ボックスあたり1人分のステンレス製フレームにビニールシートを張った、組み立て式のハンモック形寝台を背ずり枠の上に設置し（座席使用時は折りたたんで車内の一角に収容）、転落防止ベルトを設置した。一般形客車の普通車の座席間隔は1,470 mmと通常の寝台と比較して狭く、そのままでは体を伸ばせないことから1組のボックス間の背もたれ下部は素通しとし、上段寝台もその部分の仕切りがなく、寝台使用時には1組内の隣接するボックス及び寝台で足を交互に突き出して寝る形だった。なお、隣の組のボックスとの間の背もたれ下部は板張りで仕切られていた。
関西地区を中心として使用されたが、1978年に原型に復元、その後も背ずりの金具などに痕跡を残していた。

#### らくだ
1983年登場したキハ58系気動車改造の2両編成。1984年と1986年に2両ずつ増備された。キハ58 140・190（1983年改造）、キハ28 2420・2436（1984年改造）、キハ58 1131、キハ28 3015（1986年改造）で構成され、鹿児島運転所に所属していた。
座席はそのころ廃車が進行していた481系普通車の回転クロスシートを流用し、カラオケ装置も設置した。愛称名の「らくだ」とは、当時の国鉄の「トクトクきっぷ」のイメージキャラクターであったラクダからの命名である。1986年に 185系電車を模した斜めストライプを車体の両サイドに配した塗色に一新されている。
団体列車のほか定期普通列車にも使用されたが民営化直前に引退し、一部は「ゆ〜とぴあ」「吉四六」といったジョイフルトレインに再改造された。

#### ばってんNAGASAKI
1985年に登場した、キハ28形気動車改造のカーペットカー。キハ28 2006・ 2114からなる2両編成であった。
麻雀卓やカラオケが設置されていたが、翌1986年に廃車となった。

#### みやび

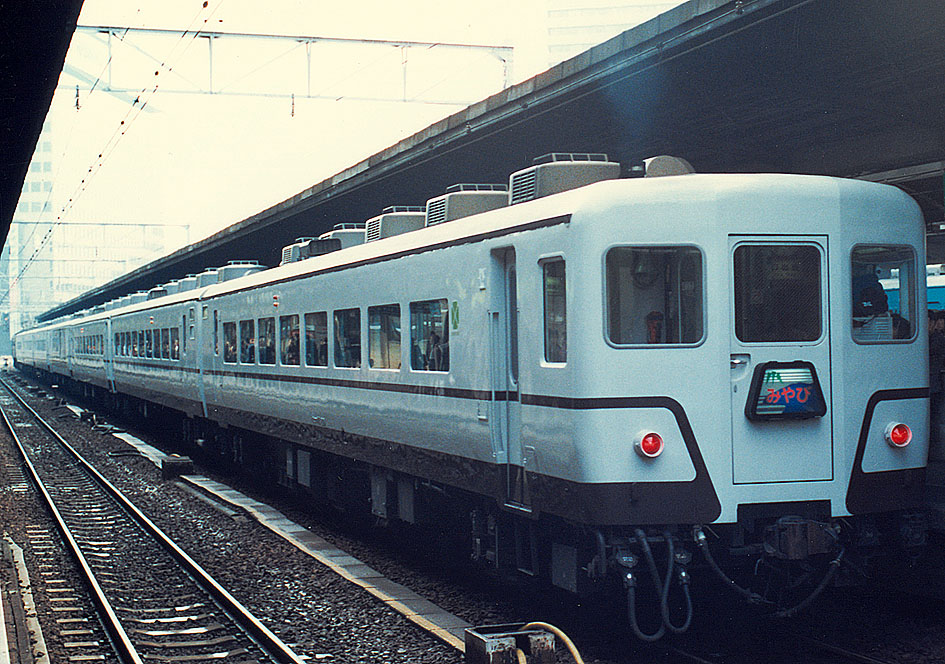
みやび

14系客車を改造したジョイフルトレインである。
1986年に登場し、14系初の和式客車の7両編成であった。老朽化したスロ81系客車の置換え用として1986年2月から4月にかけて国鉄鷹取工場で改造された。オロフ14 801・802、オロ14 801 - 805で構成されていた。
オロ14 803は、車内に日本庭園を設けたサロンカーとなっていた。しかし、1986年12月28日に余部鉄橋から強風にあおられて転落、1987年2月10日付で事故廃車となり、JRに引継がれることはなかった。

### JR北海道（過去）

#### くつろぎ（JR北海道）

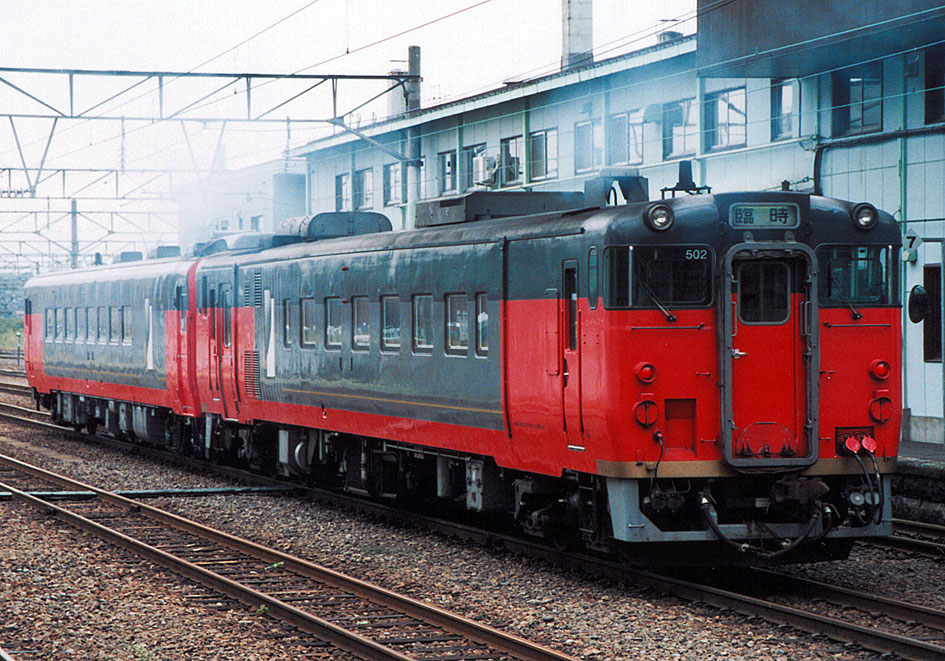
キハ400系の「くつろぎ」
（運用末期の塗色）

国鉄・JR北海道が様々な車種で保有してきたお座敷気動車である。
最初の改造車は1973年4月に登場した、キハ27形気動車改造の3両編成（キロ29 1 - 3 で構成）である。塗装は国鉄気動車急行色にグリーン帯を配しただけだった。1984年4月に新たにキハ56形気動車改造の2両（キロ59 1・2）が追加されるとともに、外観もVパターンに塗り分けた塗装になった。
1990年にはキハ56-551・552が「ミッドナイト」用キハ27とよく似た塗装のカーペットカーとして登場し、既存の車両もこの塗装に変更された。
その後キハ400形気動車500番台を改造した3両編成（キハ400 501 - 503）が1998年に誕生し、キロ59とキロ29の一部が廃車された。
さらに1999年にはキハ183系気動車6000番台を改造した3両編成（キハ183-6001・6101、キハ182-6001）も登場。まもなくキロ59とキロ29は全廃となり、キハ56も2001年までに、キハ400も2015年までに全て廃車となった。
キハ182-6001のみ2015年に廃車され、以降は2両体制となっていたが2018年までに2両とも一般特急色に塗装変更され、「くつろぎ」の愛称は見られなくなった。

#### お座敷列車（JR北海道）
1999年（平成11年）に登場した、苗穂運転所に所属するキハ183系気動車6000番台のお座敷気動車。キハ183-6001・6101とキハ182-6001が存在した。
かつては赤い専用塗色をまとい「くつろぎ」の愛称があったが、2021年以降は一般車と同じ特急色となっている。2022年5月31日までに廃車。

#### アルファコンチネンタルエクスプレス

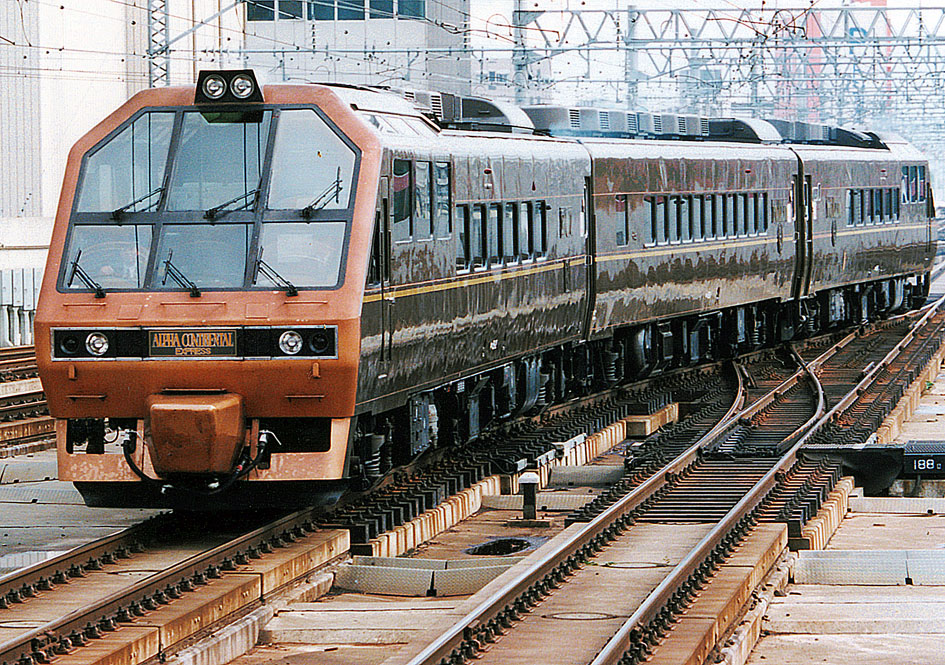
アルファコンチネンタルエクスプレス

1985年に登場した、キハ56系気動車改造の4両編成。キハ59 1・2・101、キハ29 1で構成されていた。1995年に廃車された。

#### フラノエクスプレス

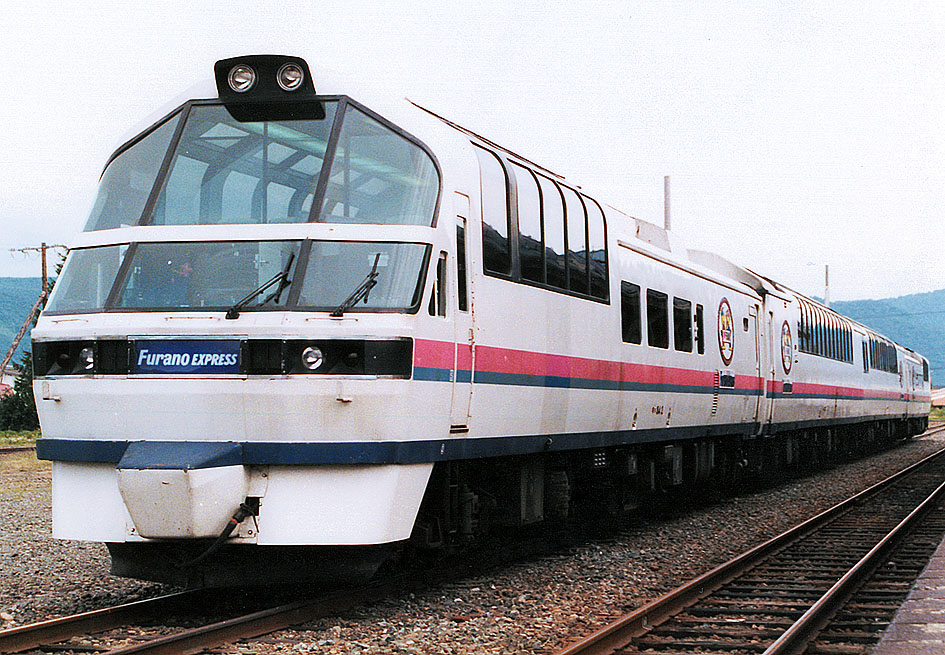
フラノエクスプレス

1986年に登場したキハ82系気動車改造の4両編成で、キハ84 1・キハ80 501・キハ83 1・キハ84 2で構成されていた。
翌1987年に全日空とタイアップとして「ANAビックスニーカー号」としても運転され、この年にはジョイフルトレインとして2度目のブルーリボン賞を受賞した。本編成専用のキハ183系改造車を増結していたこともあった。1998年には「ラストラン・フラノ」を最後に引退した。引退後、長らく保留車となっていたが2004年に廃車された。

#### トマムサホロエクスプレス

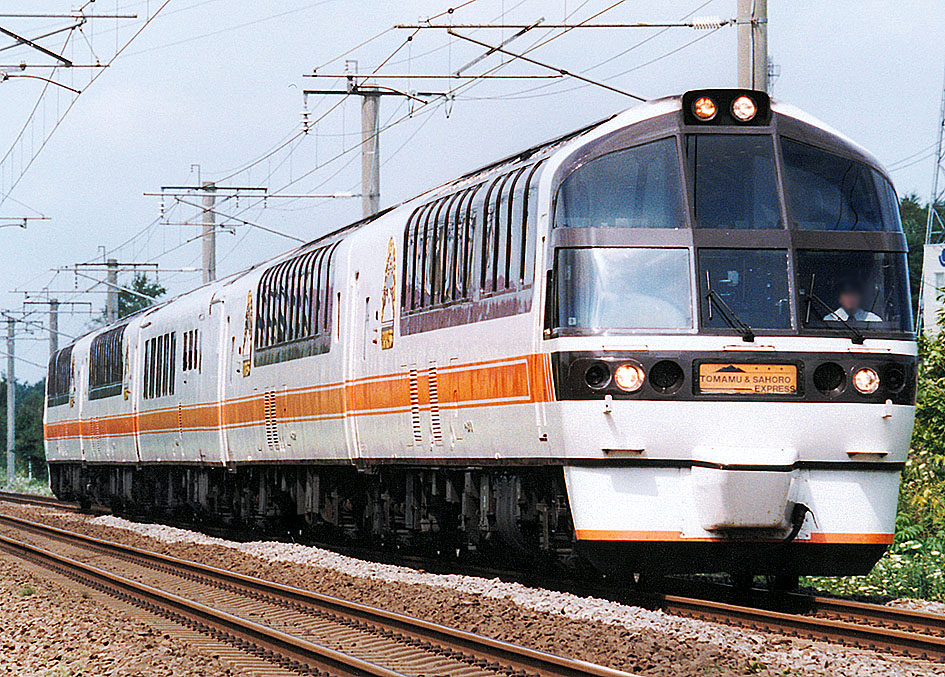
トマムサホロエクスプレス

1987年に登場したキハ82系気動車改造の5両編成で、キハ84 101・キハ83 102・キシ80 501・キハ83 101・キハ84 102で構成されていた。
1988年にキハ83 102、キシ80 501 を挿入し5両編成となった（登場時は3両編成であった）。1999年にその2両を脱車し再び3両編成とし「マウントレイク大沼」用として塗装を変更した。2002年には引退を前に再び登場時の塗装へ戻された。食堂車であるキシ80 501が苗穂運転所に保留車として在籍していたが、2007年6月6日付で廃車された。

#### ニセコエクスプレス

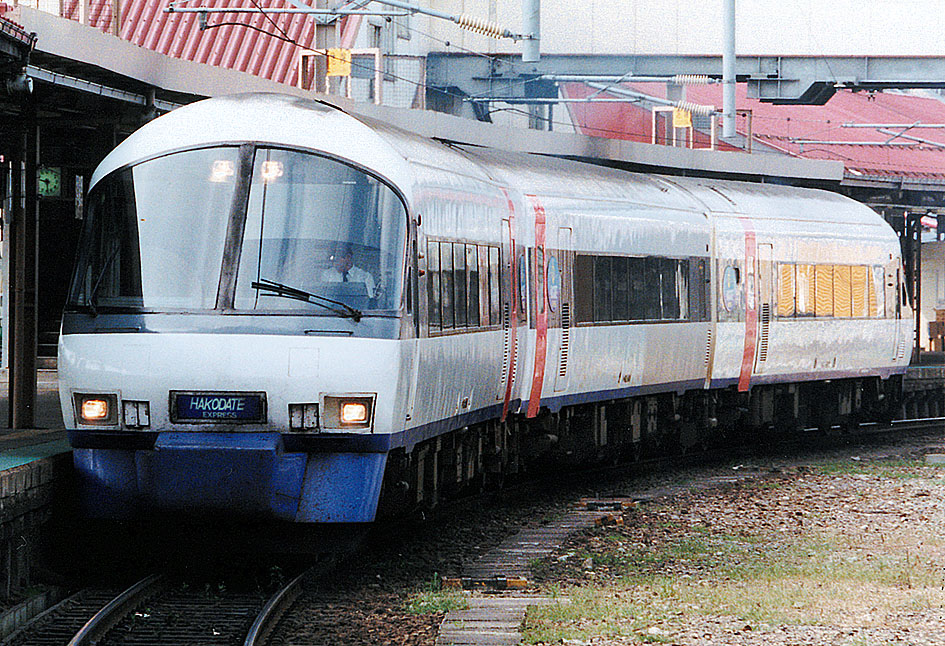
ニセコエクスプレス

1988年に登場したキハ183系気動車5000番台の3両編成。キハ183-5001・5002、キハ182-5001で構成され、苗穂運転所に所属。2017年11月4日をもって引退した。

#### クリスタルエクスプレス トマム & サホロ

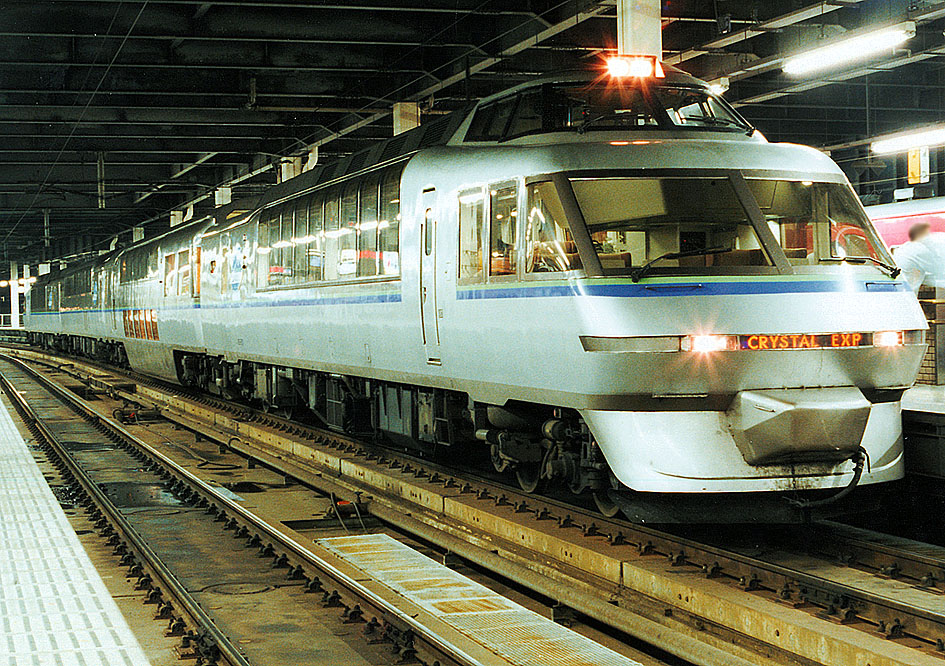
クリスタルエクスプレストマム・サホロ

1989年に登場した、キハ183系気動車5100番台の4両編成。キハ183-5101・5102、キハ182-5101、キサロハ182-5101で構成され、苗穂運転所に所属。2019年9月29日に営業運転を終了した。

#### ノースレインボーエクスプレス

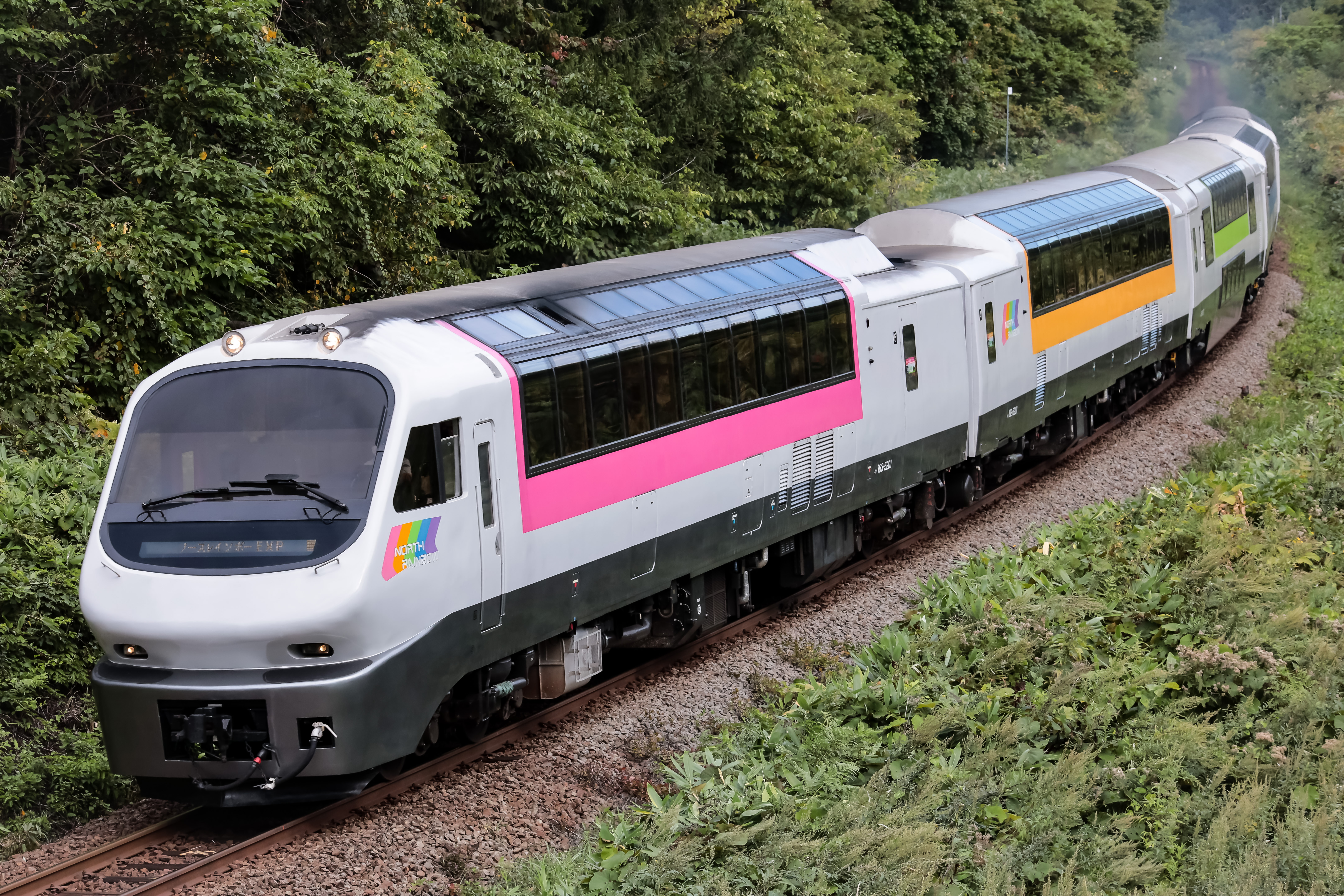
ノースレインボーエクスプレス

1992年（平成4年）に「アルファコンチネンタルエクスプレス」の置換え用として登場したキハ183系気動車5200番台の5両編成。キハ183-5201・5202、キハ182-5201・5251、キサハ182-5201で構成しており、苗穂運転所に所属していた。
2023年4月30日に運行を終了した。

### JR東日本（過去）

#### お座敷列車（東京北鉄道管理局） → なごやか
1981年5月に登場した12系客車改造のお座敷列車。スロフ12 803・804、オロ12 805 - 808で構成されていた。東京北鉄道管理局に配置後、JR東日本が引き継いで尾久客車区に所属されていた。当初愛称名がなく「オク座」とも呼ばれた。
各車には関東地方の旧国名にちなんだ愛称名が付けられた。登場当初の外観は一般の12系と同じ塗装であったが、後に白と赤の斜めのストライプが配され、このときに初めて編成に愛称名が付いた。1992年に青と白の対角線に塗分けられ、駒や折鶴などが描かれたデザインに変更された。1997年に485系改造の「華」に置換えられ廃車となった。

#### お座敷列車（新潟鉄道管理局）
1981年9月に登場した12系客車改造のお座敷列車。スロフ12 805・806、オロ12 809 - 812で構成されていた。国鉄新潟鉄道管理局に配置後、JR東日本が引き継いで上沼垂運転区（略号:新カヌ）に所属していた。愛称はなく、鉄道ファンからは「カヌ座」と呼ばれていた。
各車には新潟の山にちなんだ愛称名が付けられた。1985年に内装が洋風仕様のサロンカー「サロン佐渡」（オロ12 706）を新たに連結し7両編成になった。需要に応じて3両と4両に分割されて運転されることも多く、後にオロ14 702（後述）が増備されたことにより、短期間ではあったが4両ずつの運転も見られた。
1988年に白ベースに濃淡のオレンジ色の帯を巻く塗装へと変更、さらに1996年には深緑色を基調に金帯を配した塗装変更された。1999年には元「サロンエクスプレス東京」のオロ14 702を「サロン佐渡」として組込み最大8両編成へと増強した。
2000年から「サロン佐渡」を除く6両が普通車扱いとなった（スハフ12 1805・1806、オハ12 1809 - 1812 に改番）が長く続かず「サロン佐渡」を含む3両が廃車され晩年は5両編成に短縮された。2002年2月3日のさよなら運転をもって引退した。

#### 白樺

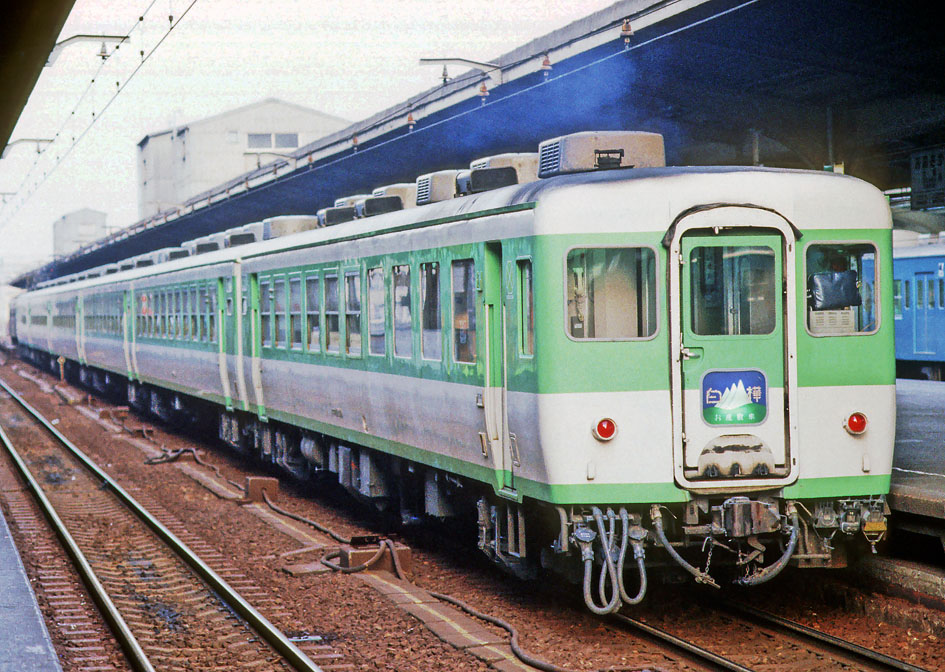
白樺（初代塗装）

1983年8月に登場した12系客車改造のお座敷列車。スロフ12 819・820、オロ12 837 - 840で構成されていた。国鉄長野鉄道管理局に配置後、JR東日本が引き継いだ。
各車には中部6県の県花にちなんだ「すいせん」「つつじ」「かきつばた」「れんげ」「くろゆり」「りんどう」の愛称名が付けられた。両端部には展望室はないものの1号車にソファ、6号車に2人掛リクライニングシートを配したサロンルーム構造となっている。
老朽化により、1995年11月に「浪漫」へと置換えられ廃車された。

#### サロンエクスプレス東京

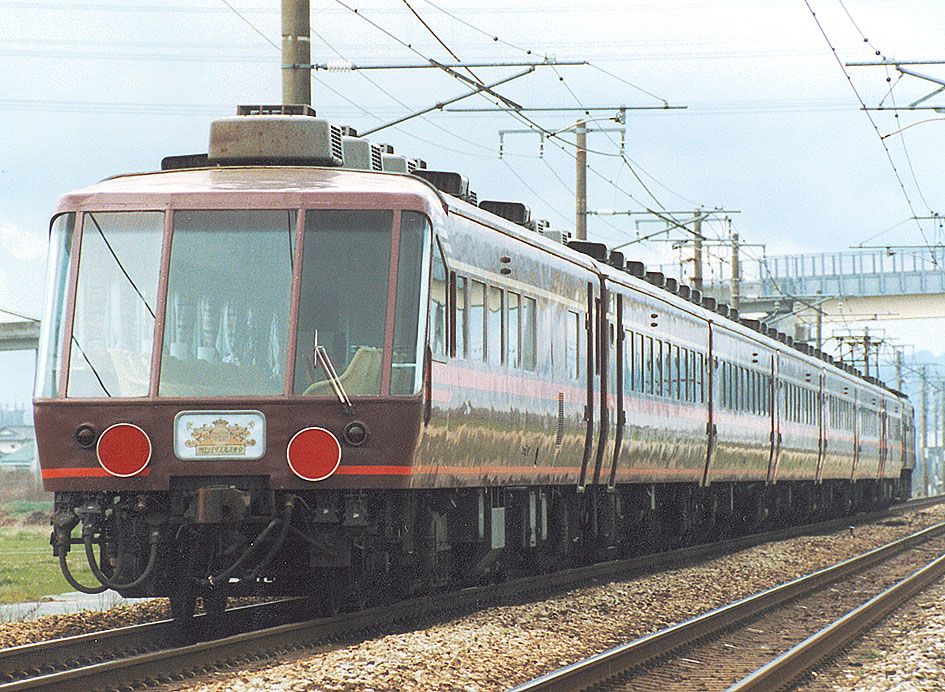
サロンエクスプレス東京

1983年8月に登場した14系客車改造の欧風車両で、ジョイフルトレインとして初のブルーリボン賞を受賞した。スロフ14 701・702、オロ14 701 - 705で構成されていた。
改造工程の都合で当初は暫定的に5両編成で登場し、後に7両編成化された。5両編成時代には大井川鐵道にも入線したことがある。団体臨時列車のほか、多客臨時列車及びそれに類似する臨時特急としても活躍した（東海道本線「サロンエクスプレス踊り子」、高崎線・信越本線「サロンエクスプレスそよかぜ」など）。
1997年1月を最後に欧風列車としての運行を終え、リニューアルを兼ねて和式車両に改造するとともに、オロ14 702を抜いた6両編成で新たに「ゆとり」と改称した。オロ14 702は、「サロン佐渡」に再改造された。

#### くつろぎ（JR東日本）

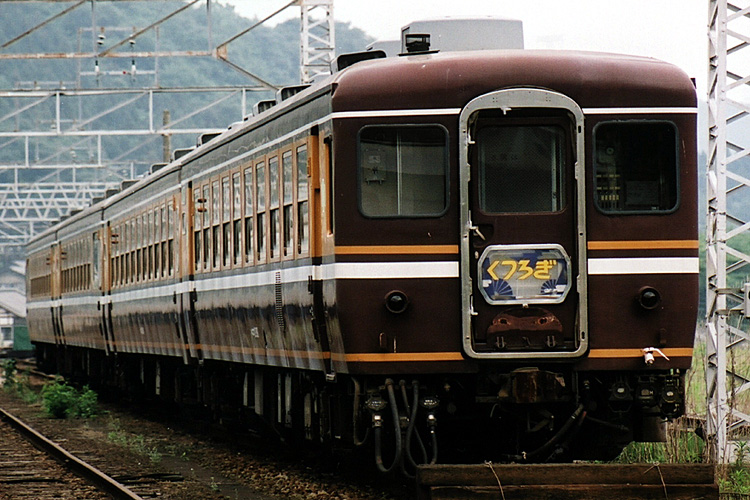
くつろぎ

1983年に登場した12系客車改造のお座敷列車。スロフ12 821・822、オロ12 841 - 844で構成されていた。国鉄高崎鉄道管理局に配置後、JR東日本が引き継いだ。
各車には高崎局および周辺の山にちなんだ愛称名が付けられた。3・4号車の一部に、ソファテーブルを配したサロン風のコーナーが設けられていた。登場当時の外観塗装は青を基調に太い白帯をまいて登場したが、1987年3月からぶどう色を基調に車体中央に白帯・窓周りと車体裾が金のシックな塗装とされ、これにあわせ電気機関車EF64 1001が牽引指定機としてぶどう色に白帯の塗装に変更された。後に登場した「やすらぎ」との併結運転もしばしば見られたが、老朽化により485系電車改造の「やまなみ」に代替される形で1999年9月29日に蒸気機関車D51 498牽引によるさよなら運転を行った。
スロフ12 822とオロ12 841の2両は、「碓氷峠鉄道文化むら」で休憩施設を兼ねて静態保存されている。残る4両も横川駅構内に留置されていたが、2006年1月に解体された。

#### お座敷列車（秋田鉄道管理局） → こまち → おばこ

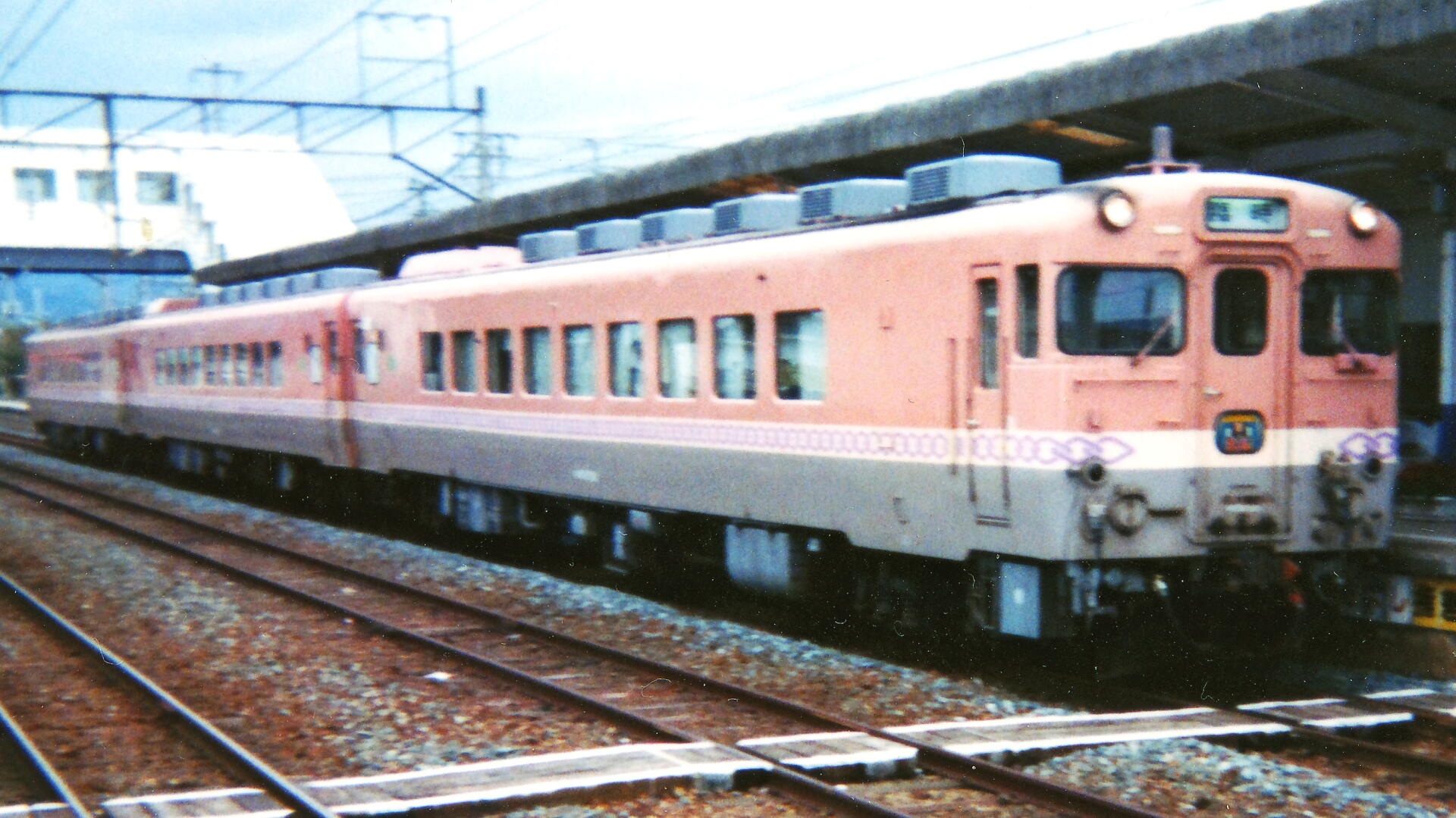
こまち

1984年に登場したキハ58系気動車改造のお座敷列車。キロ59 501・502、キロ29 501で構成される3両編成であった。
登場時は愛称がなかったが、1991年の塗装変更時に秋田小町に因んで「こまち」の愛称がつけられた。その後秋田新幹線開通で名前を新幹線特急に譲り、新幹線の愛称公募で2位だった「おばこ」に再度改名した。2001年に外観をリニューアルされ普通車扱いとなった（キロ59 → キハ59・キロ29 → キハ29、車番は同じ）。2004年6月以降運用に就かず運行休止状態であったが、2006年3月に廃車となった。

#### うみねこ
1984年に登場したキハ58系気動車改造の座席車。キハ58 416・486・1511、キハ28 336・390の5両が改造された。
三陸鉄道乗り入れ列車用として改造されたが、定期列車での乗り入れが始まると団体用ジョイフルトレインに転用された。「Kenji」の登場により1996年ごろに引退した。
なお「うみねこ」の愛称はのちにキハ48形改造の観光列車にも採用されている。

#### エレガンスアッキー

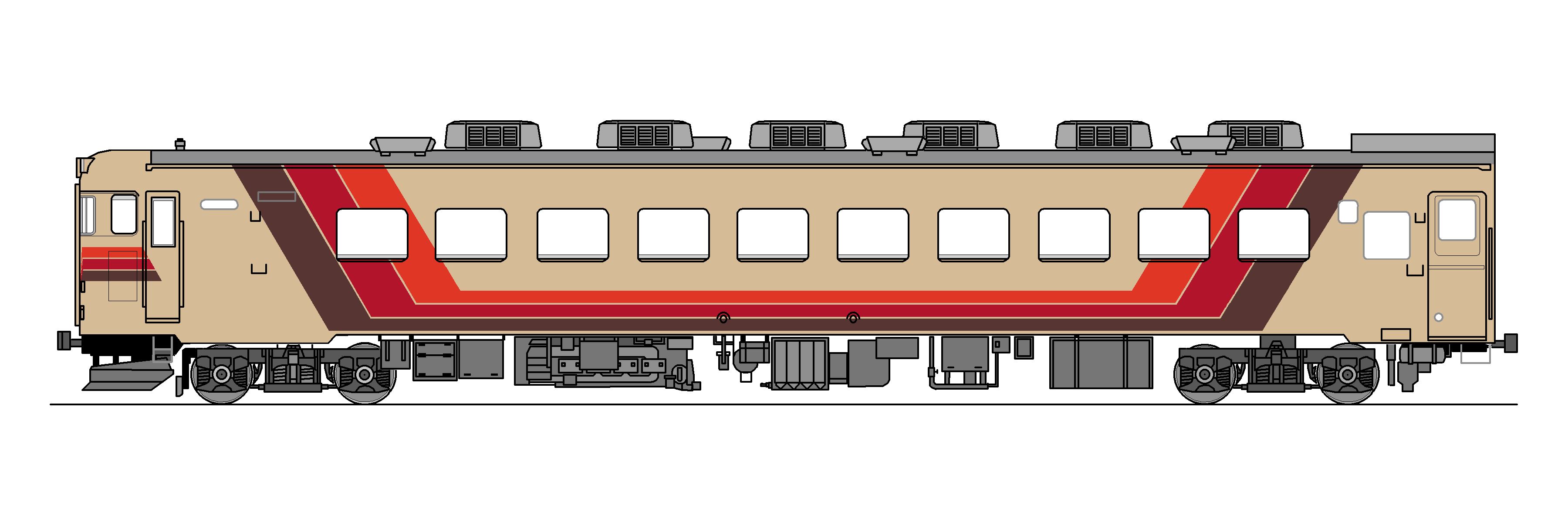
エレガンスアッキー（再現）

1985年に登場したキハ58系気動車改造の欧風車両。キロ59 503・504、キロ29 502で構成される3両編成であった。愛称は旧国鉄秋田鉄道管理局のマスコットである豹の「アッキー」に由来する。
室内は1・2人掛のリクライニングシートを配置された。団臨・多客臨の他、1986年には新幹線連絡急行として運転された実績がある。ディーゼル機関の更新をしたが、老朽化により1997年に廃車された。

#### カーペット車（新潟鉄道管理局）
1985年に登場したキハ58系気動車改造のカーペット車。キハ58 120・446・1021、キハ28 2032の4両が改造された。
カーペット車の「NO.DO.KA」に置き換えられて2002年に廃車となった。

#### ふれあい
先述したスロ81系のお座敷列車のうち、最後まで残った東京南鉄道管理局所属のスロ81-2125 - 2128・スロフ81-2113・2114編成（いわゆる「シナ座」）が1986年に水戸鉄道管理局に転属し、「ふれあい」の愛称を与えられたもの。スロ81系で唯一JRに引き継がれ、JR東日本に所属した。晩年は茶色に緑帯に塗装変更されて活躍したが老朽化が著しく、「リゾートエクスプレスゆう」の導入決定に伴い1990年に廃車され、スロ81系客車は形式消滅した。

#### なのはな

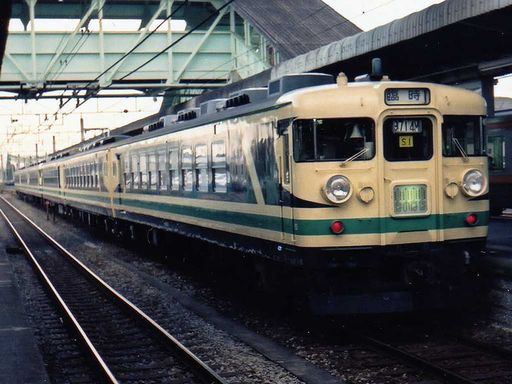
なのはな

1986年に登場した165系電車改造のお座敷列車。クモロ165-1・2、クロ165-1・2、モロ164-801・802で構成される6両編成であった。国鉄千葉鉄道管理局に配置後、JR東日本が引き継いだ。
各車両ごとに千葉県に咲く花の愛称名が付けられており、1号車から「すみれ」（クロ165-1）、「あやめ」（モロ164-801）、「きんせんか」（クモロ165-1）、「すいせん」（クロ165-2）、「あじさい」（モロ165-802）、「ゆり」（クモロ165-2）で構成していた。
6両編成が基本であるが、3両単位での分割運用も可能である。しかし実際は6両編成での運用がほとんどであった。外観は房総半島をイメージした塗装が施され、また登場当初の前面は原形ライト（通称「デカ目」「出目金」）を保っていたが後に前面強化工事によりシールドビームへ改造された。
老朽化と、直流区間しか走れなかったことにより1998年2月に後継車両である交直両用485系多目的車両「ニューなのはな」に置換えられることになった。ニューなのはな登場後もしばらく活躍していたがこの年の8月に房総地区で運転された「さよなら運転」をもって引退した。引退後、6両編成のうちクロ165-1が一時保存されたとする説があるが、定かではない。

#### 江戸

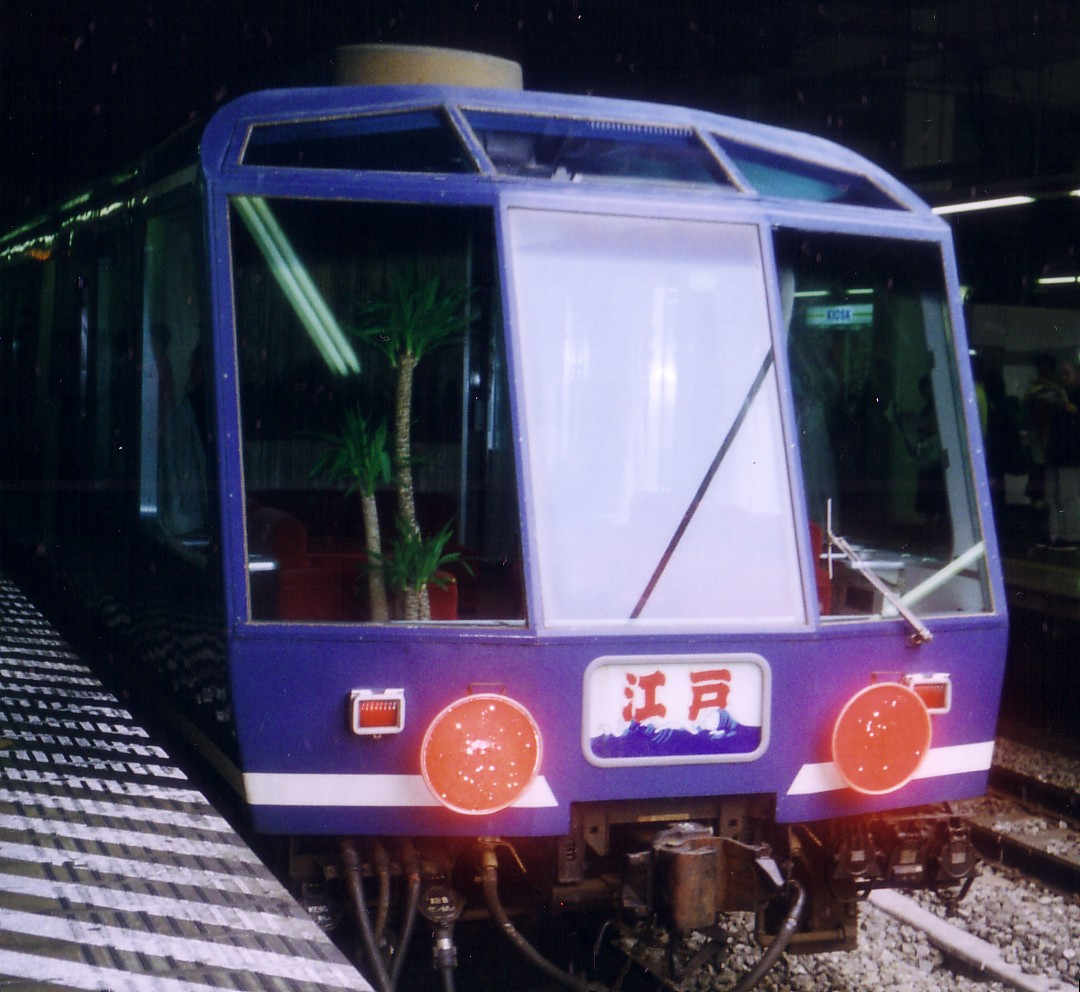
江戸

1986年3月に登場した12系客車改造のお座敷列車。スロフ12 825・826、オロ12 849 - 852で構成されていた。
各車には江戸情緒あふれる愛称名が付けられた。1・6号車の両端は「サロンエクスプレス東京」に準じた展望サロンが設けられていた。しかし老朽化により2000年3月31日に「スーパーエクスプレスレインボー」とともに引退した。

#### やすらぎ

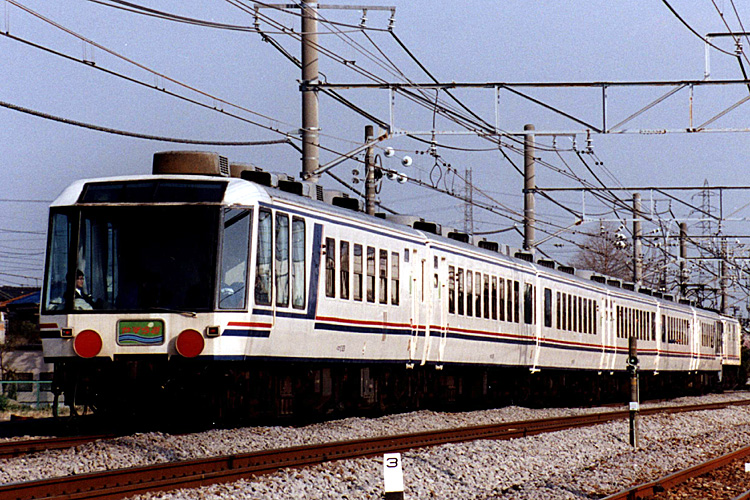
やすらぎ

1986年4月に登場した12系客車改造のお座敷列車。スロフ12 827・828、オロ12 853 - 856で構成されていた。国鉄高崎鉄道管理局に配置後、JR東日本が引き継いだ。
各車には高崎局管内の川の名前が愛称名として付けられた。「江戸」と同様に1・6号車の両端が展望サロンになっている。「くつろぎ」と同様、老朽化により485系電車改造の「せせらぎ」に代替される形で2001年3月31日にさよなら運転を行った。
その後わたらせ渓谷鐵道に譲渡され、スロフ12 827・828、オロ12 853の3両が「サロン・ド・わたらせ」に再改造されて使用されていた。また、オロ12 855は二つに切断され、半分は栃木県にある「スーパーカーミュージアム」に展示、もう半分は群馬県安中市で飲食店に利用されている。なお、電気機関車EF60 19が「やすらぎ」と同色の、白地に赤・青の細帯の専用塗装とされていた。

#### ふれあいみちのく

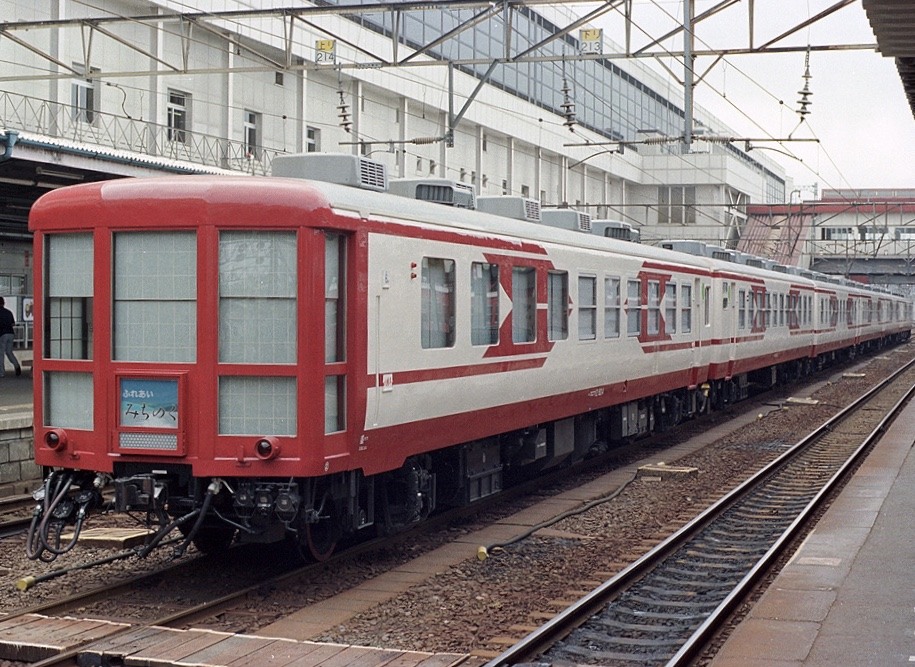
ふれあいみちのく

1986年8月に登場した12系客車改造のお座敷列車。スロフ12 823・824、オロ12 845 - 848で構成されていた。国鉄盛岡鉄道管理局に配置後、JR東日本が引き継いだ。
両端は洋風・和風の展望室で、6号車の和風仕様では囲炉裏が設けられている。老朽化により2002年5月に臨時列車としてさよなら運転を実施した。この編成の引退によりJR東日本に所属していた12系改造の和式客車は消滅した。

#### サロンエクスプレスアルカディア

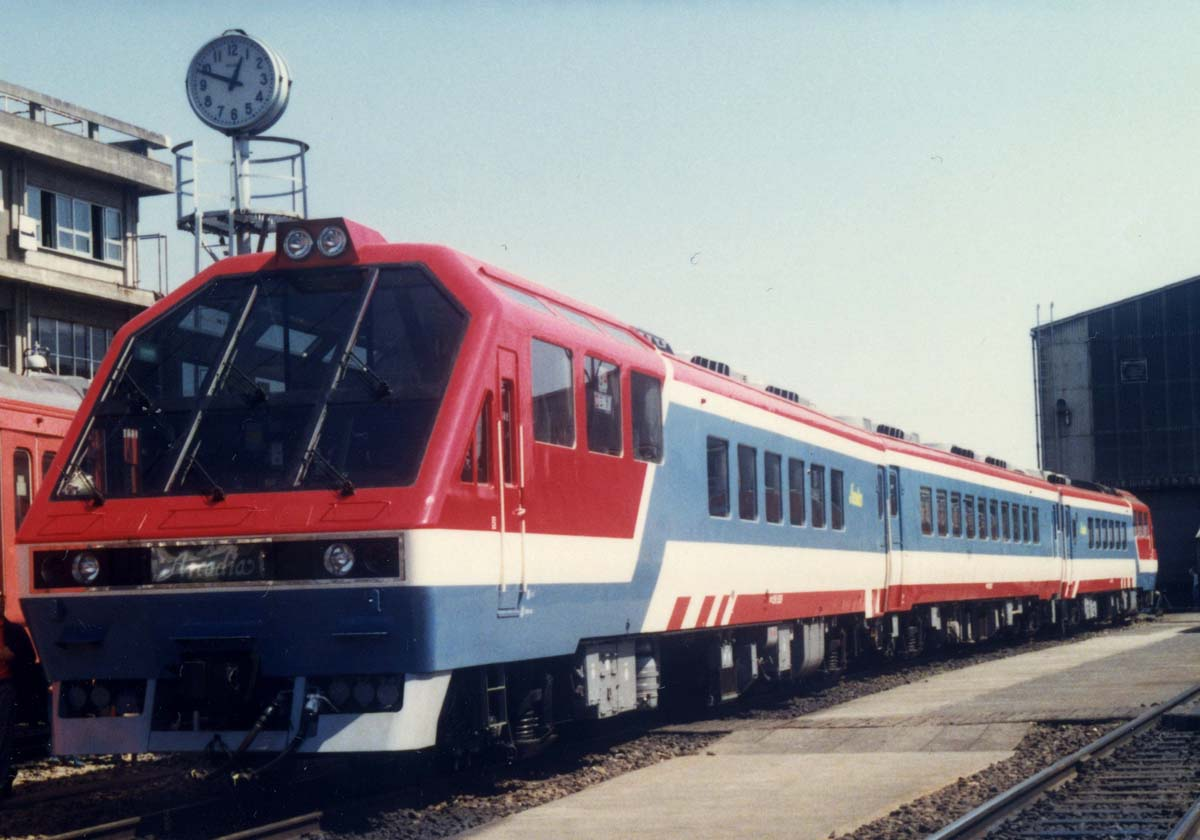
サロンエクスプレスアルカディア

1987年登場のキハ58系気動車改造の欧風車両。キロ59 508・509、キロ29 505で構成され、キロ59形はアルファコンチネンタルエクスプレスと同形態であった。旧国鉄新潟鉄道管理局に配置後、JR東日本新潟支社が引き継いだ。
しかし運用開始直後の1988年3月30日に上越線越後中里駅 - 岩原スキー場前駅間で排気管過熱を原因とした火災事故を起こし、被災した2両のうちキロ59 508が全焼したため廃車された（サロンエクスプレスアルカディア火災事故）。残りの2両は盛岡支社に転属し、1992年に再改造されて「Kenji」（普通車扱いのため旧車号に復した）として復帰している。

#### オリエントサルーン

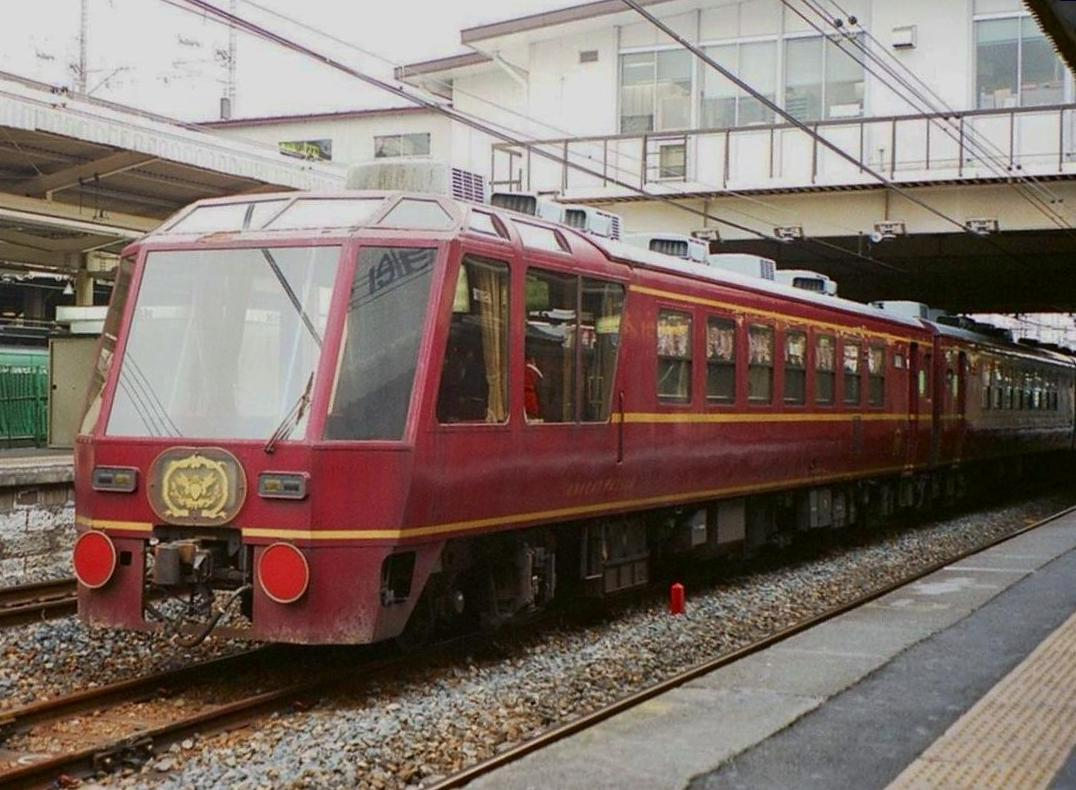
オリエントサルーン

1987年1月に登場した12系客車改造のお座敷列車。スロフ12 829・830、オロ12 857 - 860で構成されていた。国鉄仙台鉄道管理局に配置後、JR東日本が引き継いだ。内装は和洋折衷の構造で、他の和式編成のように各車両ごとの愛称は付けられていない。
老朽化により、2000年10月30日から11月5日にかけてさよなら運転を行い、廃車となった。専用牽引電気機関車としてED75 707・711・751・766・767が専用塗装となっていたが、最後まで残っていたED75 767が2005年に一般色に変更され、専用機は消滅した。

#### スーパーエクスプレスレインボー

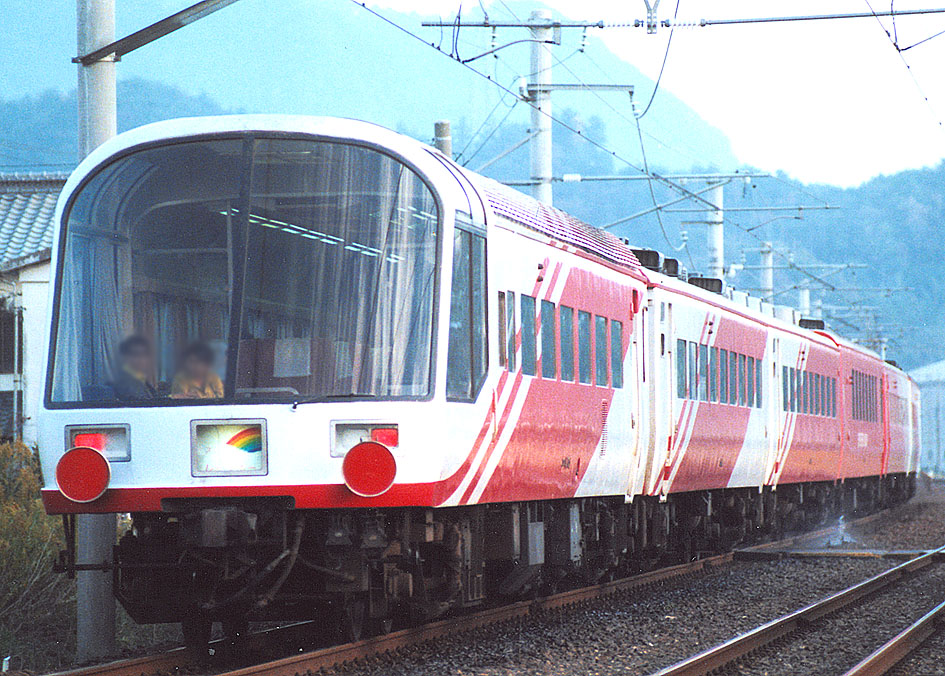
スーパーエクスプレスレインボー

1987年3月に登場した12系・14系客車改造の欧風車両。スロフ14 705・706、オロ14 711 - 715、オロ12 715で構成され、オロ14 711・714はリクライニングシートが並び、オロ14 712・713は3.6人用のコンパートメント室になっている。またオロ12 715はサンルーフを新設したイベントカーであった。
EF65形1019（1987年 - 1998年）・1118（1997年 -　2015年）、EF81 95（1987年 - ）が専用塗装とされ、客車が廃車された後もイベントや臨時列車などで運用されている。
2000年3月31日に引退し、しばらく保留車となっていたが、2001年7月15日付で廃車された。

#### パノラマエクスプレスアルプス

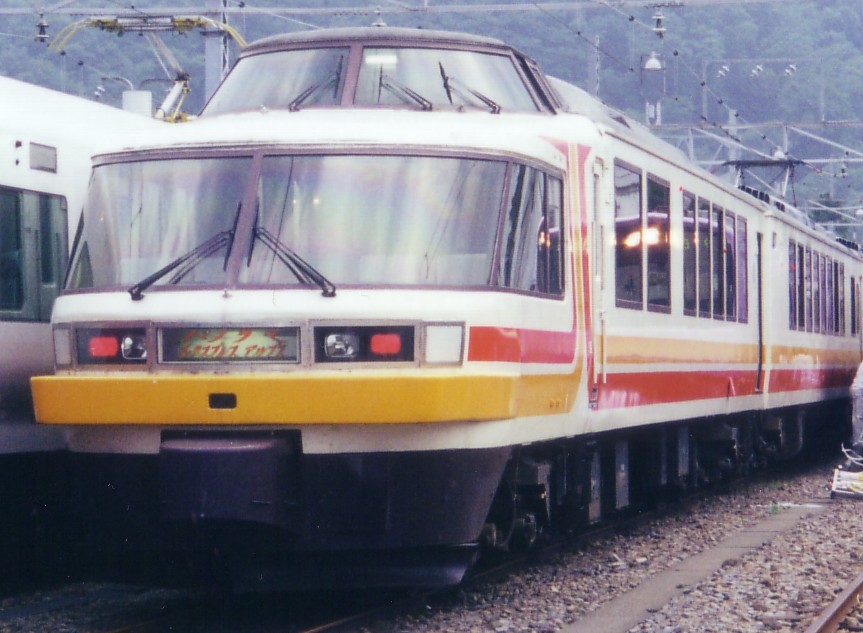
パノラマエクスプレスアルプス

1987年3月に登場した165系電車改造の欧風車両。クモロ165-3・4、クロ165-3・4、モロ164-803・804で構成されていた。旧東京西鉄道管理局に配置後、JR東日本が引き継いだ。先頭車は展望車となっており、先頭車のみ構体が新製されている。
団体列車のみならず、中央本線臨時急行としても運転された。山梨観光キャンペーンの一環として中央本線で運用された際には、中間に167系アコモデーション改善車4両編成を挟み込み、10両編成で運転されたこともある。この運用のために、挟み込まれた167系は、アルプスと同一の塗装が施された。
長らく団臨や多客臨などで活躍していたものの、車両の老朽化などにより2001年9月に引退し、富士急行に譲渡。その後は富士急行2000系電車として「フジサン特急」に使われていたが、こちらでも老朽化のため2016年2月をもって引退した。

#### エーデルワイス
1988年に登場したキハ58系気動車改造の座席車。改造に伴う改番はされず、JR東日本初の普通車ジョイフルトレインとなった。内装は洋風仕様で、当初は明るい塗装だったが1991年に白を基調とした外装に変更。多客臨時列車としても活躍したが2001年に廃車された。

#### グラシア

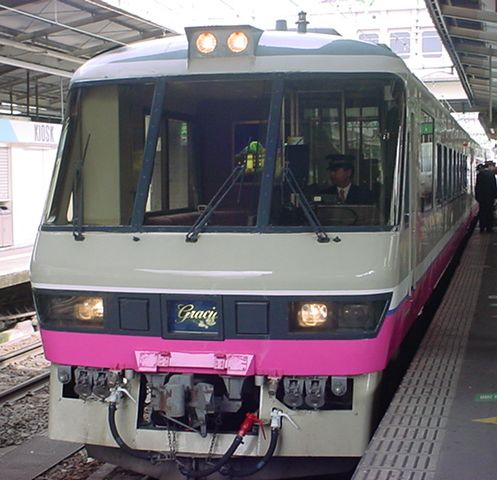
グラシア

1989年に登場したキハ58系気動車改造の欧風車両。キロ59 510・511、キロ29 506で構成された。
当初はグリーン車扱いだったが普通車扱いに変更（キロ59 → キハ59、キロ29 → キハ29・車番は同じ）。2003年5月を最後に「グラシア」としては引退し、同年7月に「こがね」としてリニューアルされた。

#### シルフィード
1990年8月に登場した485系電車の欧風車両。クモロ485-1、クロ484-1、モロ484-1で構成される3両編成であった。485系ではあるが、車体は当時計画されたものの開発中止となった「187系」用に確保されていたサロ189形のものが改造されている。新潟車両センターに所属していた。
ディーゼル機関車に牽引されての非電化区間走行に対応しており、専用塗装のDE10形が用意されていた。
2001年1月に3両とも普通車に格下げされた後、同年6月24日に運用終了し、カーペットカーに改造されて「NO.DO.KA」と改称された。

#### リゾートエクスプレスゆう

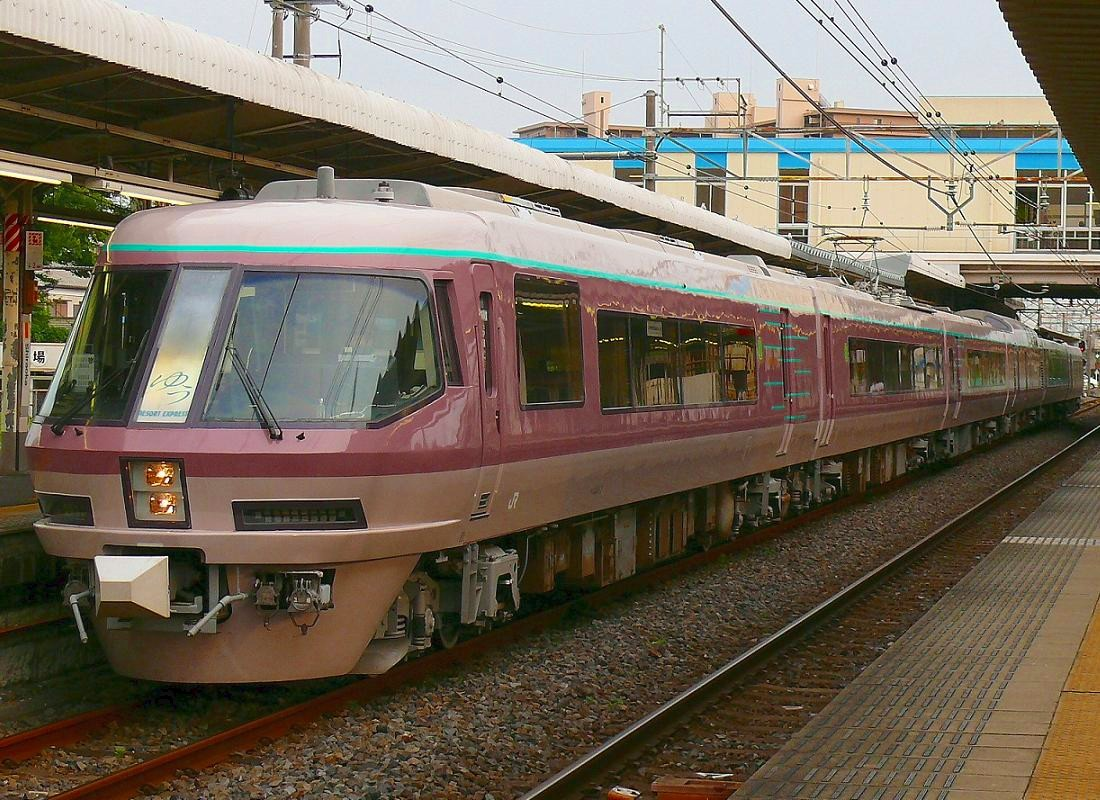
リゾートエクスプレスゆう

「ふれあい」の置換え用として1991年3月に登場した、485系電車改造のジョイフルトレイン。勝田車両センターに所属していた。
デビュー当初の内装は欧風仕様だったが、首都圏の和式列車の需要が高まり、1998年10月に先頭車のラウンジおよびイベントカーを除き畳敷きのお座敷列車に改装された。専用塗装の専用電源車（マニ50形・水郡線営業所所属）を連結のうえで、ディーゼル機関車牽引による非電化区間への入線も可能としていた。このマニ50形は通称「ゆうマニ」と呼ばれる。
2018年1月30日に営業運転を終了。同年9月5日に長野総合車両センターに回送された。

#### Kenji

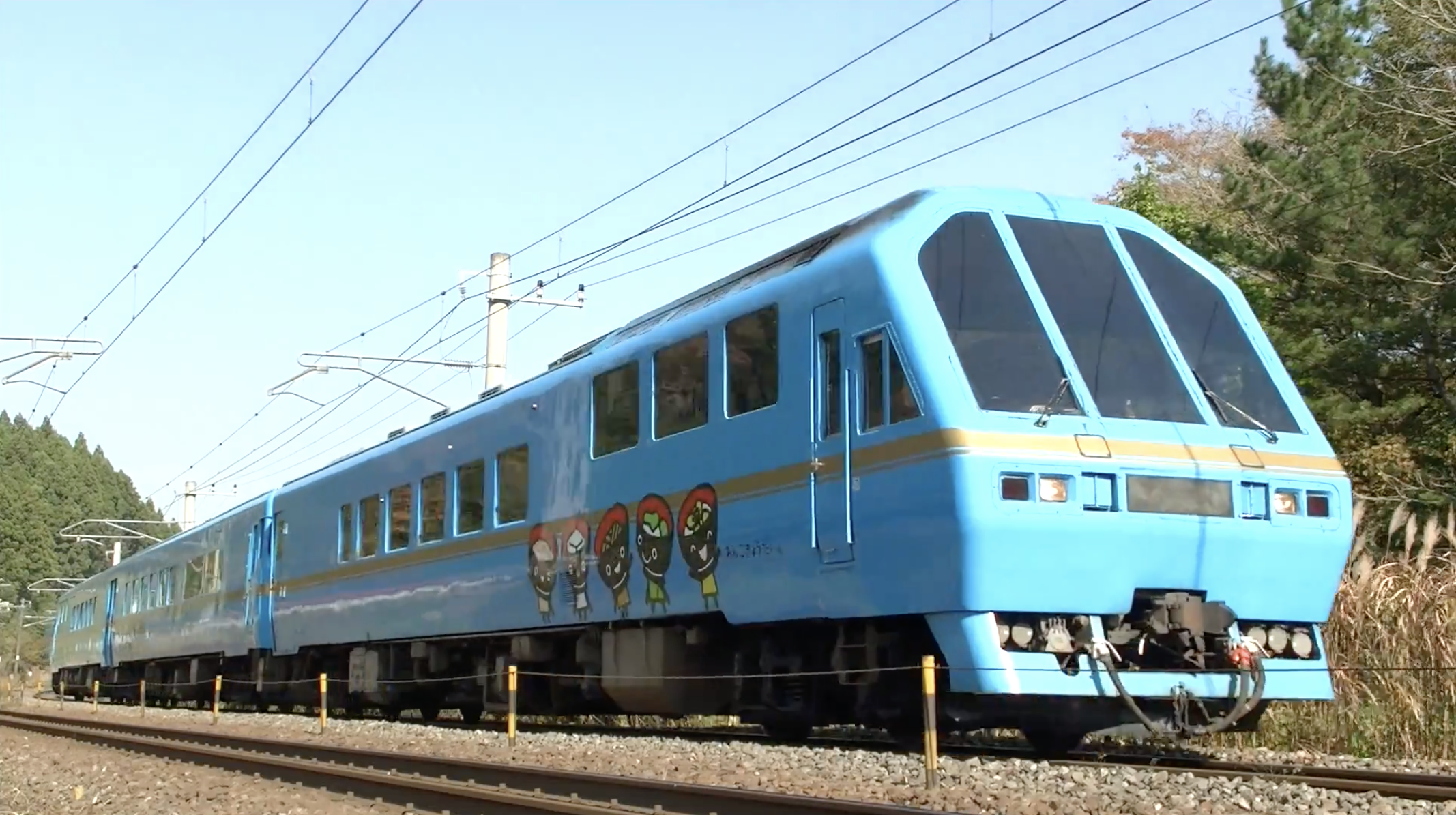
Kenji（運用末期の塗色）

1992年に登場したキハ58系気動車改造の欧風車両。キハ58 650・1505・キハ28 2010で構成されている。盛岡車両センターに所属していた。愛称名は詩人・宮沢賢治の名を取ったもの。
キハ58 1505以外の2両は火災事故を起こした「サロンエクスプレスアルカディア」からの再改造で、グリーン車から普通車に格下げされたため、形式・番号は「アルカディア」改造前のものに戻された。外観塗装は当初白をベースに明るい青色のいでたちであったが、2005年4月に「義経北行伝説号」の運転開始を機にグリーンを基調に金帯を配した外観に変更された後、2014年にグリーンからブルーへ塗装変更を行った。
団体臨時列車に使用されたほか、盛岡支社内で臨時快速列車にも使用されていた。JR各社において営業運転がなされている唯一のキハ58系であったが、2018年9月8日の団体臨時列車をもって運行を終了した。

#### 宴

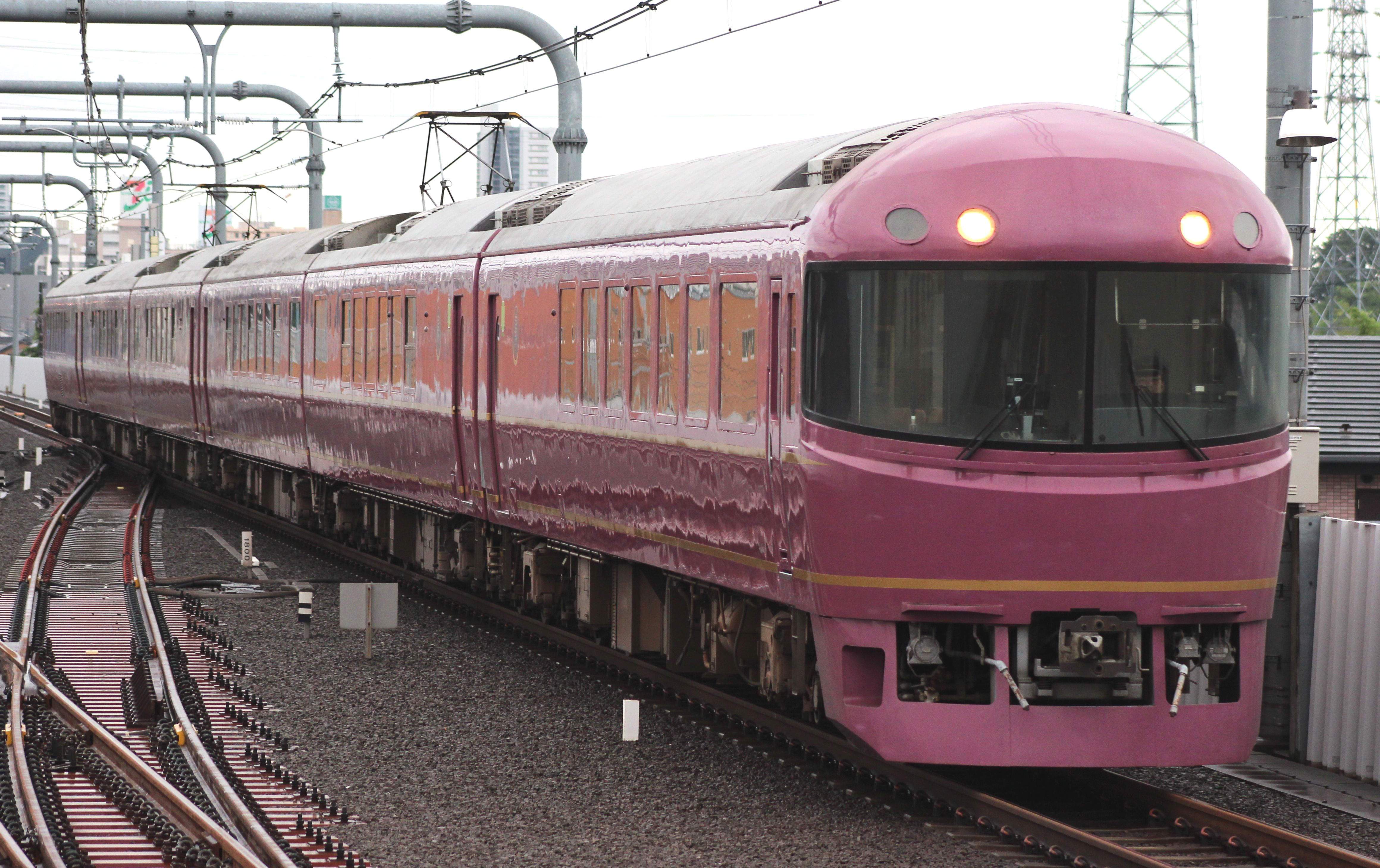
宴

1994年6月に登場した、485系電車改造のお座敷列車。高崎車両センターに所属していた。485系電車を改造した6両編成で、クロ485-1、クロ484-3、モロ485-2・3、モロ484-4・5で構成されていた。1号車は「いこい」、2号車は「ろばた」、3号車は「はなやぎ」、4号車は「にぎわい」、5号車は「ほほえみ」、6号車「へいあん」の愛称が付けられていた。
485系初の和式電車で車内は掘ごたつであるがモロ484形はフラット式の座敷になっていた。
2019年2月23日に営業運転を終了。同年4月25日に長野総合車両センターに廃車回送された。

#### 漫遊 → ふるさと

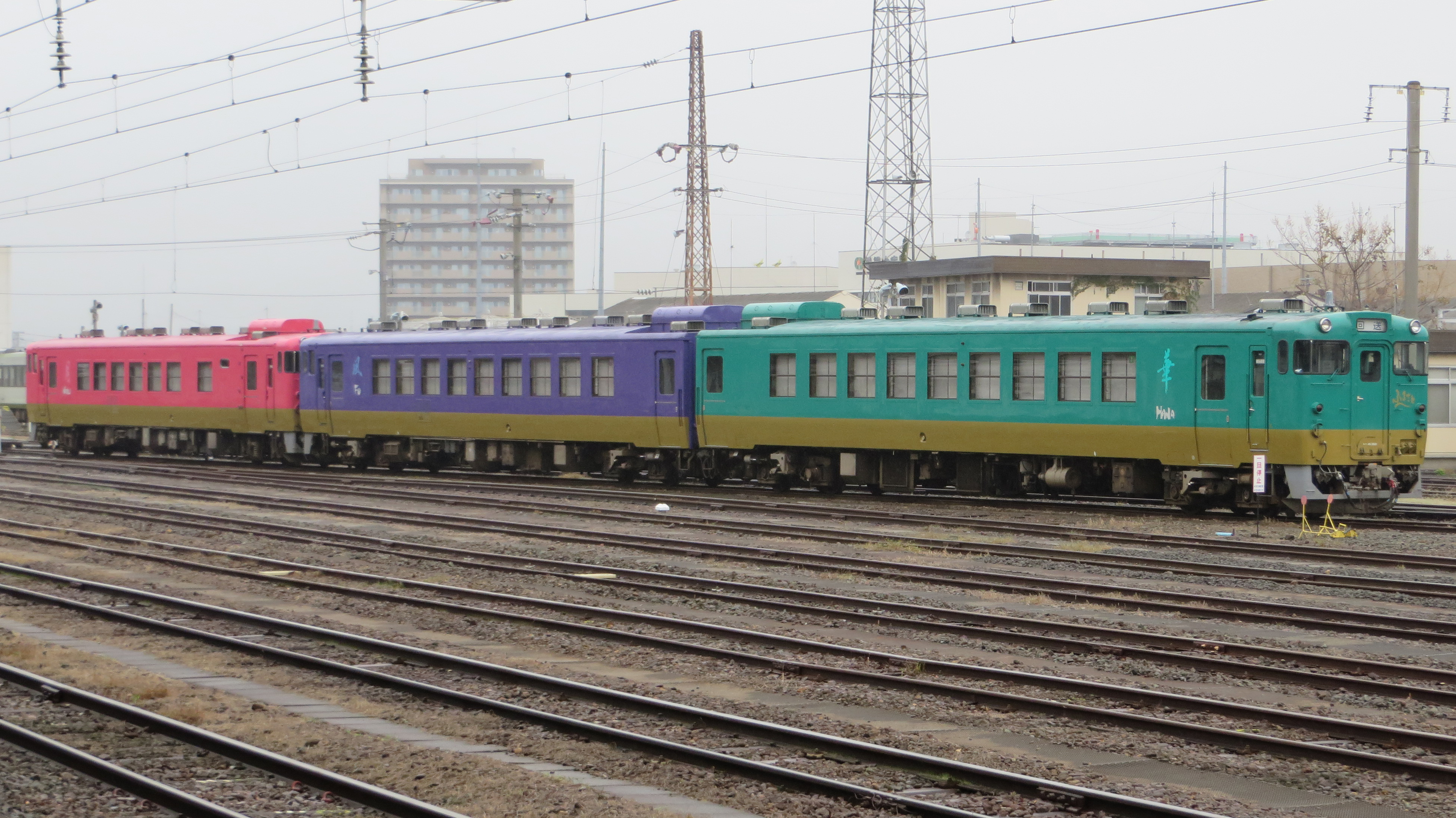
ふるさと

1995年に登場した、キハ40系気動車改造のお座敷列車。キロ40 2501・キロ48 2501・キロ48 2502で構成されていた。当初は「漫遊」の名称であったが、2000年に普通車に格下げのうえ「ふるさと」に改称された。
2016年8月28日をもって営業運転を終了した。

#### アルファ

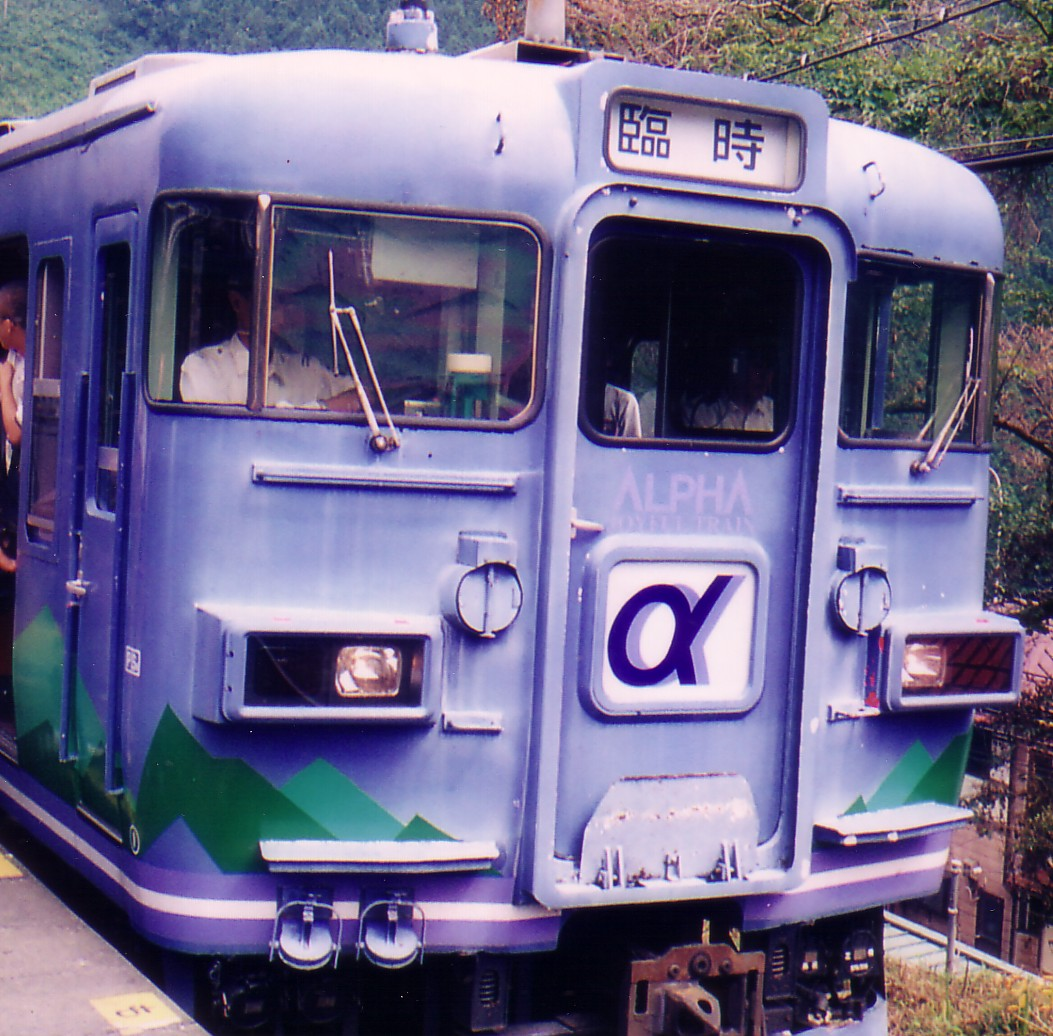
アルファ

1995年に登場した165系電車改造の座席車。クモハ165-129・モハ164-852・クハ165-194で構成されていた。
元々京葉線で「シャトル・マイハマ」専用車両として運用されていた車両で、1995年に上沼垂運転区（現・新潟車両センター）へ転属した際、塗装と愛称が変更された。以後、新潟地区にとどまらず首都圏や長野地区でも運用されたが、車両の老朽化により2001年5月8日に廃車された。

#### 浪漫

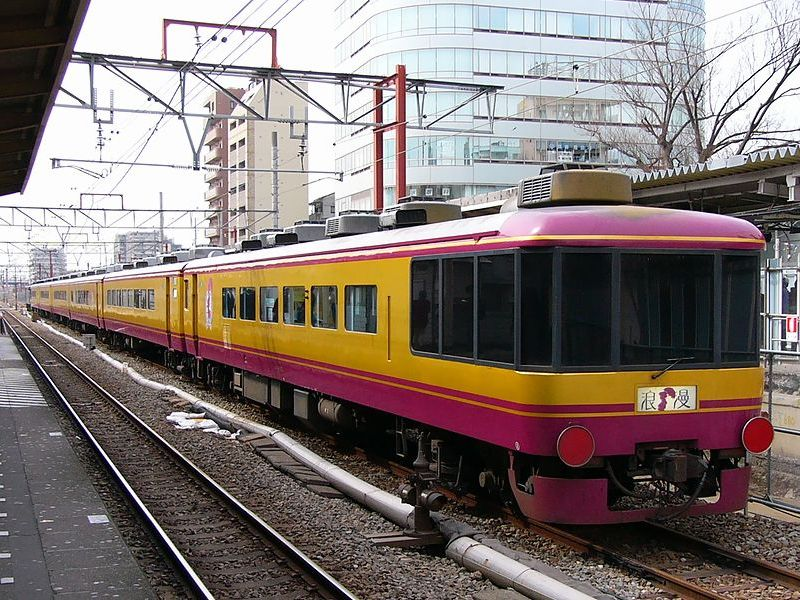
浪漫（塗装変更後）

1995年11月に登場した14系客車改造のお座敷列車。スロフ14 801・802、オロ14 801 - 804で構成されていた。
1・6号車は展望車、4号車はサロンカーとなっており、一般客室は掘りごたつを採用したほか、各車両にテレビモニタ・カラオケを搭載した。
老朽化のため「彩」に置換えられ、2007年3月4日に運行を終了した。

#### ゆとり

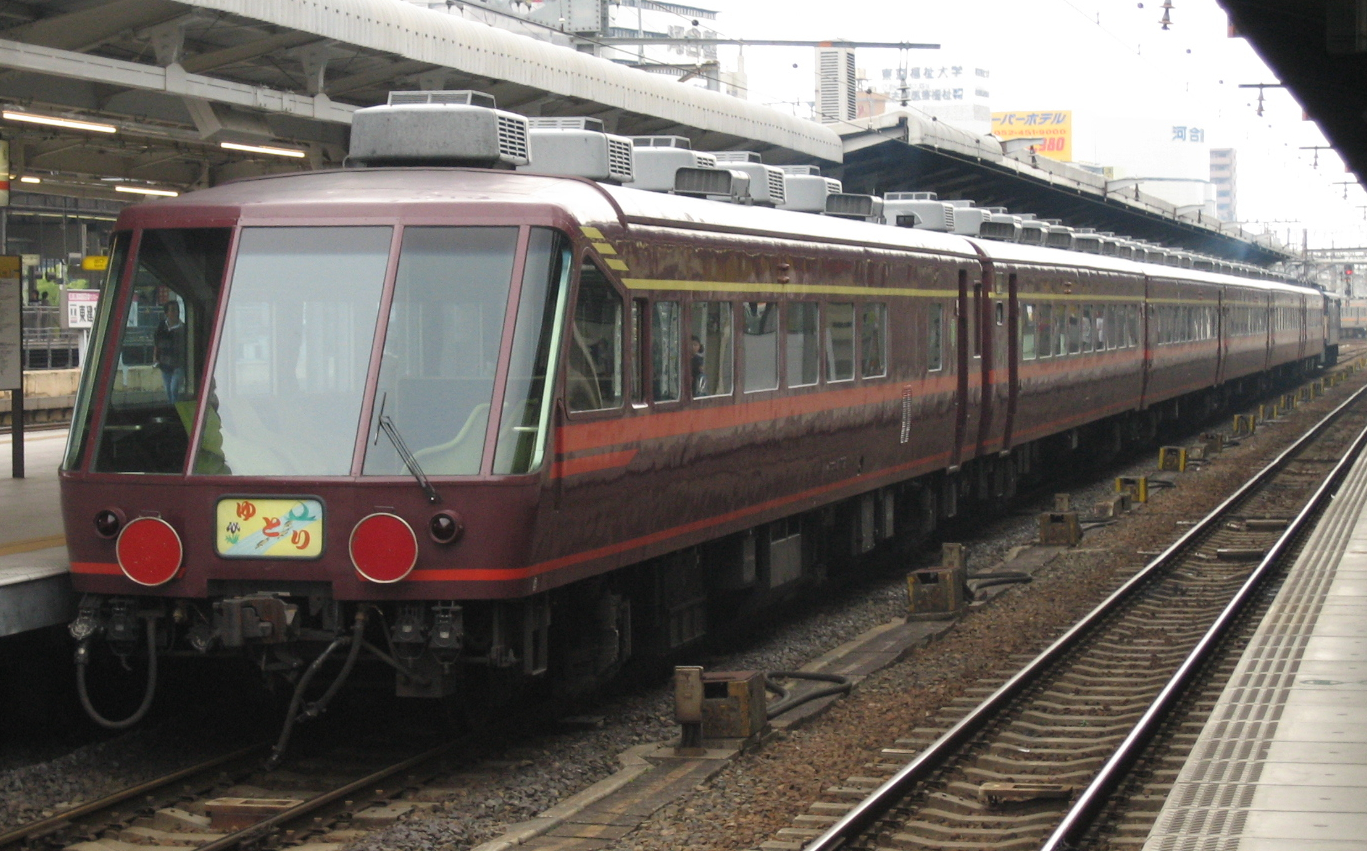
ゆとり

1997年に「サロンエクスプレス東京」から1両（オロ14 702）を脱車のうえ和式車両にリニューアルして登場した14系客車の6両編成である。スロフ14701・702、オロ14 701・703・704・705で構成されていた。尾久車両センターに所属していた。
2008年3月9日をもって引退し、31日に中間車オロ14 705が土崎工場、10月23日にオロ14 701・703・704が長野工場へ廃車回送された。スロフ14701・702の2両のみが所属していた尾久車両センターにて長らく留置されていたが2015年に長野工場へと廃車回送された。

#### ニューなのはな

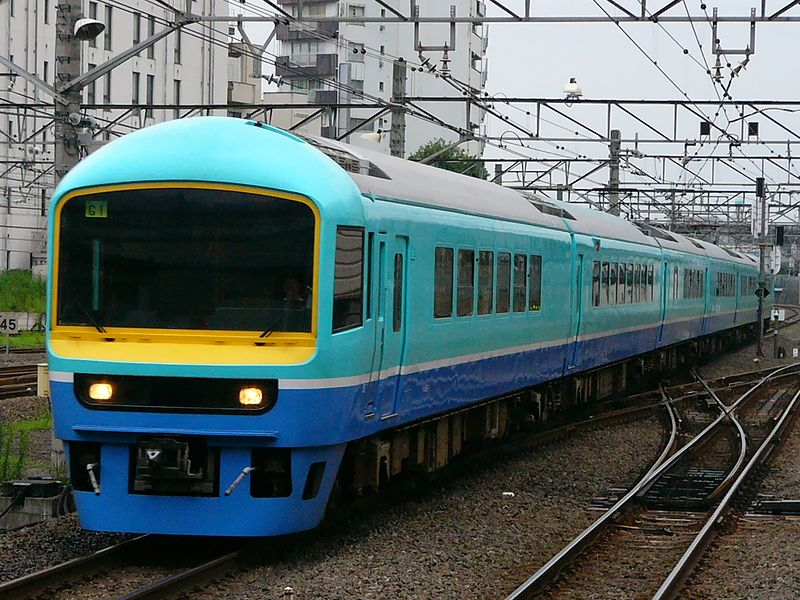
ニューなのはな

1997年に「なのはな」の後継として登場した、485系電車改造のジョイフルトレイン。お座敷列車であるが、座席車への転換も可能になっている。幕張車両センター所属。
老朽化により2016年8月に運行を終了し、同年9月25日に長野総合車両センターへの廃車回送を兼ねた「さよなら運転」をもって引退した。

#### 華

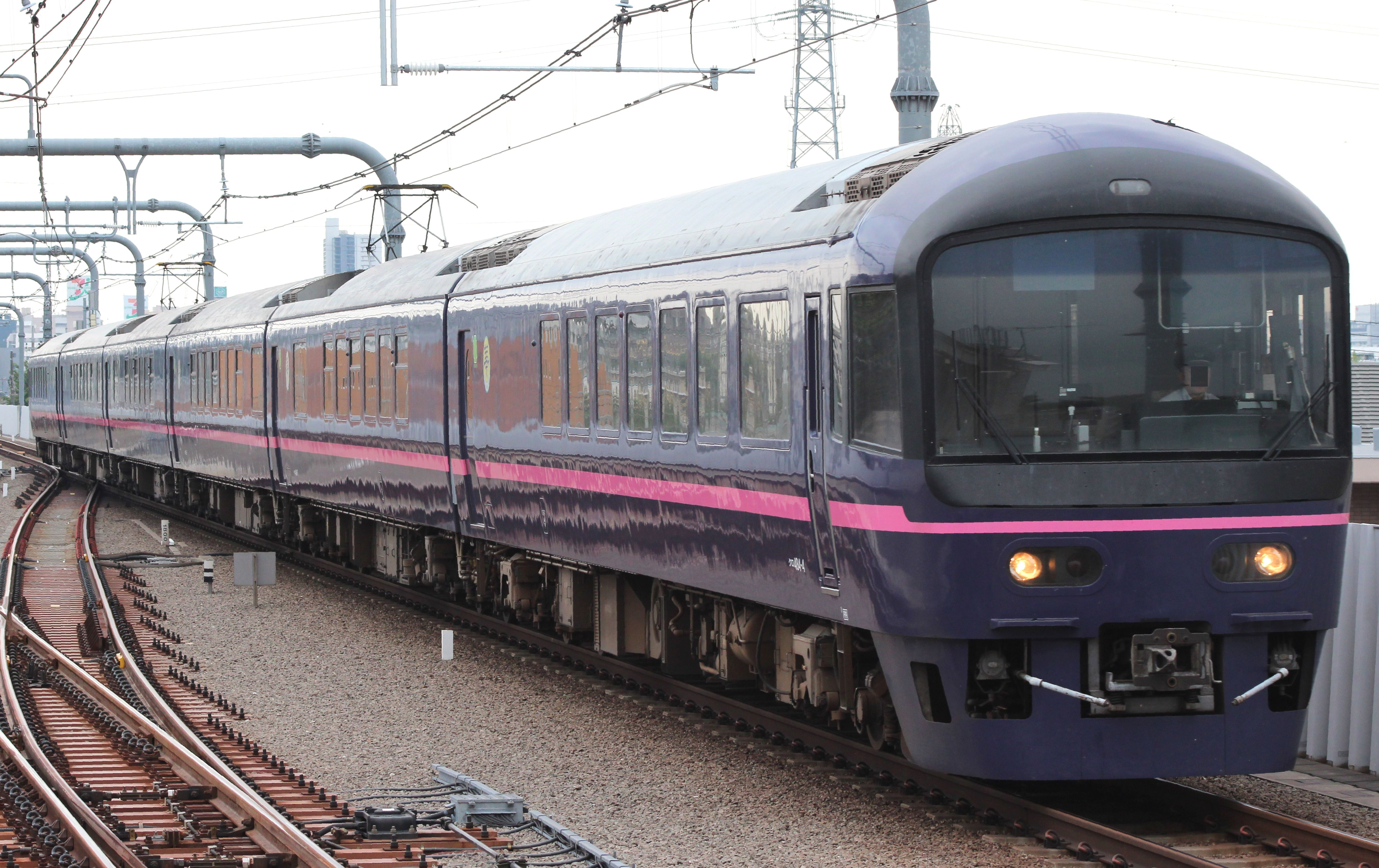
華

「なごやか」の置換え用として1997年3月に大宮工場で改造されたお座敷車両。高崎車両センターに所属していた。485系電車を改造した6両編成で、クロ485-2、クロ484-4、モロ485-4・5、モロ484-6・7 で構成されている。
老朽化により2022年10月に運行を終了し、同年11月に郡山総合車両センターに廃車回送された。

#### やまなみ

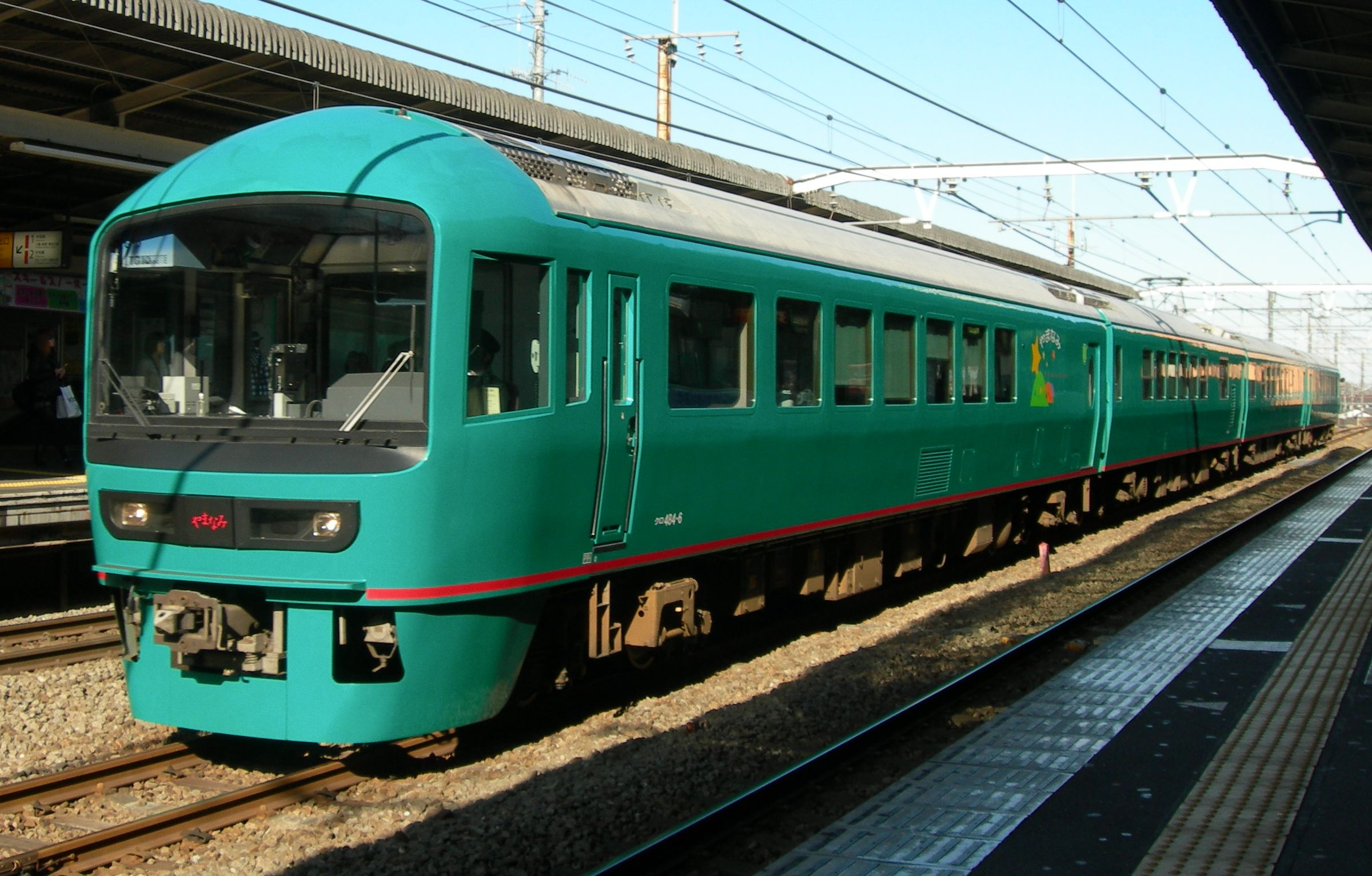
やまなみ

「くつろぎ」の置換え用で、高崎車両センターに所属していた。
「ハイグレードな日本調空間」をコンセプトに、1999年6月に登場した485系電車改造のお座敷列車。クロ485-4・モロ485-8・モロ484-10・クロ484-6で組成され、高崎車両センターに所属していた。
2010年12月で営業運転を終了し、2011年に中間車2両が「リゾートやまどり」に再改造。その後未改造の先頭車2両も盛岡支社に新たに配置されるジョイフルトレインの先頭車両に転用されることになり、2012年に「ジパング」として登場した。

#### せせらぎ

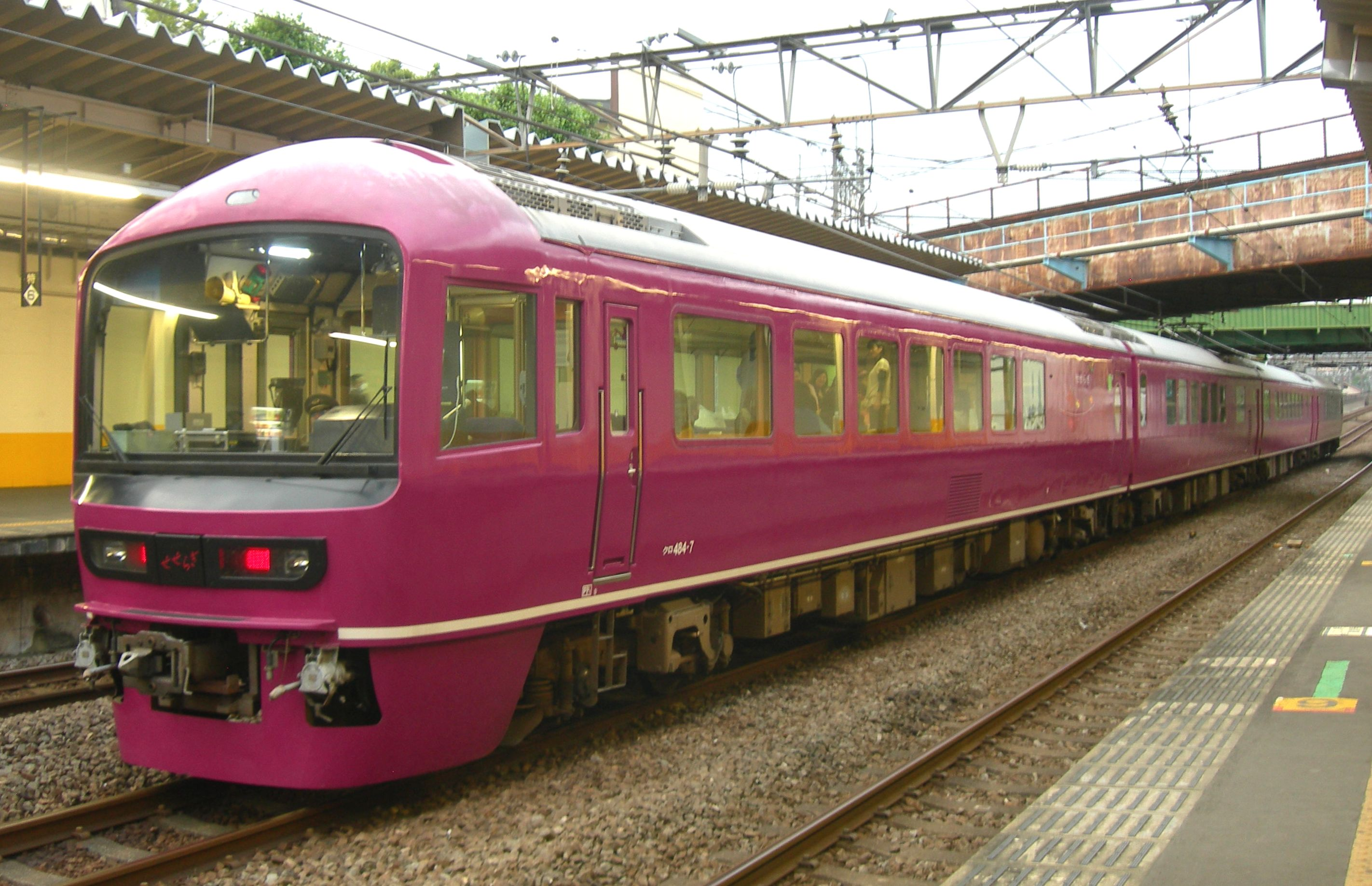
せせらぎ

「日本の四季を巡る空間」をコンセプトに、2001年3月に登場した485系電車改造のお座敷列車。クロ485-5・モロ485-9・モロ484-11・クロ484-7で組成され、高崎車両センターに所属していた。
前述の「やまなみ」と併結運転が可能となっており、号車番号は「やまなみ」の1 - 4号車に続く形で5 - 8号車とされていた。
2010年1月で営業運転を終了し、全車「リゾートやまどり」に再改造された。

#### 四季彩

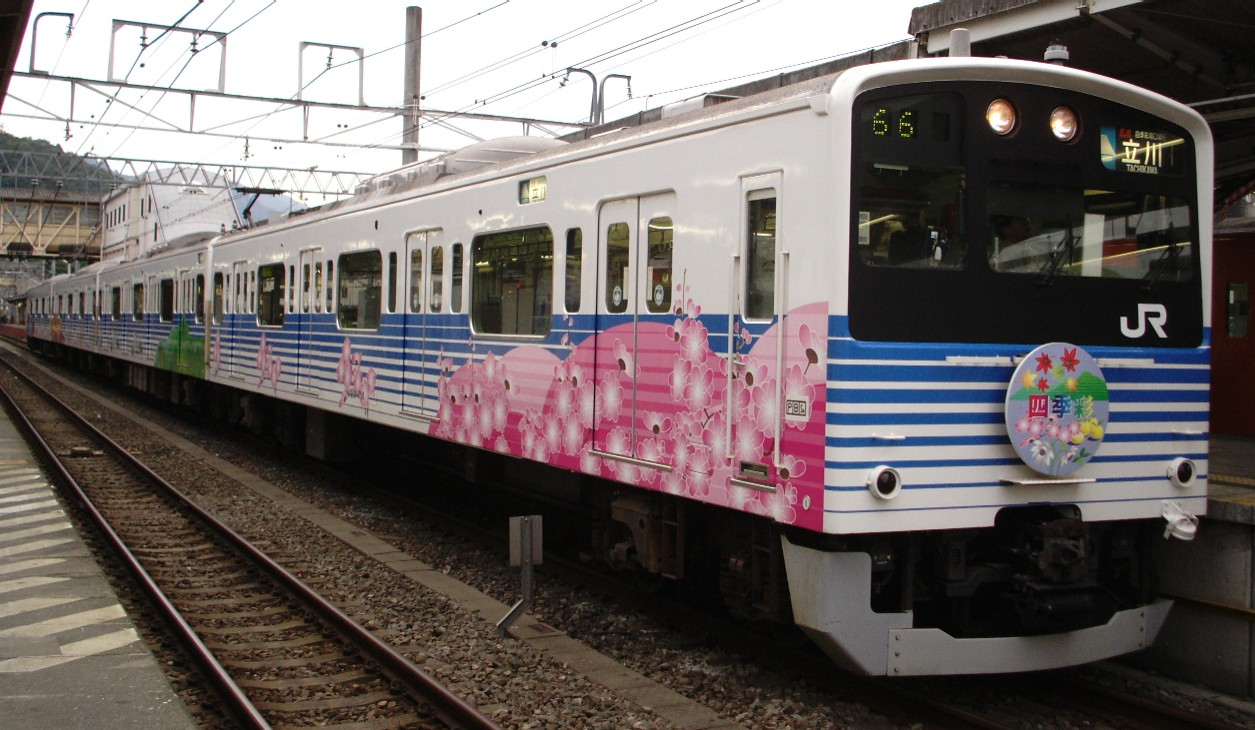
四季彩（塗装変更後）

2001年4月に登場した201系電車を改造した4両編成で、クハ201-134・モハ201-263・モハ200-263・クハ200-134 で構成されていた。豊田車両センターに所属。通勤用車両を改造した初のジョイフルトレインで、改番はされていない。2005年7月に外観塗装が白を基調に一新された。
改造当初から青梅線で運転されていた。また、四季彩河口湖号として富士急行線にも頻繁に乗り入れていた。しかし老朽化のため2009年6月28日をもって定期運用から退き、7月20日の団体臨時列車を最後に運用を終了し、廃車された。

#### NO.DO.KA

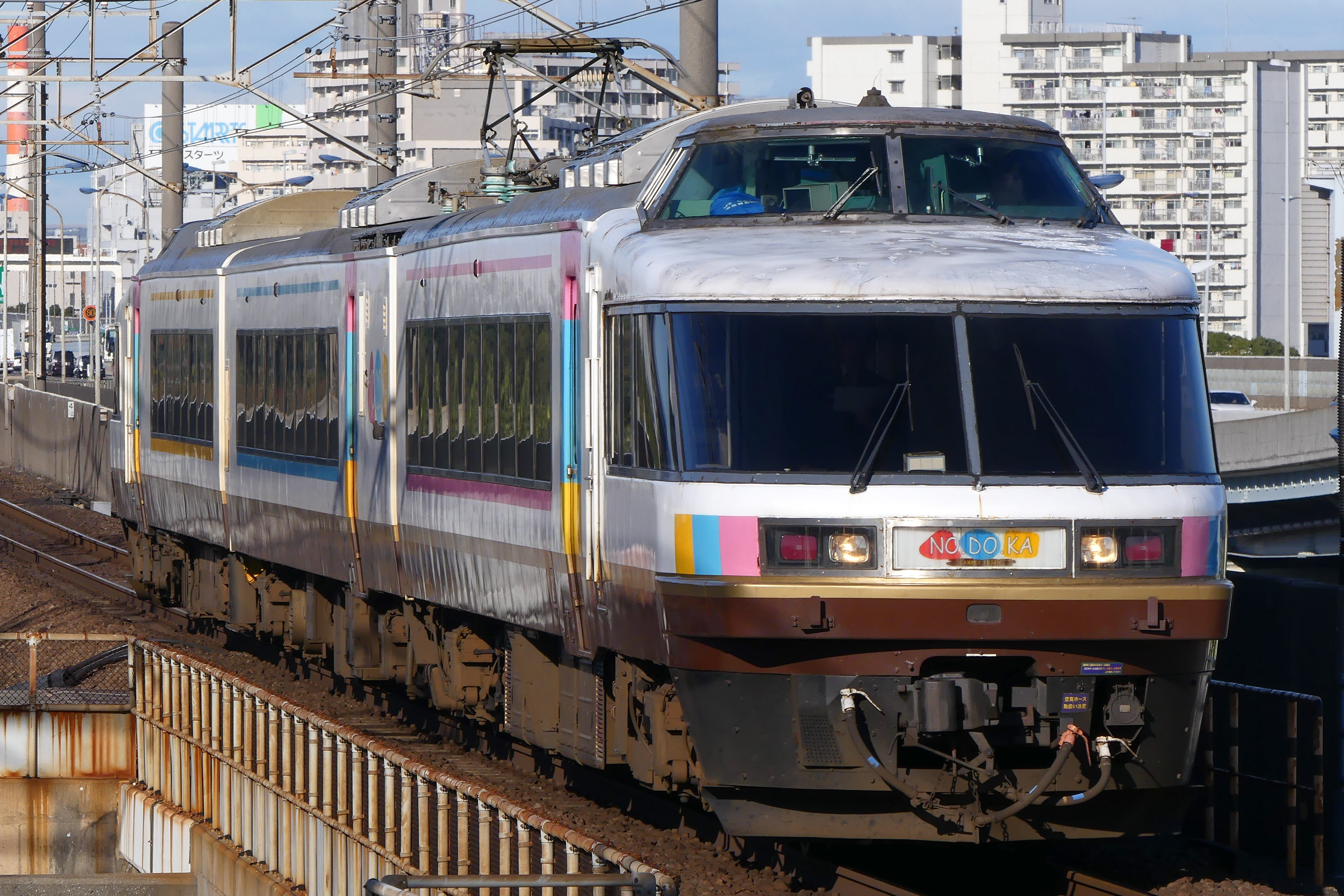
NO.DO.KA

2001年10月に「シルフィード」を再改造して登場したカーペット車のジョイフルトレインで、新潟車両センターに所属していた。
2018年1月7日の臨時団体列車「惜別 NO.DO.KA」をもって運行を終了した。

#### こがね

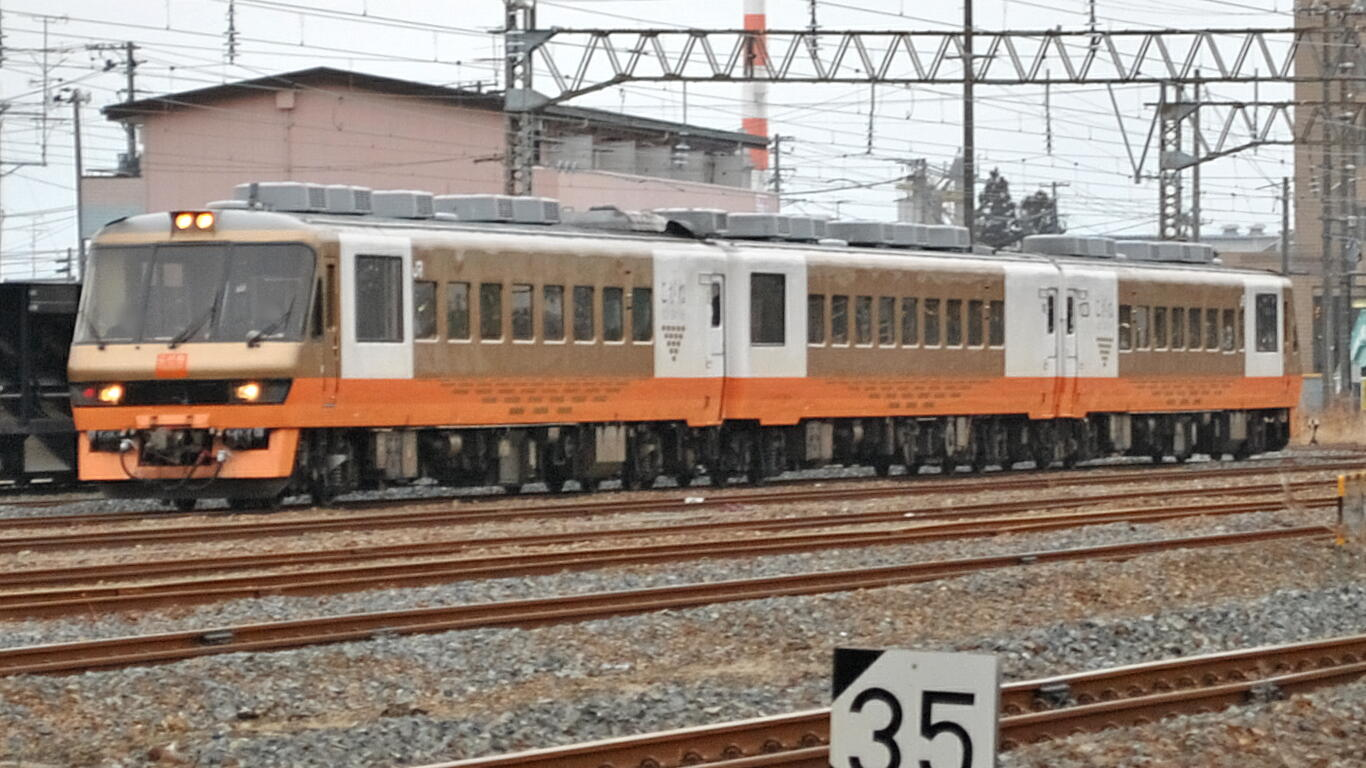
こがね

2003年7月に「グラシア」をリニューアルして登場したキハ58系気動車改造の欧風車両。キハ59 510・511・キハ29 506で構成されていた。小牛田運輸区に所属していた。
団体臨時列車のほか東北地区の臨時列車にも多数使用されたが、老朽化に伴い2010年12月26日で運転終了となった。

#### 彩野

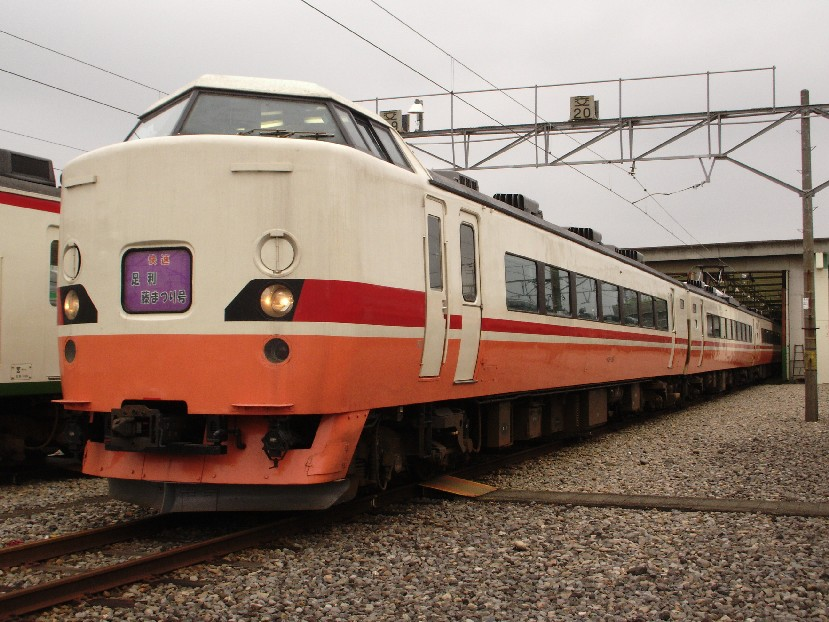
彩野（塗装変更後）

2003年に登場した189系電車改造の座席車。クハ189-2・モハ188-43・モハ189-43・モハ188-45・モハ189-45・クハ189-511で構成されていた。内装や外観の変更・改番はされていない。当初は小山車両センターに所属していたが、2006年3月からは大宮総合車両センターに所属していた。
日光方面への臨時列車のほか、京葉線方面への臨時列車として舞浜駅発着列車にも充当された。2006年からは1編成しかない485系を使用していた東武線直通特急の予備車となり、車体の塗装を485系と同様に塗り分けている。
2011年6月より東武線直通特急に253系1000番台が投入されたことにより、8月31日に廃車となった。

#### 彩

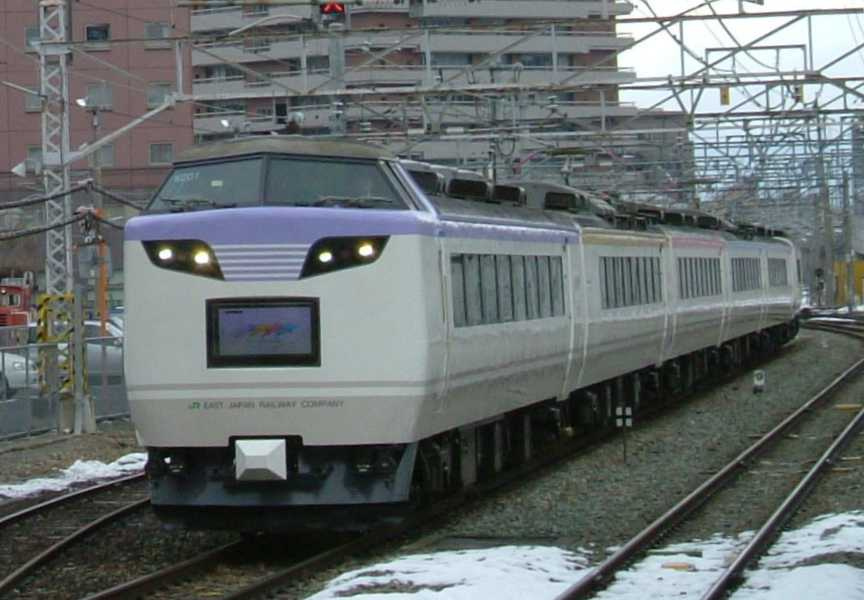
彩

「浪漫」の後継として2006年に登場した485系電車改造の座席車。長野総合車両センターに所属していた。
クロ481-1503（1号車：紫）・モロ484-1024（2号車：黄）・モロ485-1024（3号車：ピンク）・モロ484-1007（4号車：水色）・モロ485-1007（5号車：紫）・クロ481-1502（6号車：ピンク）で構成された6両編成であった。
狭小トンネル区間である中央本線・篠ノ井線への入線対策として、改造時に運転台上のヘッドライトの撤去、静電アンテナの移設が行われた。パンタグラフもシングルアーム式のPS32形に変更された。ヘッドマーク掲出部は市販の40インチ液晶テレビをそのまま使用し、表示情報はDVDやCD-Rで読取る仕組みとなっている。
2015年7月1日付で直流固定化されたのに伴い、車両番号が元番号+4000された。
2017年9月30日の「ありがとういろどり号」をもって営業運転を終了した。

#### リゾートやまどり

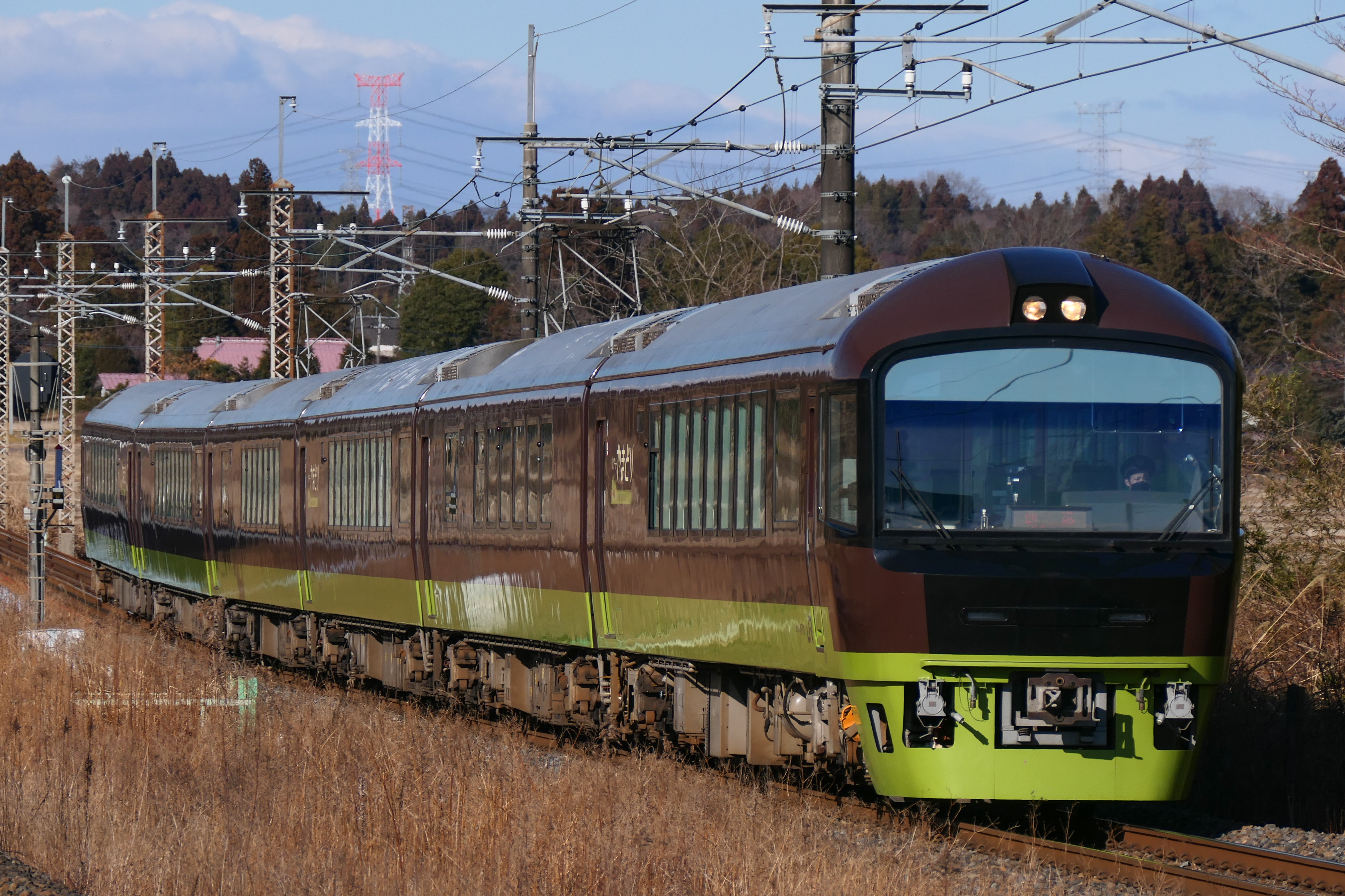
リゾートやまどり

お座敷電車「やまなみ」のうち中間の2両と、同じくお座敷電車の「せせらぎ」の全4両を再改造し、2011年に登場した座席車である。高崎車両センターに所属していた。
485系電車の6両編成で、編成は上野方からクハ484-703・モハ484-703・モハ485-703・モハ484-704・モハ485-704・クハ485-703。車内は253系のグリーン席の廃車発生品を使用した3列シートとなっていた。
当初は「のってたのしい列車」として扱われていたが、2021年時点でJR東日本公式サイトにおいて「その他の列車」の分類となっていた。その後、老朽化により2022年12月に引退した。

#### ジパング

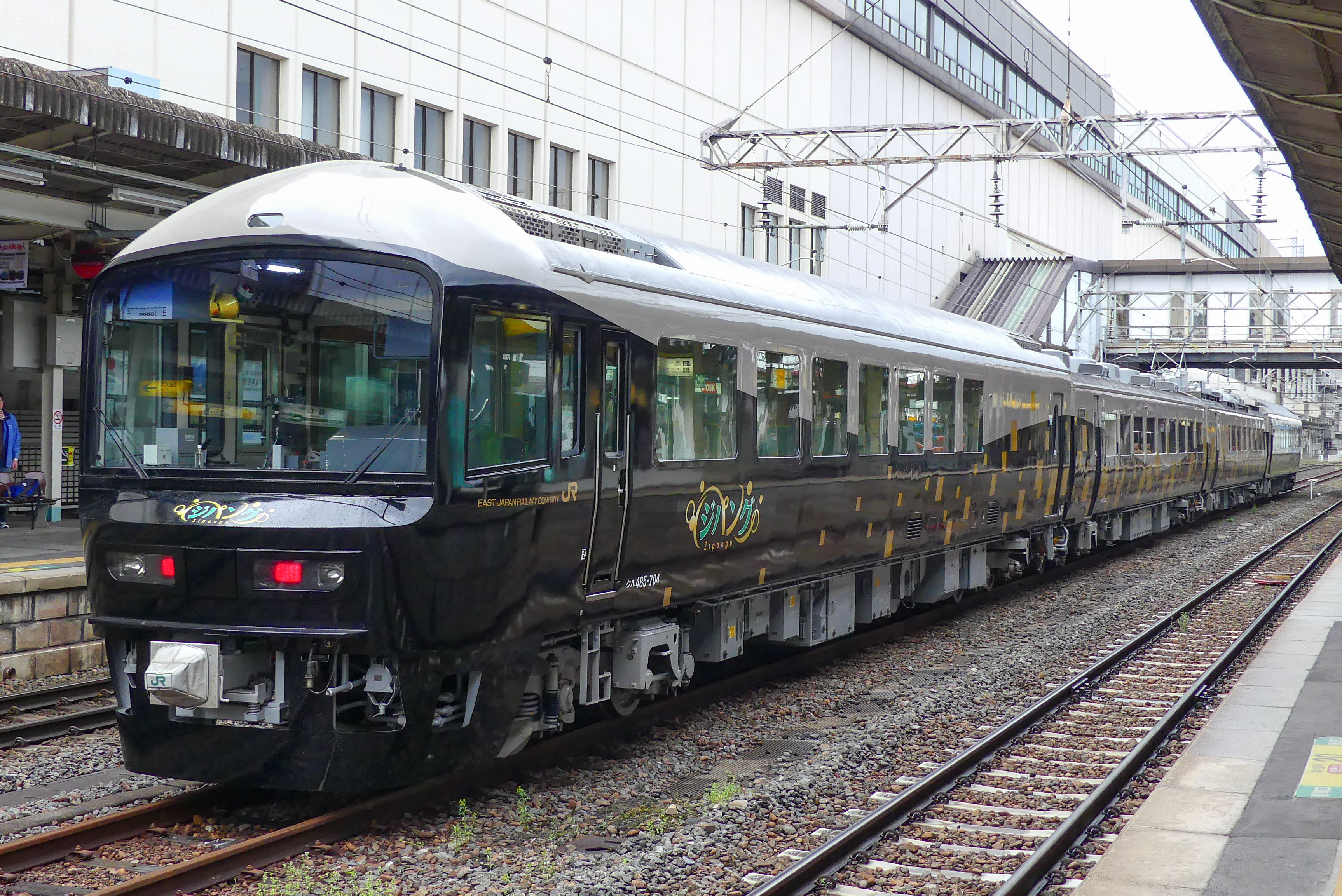
ジパング

お座敷電車「やまなみ」のうち先頭の2両と、485系3000番台中間車2両の全4両を2012年に再改造した座席車である。盛岡運転所に所属していた。
クハ485-704・モハ485-3014・モハ484-3014・クハ484-704で構成された6両編成で、700番台の先頭車は観光型構造、3000番台の中間車は特急型時代そのままの回転リクライニングシートとなっていた。
いわてデスティネーションキャンペーンに合わせて2012年4月に登場し、期間中は「平泉世界遺産号」（盛岡 - 一ノ関間）などで運行された。終了後は主に同区間で「ジパング平泉」として運行されていた。
2021年10月10日の団体専用列車「ありがとうジパング」をもって運行を終了した。

#### あきたクルーズ号

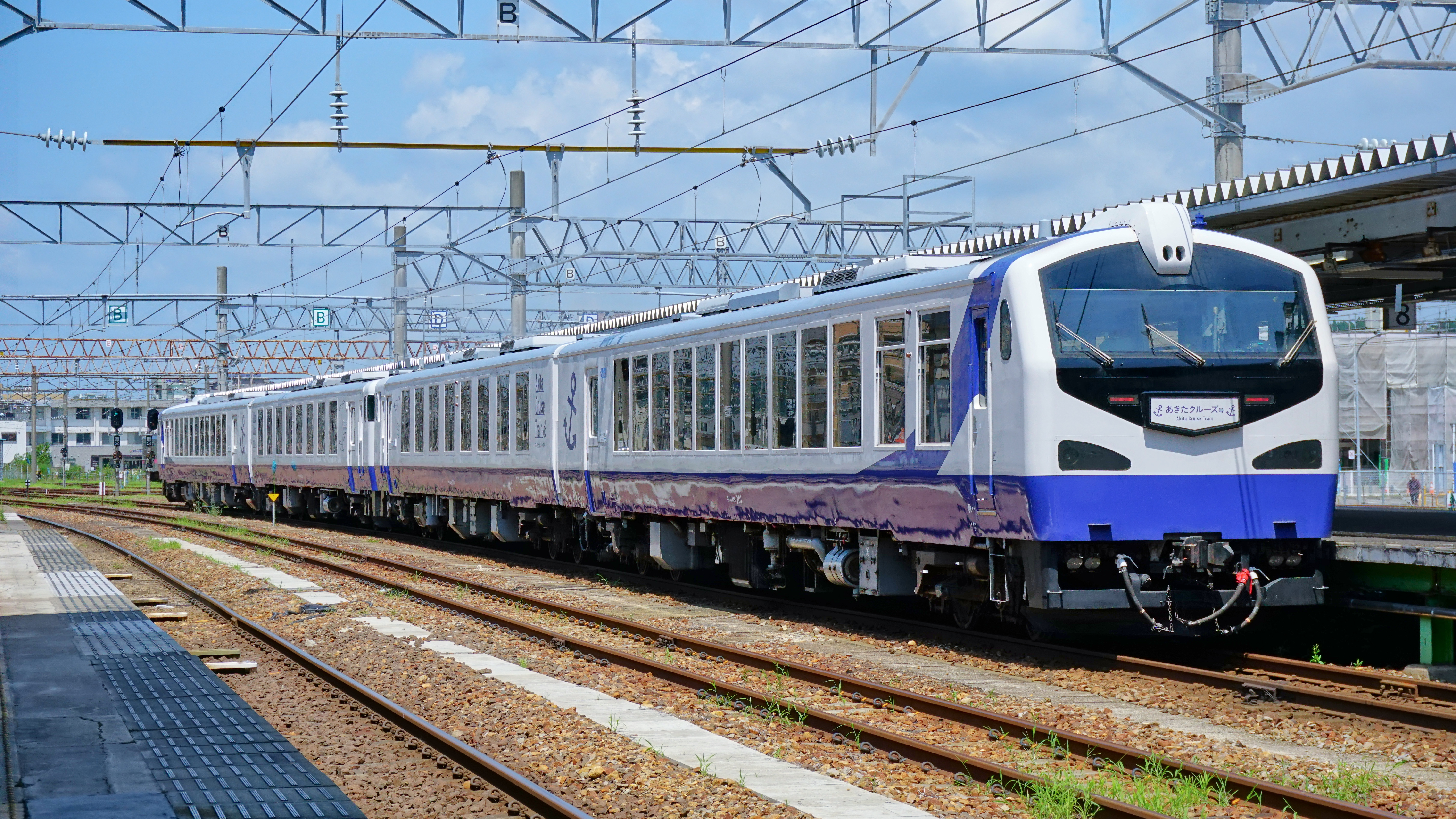
あきたクルーズ号

HB-E300系に置き換えられたリゾートしらかみ「ブナ編成」を再改造したもの。秋田駅へのアクセスの他、五能線エリアなど秋田支社管内の各エリアの輸送に使用された。
内装はリゾートしらかみ時代のままで、2018年4月18日に「秋田港クルーズ列車」として運行を開始した。しかし、2020年9月1日付で廃車された。

#### クルージングトレイン

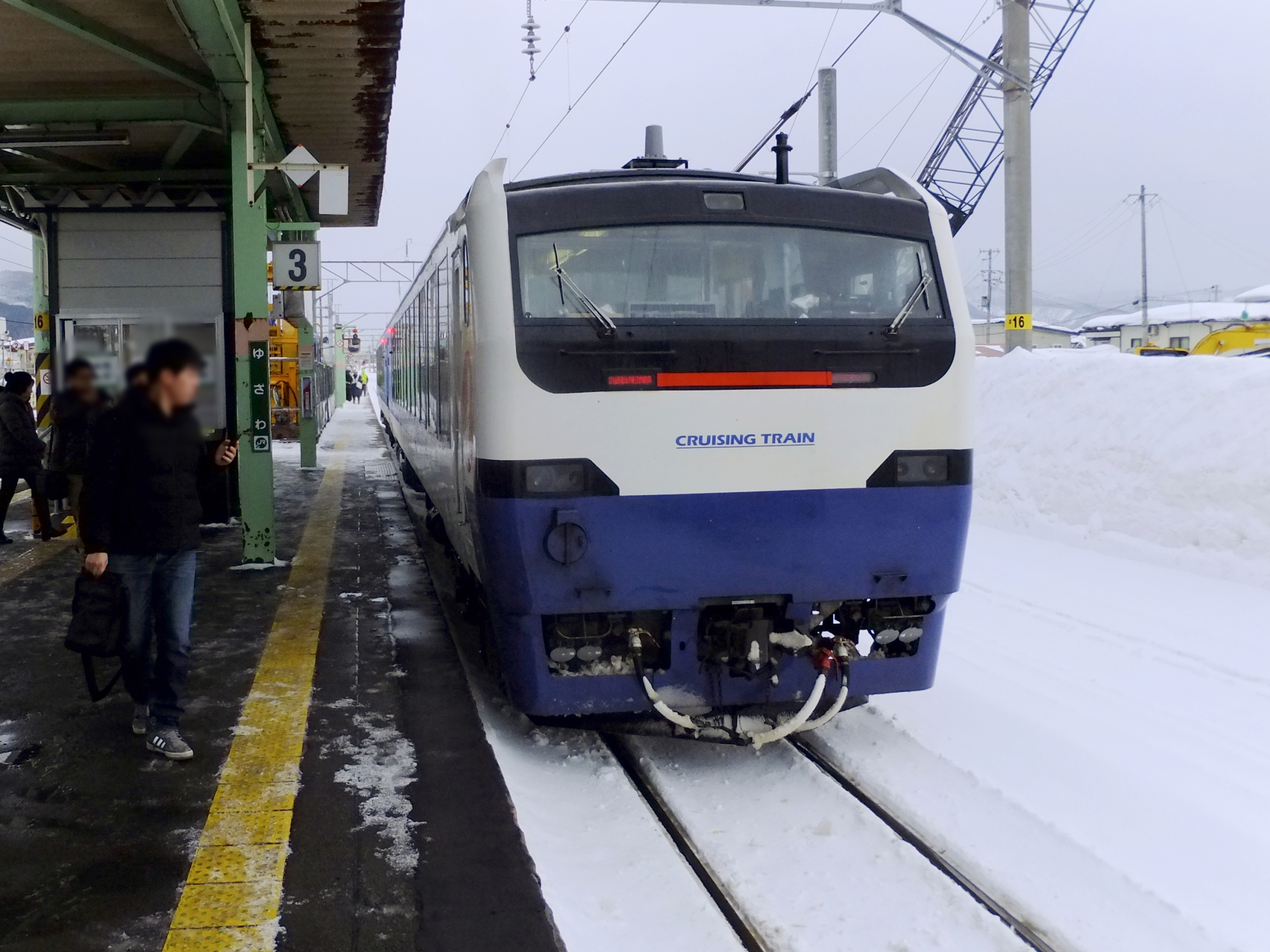
クルージングトレイン

HB-E300系に置き換えられたリゾートしらかみ「青池編成」のうち、パノラマ型先頭車2両を再改造した団体・臨時列車用車両。キハ48 533・540で構成される。塗装と内装はリゾートしらかみ時代のままで、2011年2月6日に再デビューした。
老朽化により、2023年3月をもって引退。

### JR東海（過去）

#### いこい（JR東海）

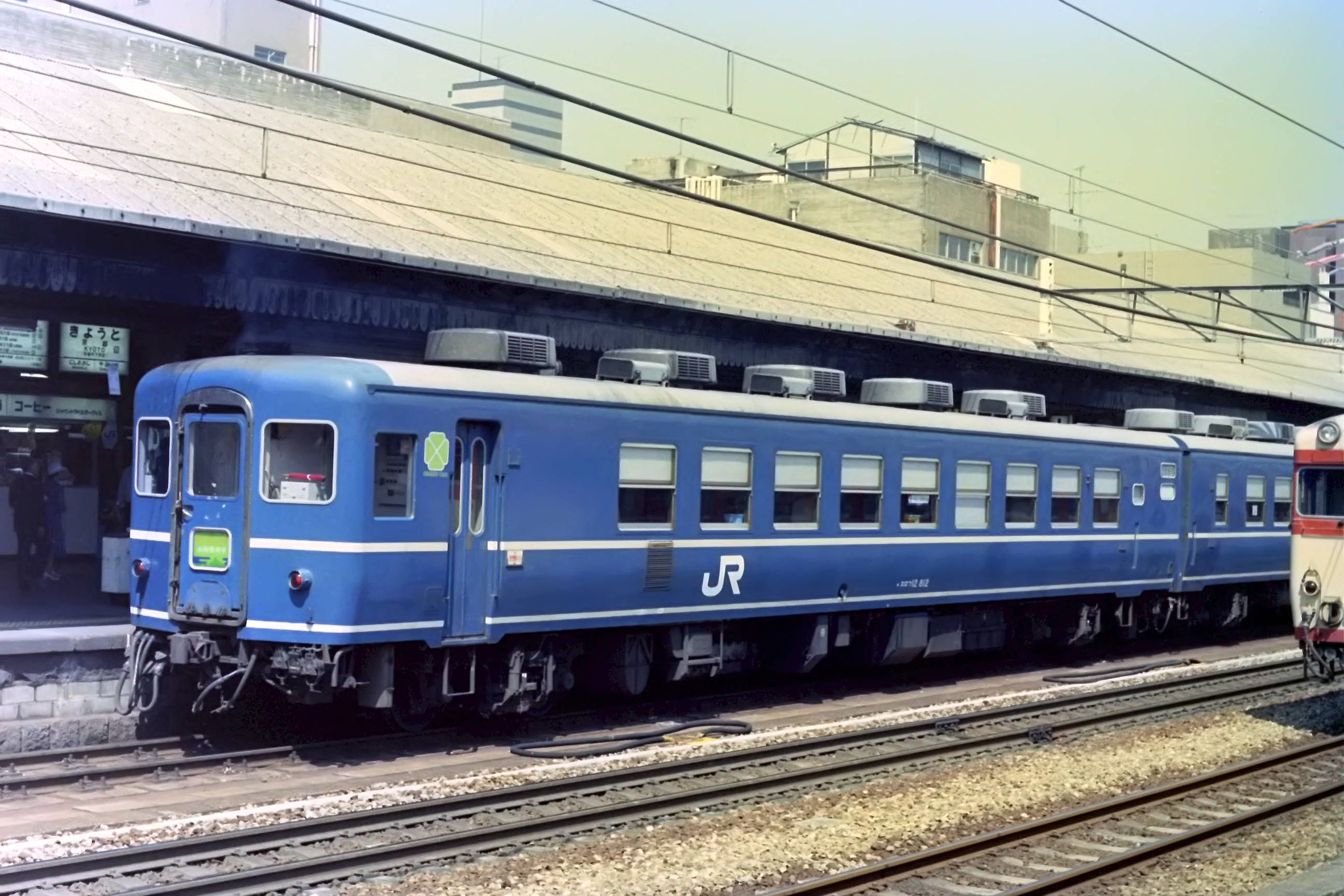
いこい

1982年に登場した12系客車改造のお座敷列車。スロフ12 811・812、オロ12 821 - 824で構成されていた。沼津運輸区のちに、名古屋車両区に所属していた。JR東海の和式客車は他の編成とは違い、引退するまで12系客車塗装のまま活躍。1997年2月に最終運用を終え、3月に廃車となった。
国鉄・静岡局に所属していたスロ81系和式客車に「いこい」の名称が与えられていたため、名称としては2代目となる。

#### お座敷列車（名古屋鉄道管理局）

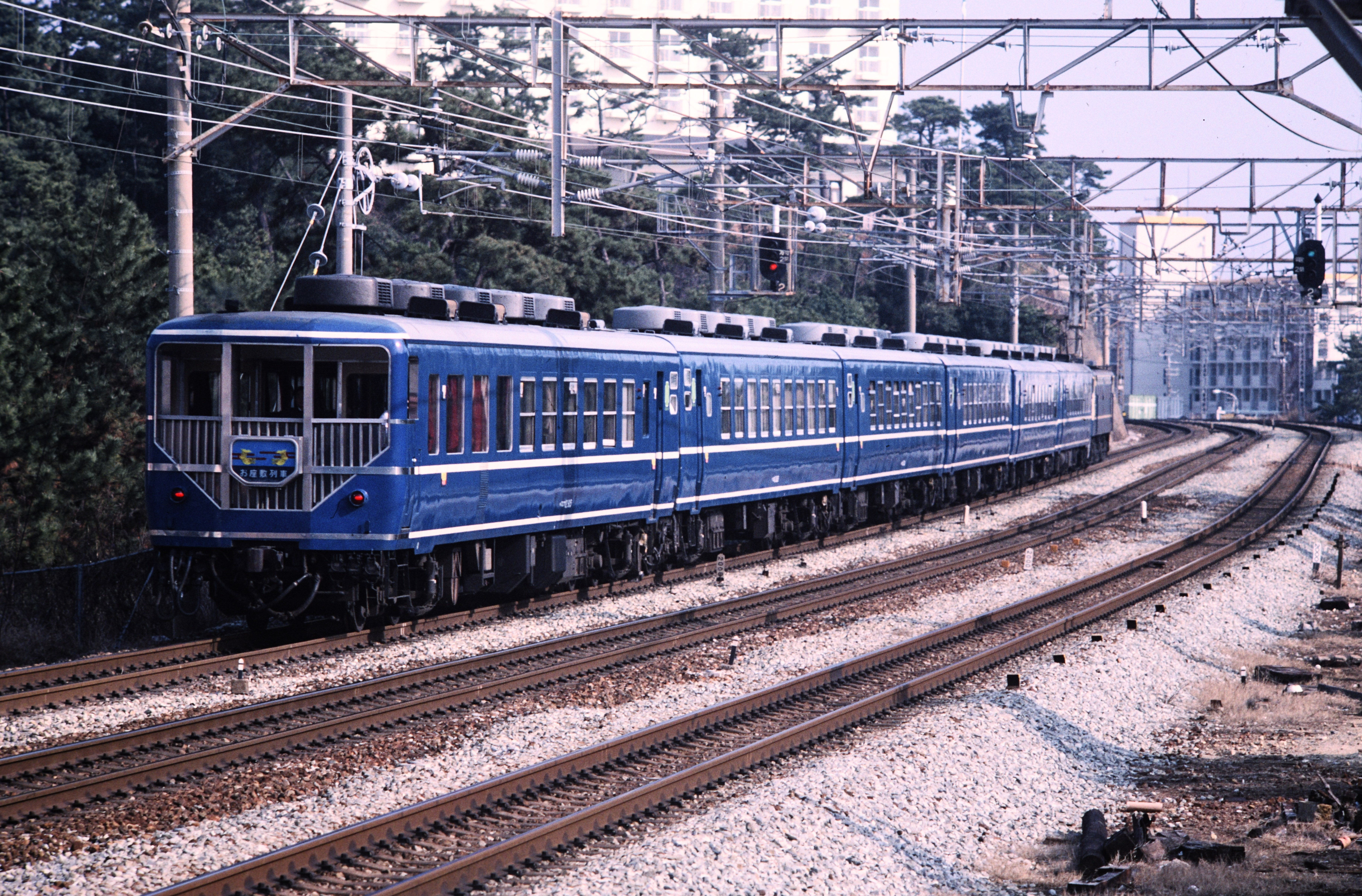
「ナコ座」

1983年4月に登場した12系客車改造の6両編成。4月10日から営業を開始。スロフ12 915・916、オロ12 829 - 832で構成されていた。名古屋車両区に所属していた。
ジョイフルトレインとしては初めて、窓ガラスのないオープンデッキの展望車を連結したことで知られる。展望車は、後の改造車では車掌室を連結面側に方向転換のうえでトイレ・洗面所部分を台枠から切断して、そこに新規に製作した構体を接合させる工法をとっていたが、この車では車掌室を後位出入台部へ移設させて、元の車掌室部をデッキに改造する手法をとっていた。そのため発電機関の排気管がデッキに立ち上がっているなど、少々苦しいレイアウトとなっていた。配置区所の略号から「ナコ座」とも呼ばれたが、正式な愛称はなかった。1999年度に廃車となった。

#### ユーロライナー

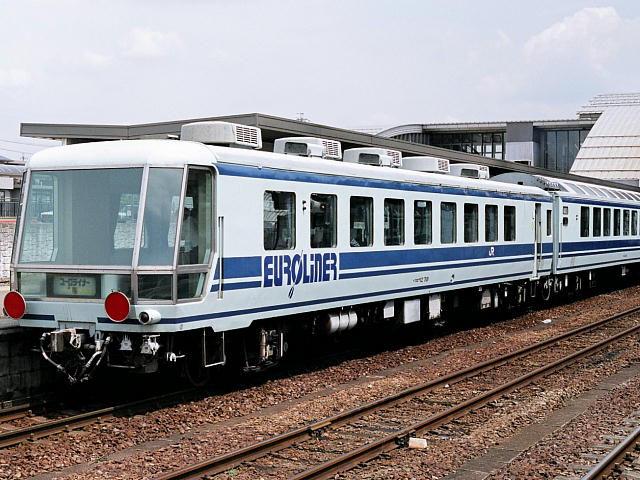
ユーロライナー

1985年（昭和60年）に登場した12系客車改造の欧風車両。スロフ12 701・702、オロ12 701 - 705で構成されていた。名古屋車両区に所属していた。
両端の車両は開放室の展望車、中間車のうちの4両は4人用・6人用個室で、4両目（編成中央の車両）ラウンジカーにはビュフェカウンターと17席のラウンジスペース、さらにミニステージがあった。ラウンジカー以外の各車にスキーの収納スペースが設けられ、テーマソングが車内で流される、などの特徴があった。臨時列車としては、冬に「シュプール号」として名古屋駅 - 妙高高原駅を運転していたほか、中間個室車がスハフ12形（電源用）、マニ44形とともに「カートレインユーロ名古屋」として運転されるなど、編成をフレキシブルに変えて運転されていた。2005年（平成17年）4月の団体臨時列車を最後に廃車されている。なお、ユーロライナーにあわせた専用塗装の機関車 EF64 35・EF64 66（2両ともに廃車）、EF65 105・EF65 106・EF65 112（3両ともに廃車）、DD51 592・DD51 791・DD51 1037（3両ともに廃車）も存在したが、最後まで残っていたEF64 35が2008年（平成20年）4月に運用を終えて廃車となったため、専用塗装機は全て消滅した。

#### リゾートライナー

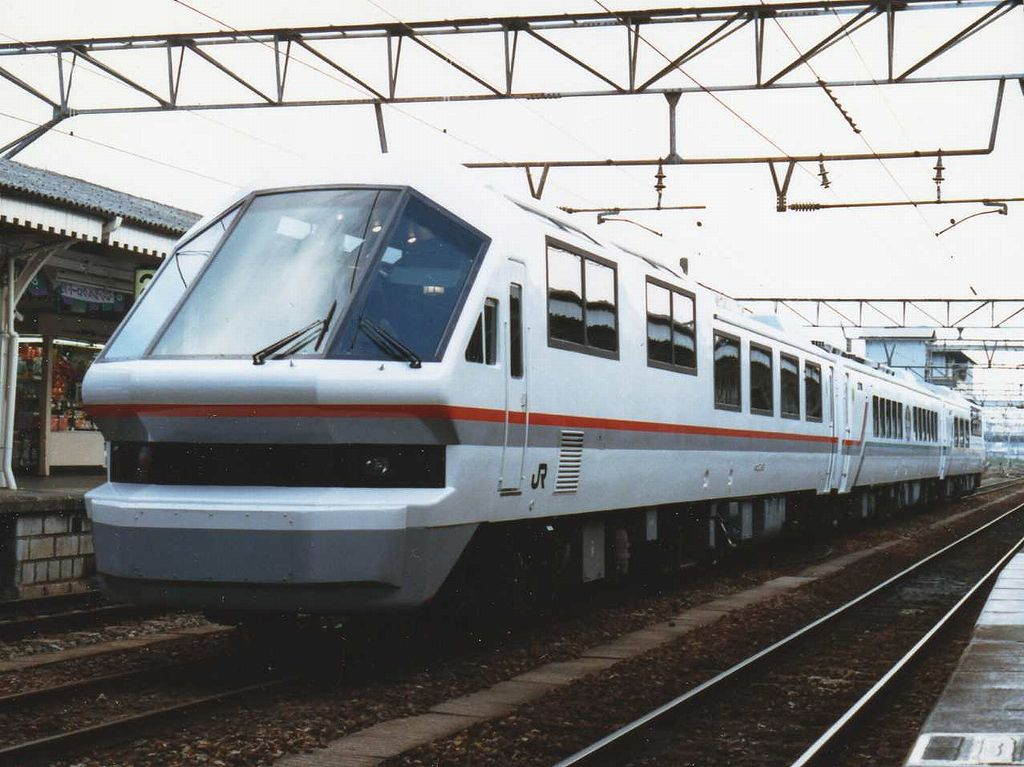
リゾートライナー

1988年に登場したキハ80系気動車改造の欧風車両。キロ80 701・801、キロ82 801で構成されており、名古屋車両区に所属していた。
先頭車はハイデッキ構造で中間車の中央部にイベントステージが設置されている。エンジンの換装は行われなかったため、出力不足を補う意味でキハ58形・キハ65形との併結運転もしばしば見られた。1995年3月に廃車された。

#### ゆうゆう東海

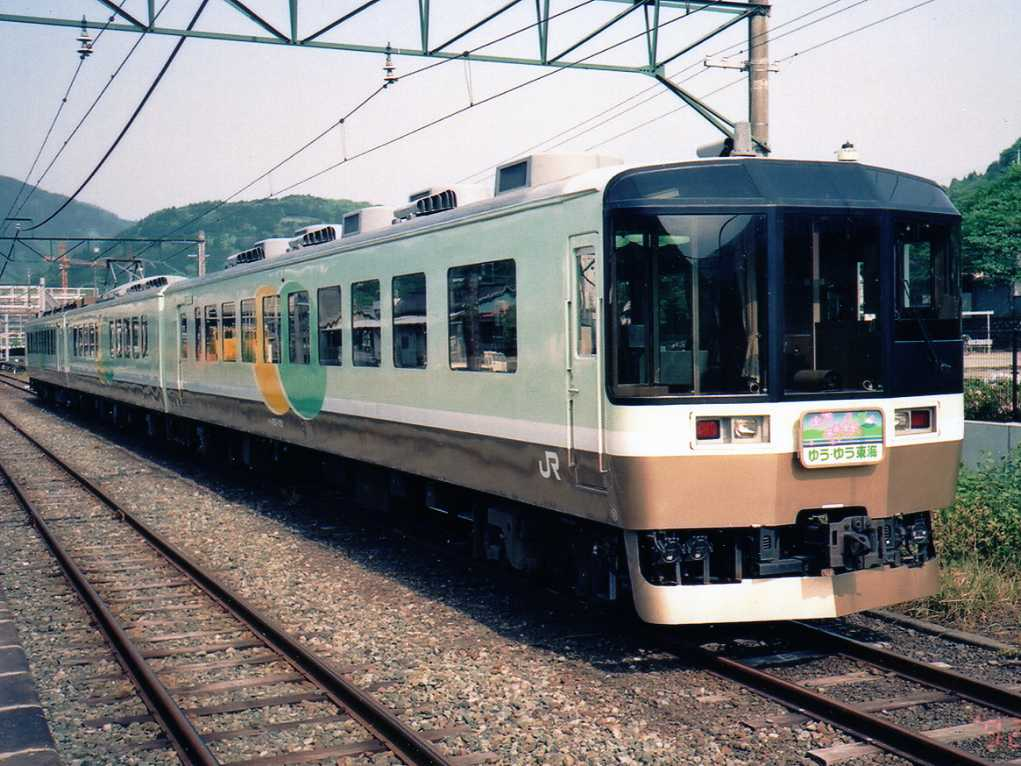
ゆうゆう東海

1989年7月に登場した165系電車改造の座席車。クモハ165-701+モハ164-701+クハ165-701で構成される3両編成であった。静岡運転所所属。8月3日の「ゆうゆう東海森林浴列車」で営業運転を開始した。
先頭部の大形曲面ガラスのほか、ハイデッキ構造に改造された客室は2人掛リクライニングシートを採用。モハ164-701の中央部にはイベントステージを設置し、鉄道車両では初めてボディソニックシステムも搭載。団体のみならず静岡地区の多客期臨時列車のほかホームライナーでも運用された。車両の老朽化や団体需要の減少により、1999年11月11日の急行「静岡葵博号」を最後に運用を終了、廃車・解体された。

#### ユーロピア

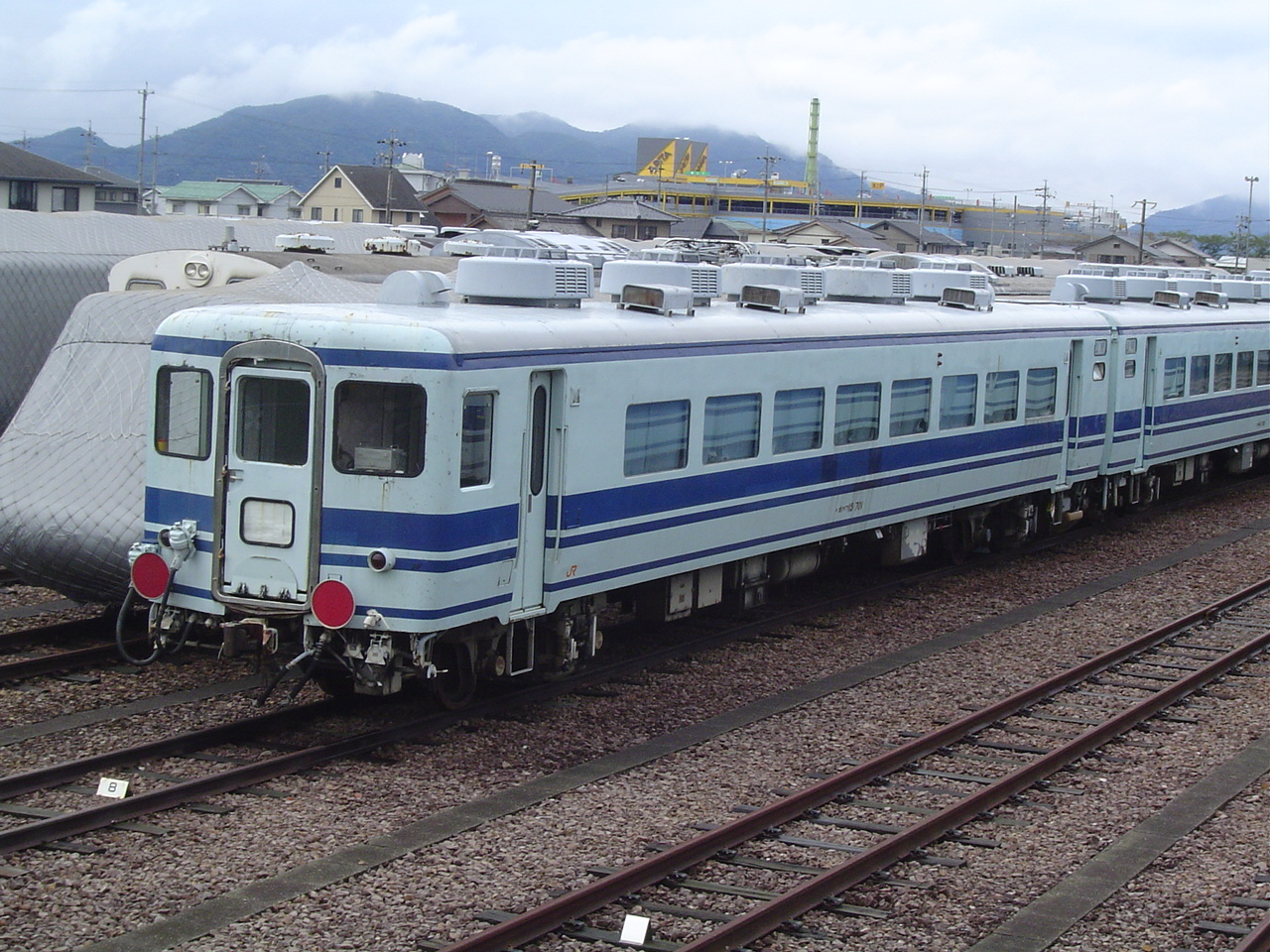
ユーロピア

1990年（平成2年）に登場した14系客車改造の座席車。美濃太田車両区に所属していた。内装や座席をグレードアップし、シートピッチを拡大したスハフ14 701、オハフ15 701、オハ14 701 - 704で構成されていたが、末期には電源エンジン故障が多発したため、代わりにノーマルのスハフ14 5が当初はそのまま、後に塗装のみ変更して組み込まれ、2000年（平成12年）にはスハフ14 701が廃車された。
「ユーロライナー」と同様の塗装とされており、単独での運用の他にも「ユーロライナー」の増結車として「シュプール号」など団体臨時列車や多客臨時列車でも運用された。その後、スハフ14 5はJR四国に譲渡され高松運転所に配置された。改修前の塗装（いわゆる国鉄色）に復元された後、2016年に東武鉄道へ再譲渡され、南栗橋車両管区に配置のうえ「SL大樹」に使用されている。

### JR西日本（過去）

#### ジョイフルトレイン

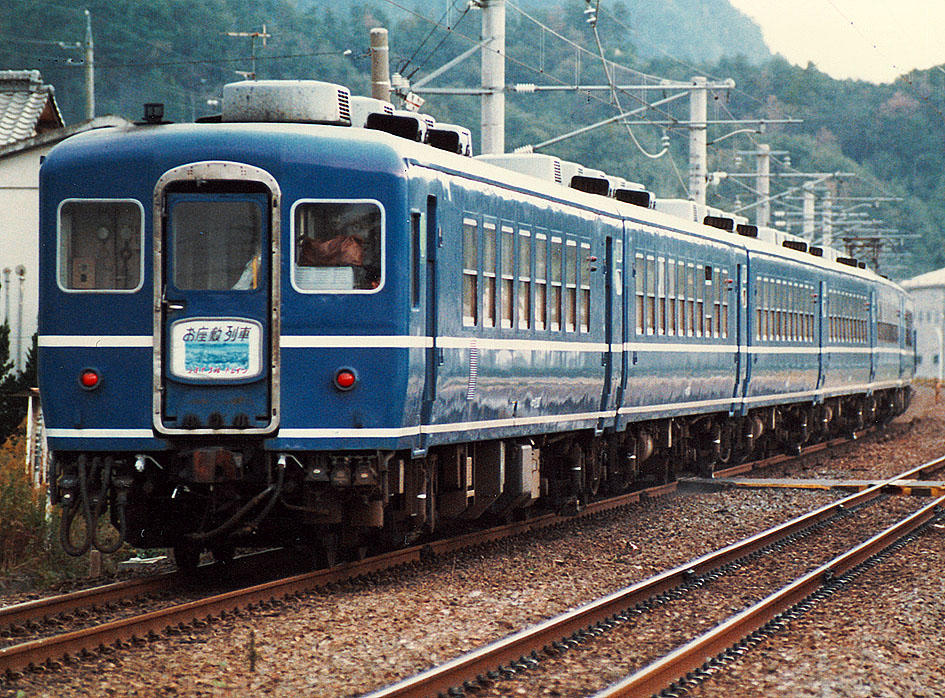
ジョイフルトレイン

1981年7月に登場した12系客車改造のお座敷列車。スロフ12 807・808、オロ12 813 - 816で構成されていた。改造種車には12系のトップナンバー（スハフ12形・オハ12形）も含まれていた。1989年に「いきいきサロンきのくに」へ再改造された。
国鉄・大阪局所属のスロ81系和式客車に「ジョイフルトレイン」の名称が与えられていたことから、名称としては2代目となる。

#### 旅路

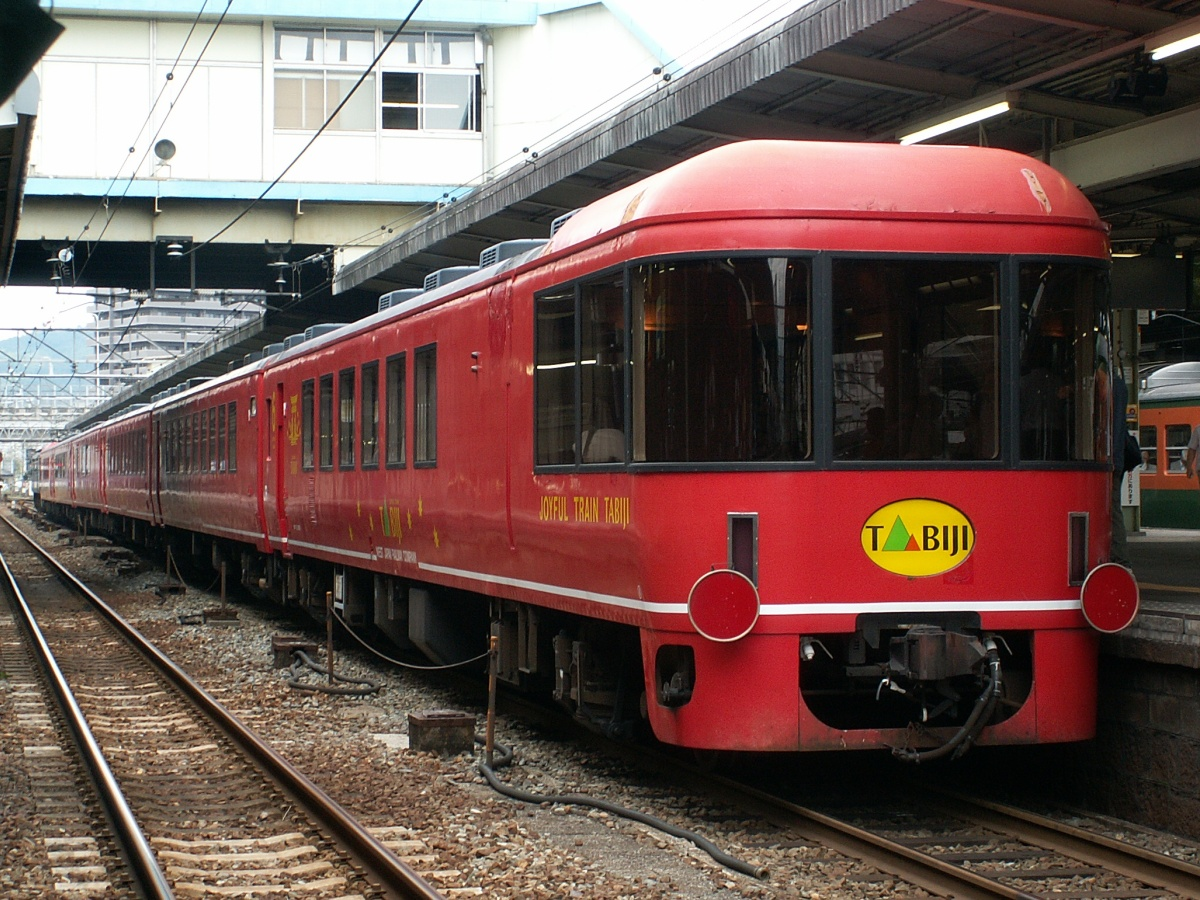
旅路（塗装変更後）

1981年に登場した12系客車改造のお座敷列車。スロフ12 809・810、オロ12 817 - 820で組成されていた。広島支社が保有し、下関地域鉄道部に所属していた。
デビュー当初は一般車と同じ塗装だったが、1987年3月に赤をベースに金帯を配した外観となった。1994年にはさらにリニューアルされ、1・6号車に展望ラウンジを新設して前頭部の形状が大きく変化。3号車はイベントラウンジへ改造された。
利用率の低下と車両の老朽化のため、2007年9月30日の「さよなら旅路号」を最後に運用を離脱し、2008年1月18日付で廃車された。

#### お座敷列車（金沢鉄道管理局） → わくわく団らん

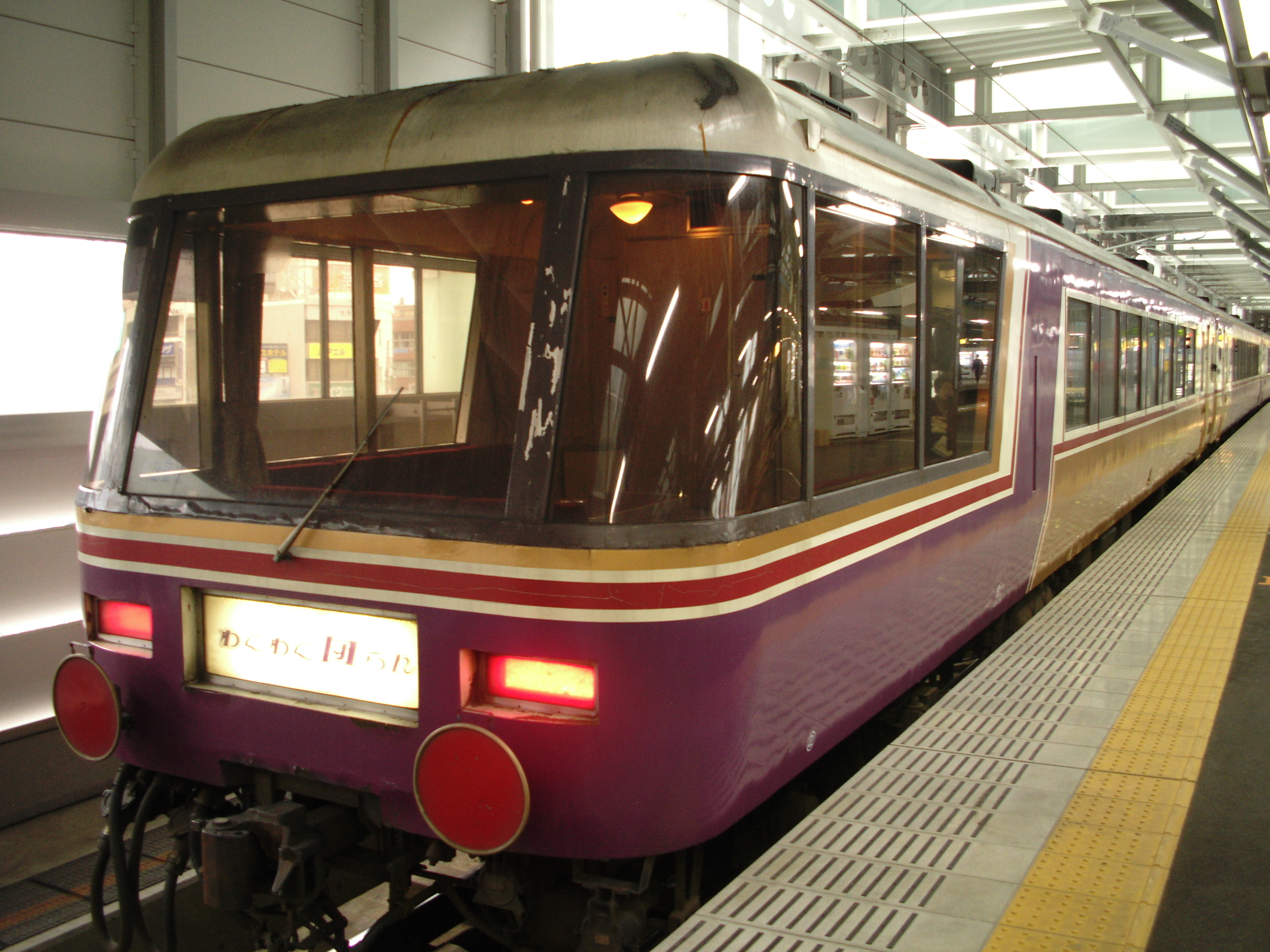
わくわく団らん

1982年に登場した12系客車改造のお座敷列車。国鉄金沢鉄道管理局に配置後、JR西日本金沢支社が引き継いだ。当初は愛称はなく、配置区所の略号から「サワ座」と呼ばれていた。
1993年末にリニューアルされ、編成両端に展望室を新設し、「わくわく団らん」の愛称が与えられた（愛称が決まるまではテールマーク掲出部に「JR」の文字が入っていた）。マロフ12 853（イベントカー）、スロフ12 814（展望室）、オロフ12 801（展望室）、マロ12 825・827・828 で組成されていた。マロフ12 853のみ、塗り分け方が異なっていた。
JR西日本に所属するジョイフルトレイン客車の中でも稼働率が比較的高かったが、末期には老朽化もあってか度々トラブルを起こし、金沢支社は修理に必要な部品を調達することができないことから引退を発表。2006年12月14日をもって運用を離脱、2007年3月8日付けで廃車となった。

#### サロンカーなにわ

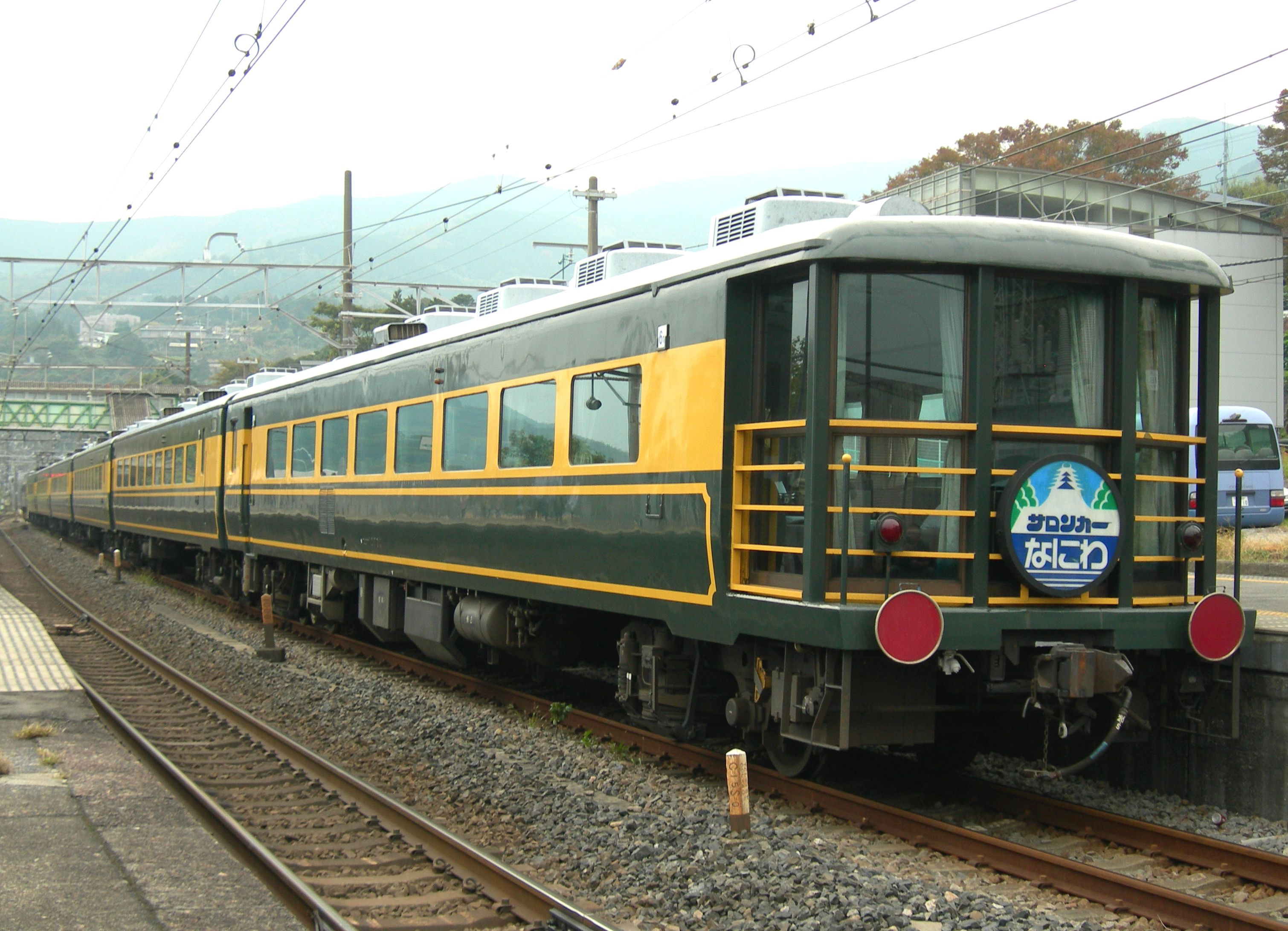
サロンカーなにわ

1983年（昭和58年）に登場した14系客車改造の欧風列車の7両編成。「サロンエクスプレス東京」に続いて登場した。スロフ14 703・704、オロ14 706 - 710 で組成されている。近畿統括本部の大阪支社が保有し、網干総合車両所宮原支所に所属していた。
初期の塗装は濃緑を下地に金帯を塗ったものだったが、1994年（平成6年）春にリニューアル工事を受け、金帯を黄帯に変更し、「トワイライトエクスプレス」に似た塗装になっている。防弾仕様などを備えたVIP車両に整備されており、お召し列車として運転された実績も多い。製造から半世紀近くが経過して老朽化が進行したことや、部品調達の困難を理由として、2025年（令和7年）6月21日に大阪駅 - 岡山駅間を往復運行した「サロンカー晴れの国おかやま号」を最後に営業運転を終了した。また、列車によっては一部の車両を外した5両・6両で運転されることも合った。

#### ホリデーパル

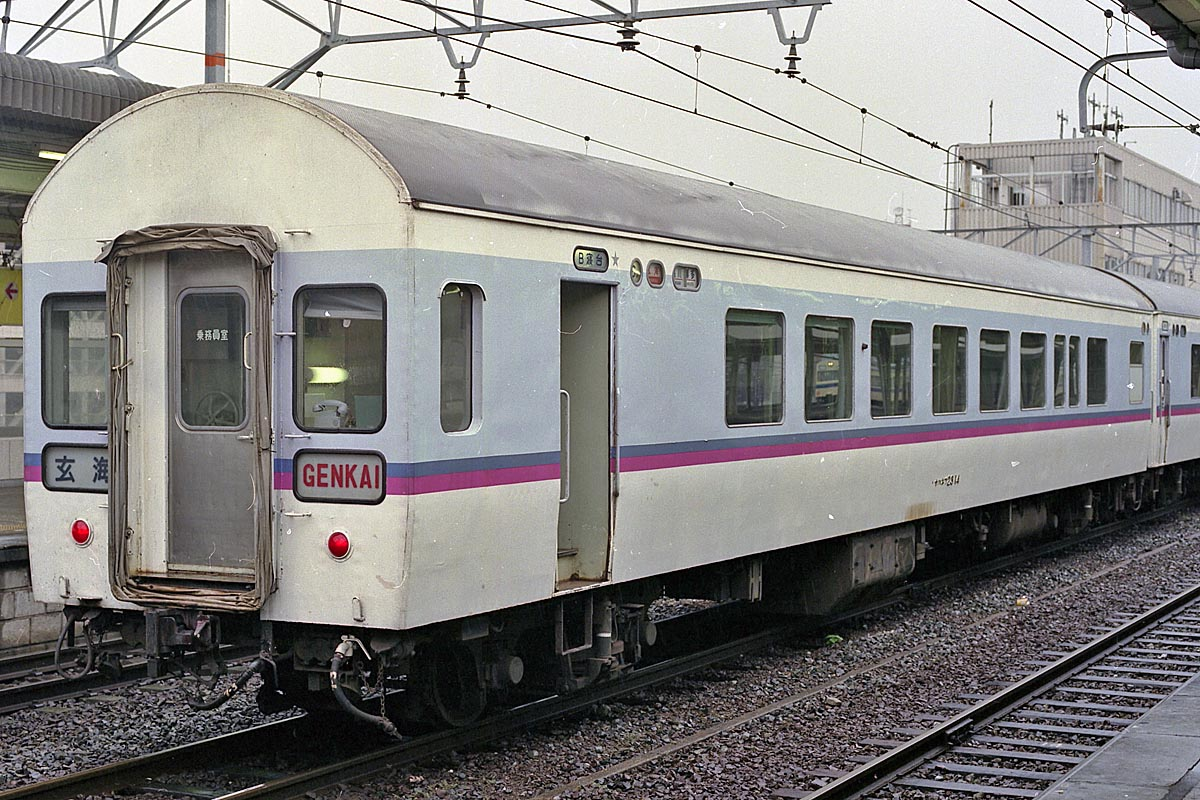
ホリデーパル

1984年7月に登場した、20系客車改造のジョイフルトレイン。簡易個室化された ナハネ20 701 - 705、ナハネフ22 701と、14系食堂車オシ14形をサロンカーに改造したオハ14 701、電源車カヤ21で構成されていた。
登場当初は国鉄色のままだったが、1990年末に白を基調に淡い藤色（あとに水色）ブルー・ピンクの帯を配した外観に変更された。波動用の車両のため、一般の20系と同様に扱われ、多客シーズンには臨時列車にも充当され、時に原色または本車両と同色に塗色変更された一般形との混結も見られた。老朽化のため、1996年2月18日を最後に団体列車としての運転を終了しその後の3月17日 - 4月27日には列車ホテルとして小郡駅・徳山駅で使用された後、1997年に廃車された。

#### いこい（JR西日本）

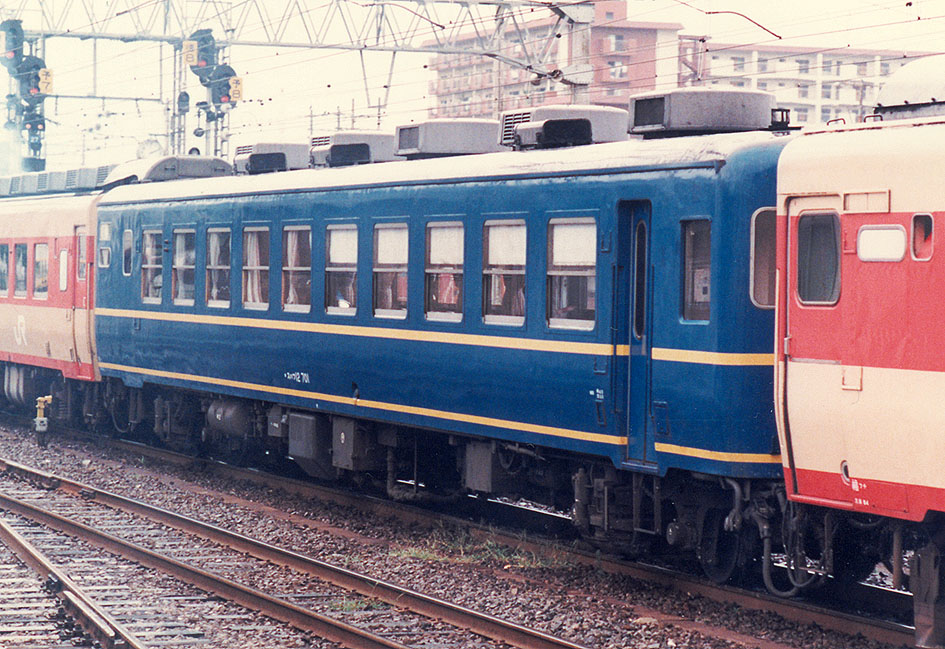
いこい

1985年4月に登場したスハフ12形客車改造車で、スハフ12 701の1両のみで構成されていた。
車内はアコーディオンドアで仕切られ半分が和式、半分が洋式と和洋折衷となっていた。客車列車に増結し旅客車専用扱として運行するのが基本であるが、国鉄からJRに移行する際に運行された「旅立ちJR西日本」号や、コミケ列車に充当されて東海道本線を走ったこともある。
福知山周辺の定期客車列車が廃止されてからは気動車に挟んで団体臨時列車として運用されていたが、1989年に「セイシェル」の中間電源車キサロ59形に再改造されている。
国鉄 - JR東海の和式客車「いこい」（初代・スロ81系/二代・12系）と同じ愛称を名乗るが、同車とは、種車が12系客車であること以外関連はない。

#### ゆうゆうサロン岡山

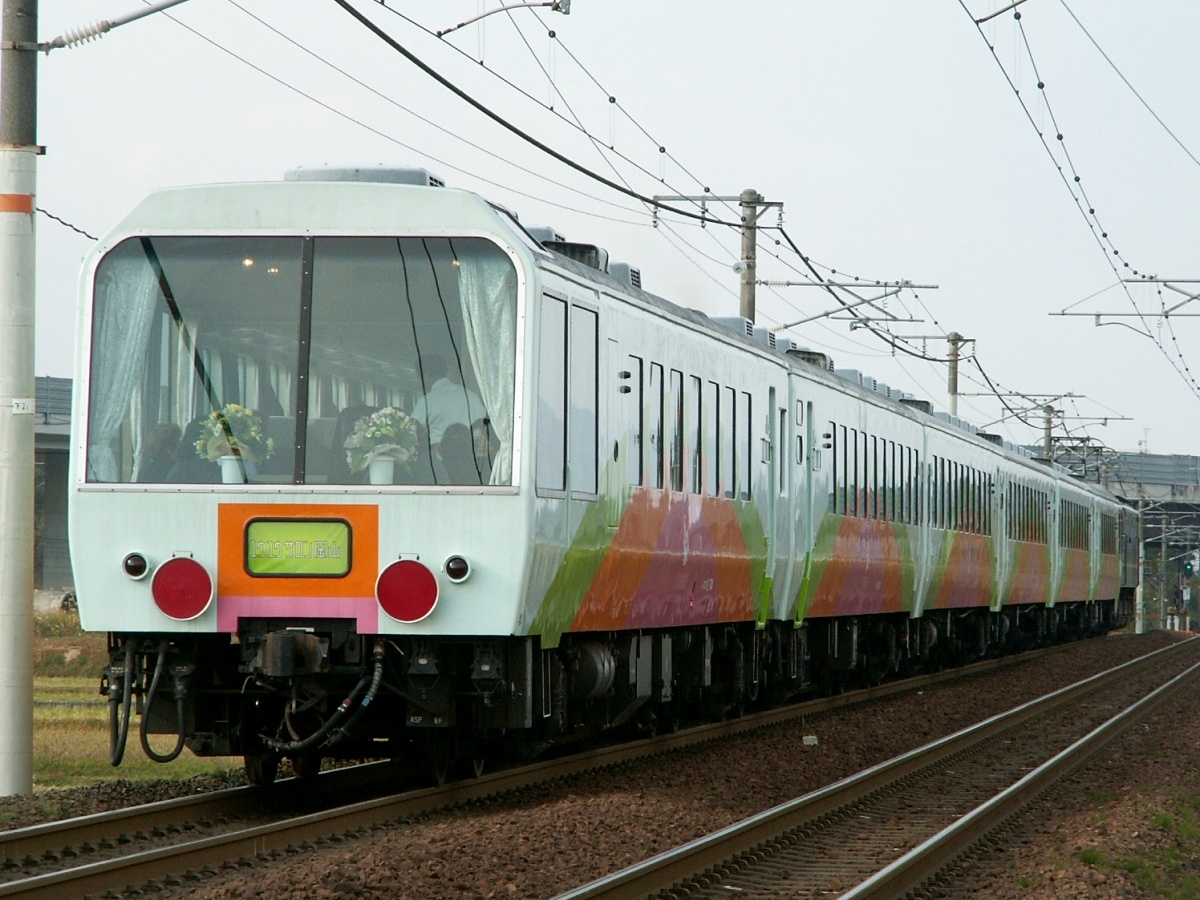
ゆうゆうサロン岡山（塗装変更後）

1985年に登場した12系客車改造の欧風車両。スロフ12 703・704、オロ12 707 - 710で組成されていた。岡山支社が保有し岡山電車区に所属。
当初は茶色をベースに金帯を配した「サロンエクスプレス東京」に類似した塗装だったが1994年にリニューアル工事を受け白を基調にしたものと明るい外観となった。客車にあわせた専用牽引機としてEF65 123が用意されたが2002年に廃車され、以降は客車のみの存在となった。
2011年3月26・27日に実施された日本旅行の企画列車「ありがとう！“ゆうゆうサロン岡山”ファイナルラン」ツアーをもって引退し、2011年10月31日付けで廃車になった。

#### ゆぅトピア

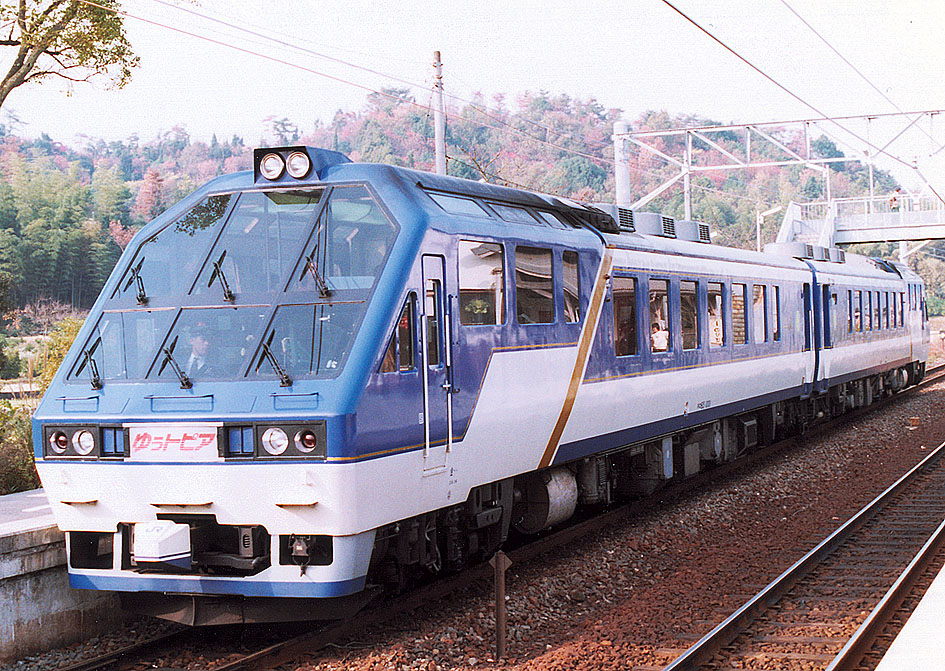
ゆぅトピア

1986年に登場したキハ65形気動車改造の座席車。キロ65 1・1001で構成されていた。
外観は先に登場した「アルファコンチネンタルエクスプレス」に似たデザインのハイデッカー式で、デビュー当時は、大阪駅 - 金沢駅間は、同区間で運転されているエル特急「雷鳥」の後部に併結されて無動力で牽引され、当時の未電化区間であった金沢から和倉温泉までは自力走行して運転された。この運転方法があとに登場する「ゴールデンエクスプレスアストル」「エーデル丹後」にも受継がれる。しかし1991年に金沢駅 - 和倉温泉駅間が電化され「雷鳥」との併結運転は終了した。その後はもっぱら団体臨時列車として運転されてきたが、団体臨時列車運転中にエンジンの不具合が発生し、修復されず1995年3月31日に廃車された。

#### ふれあいパル

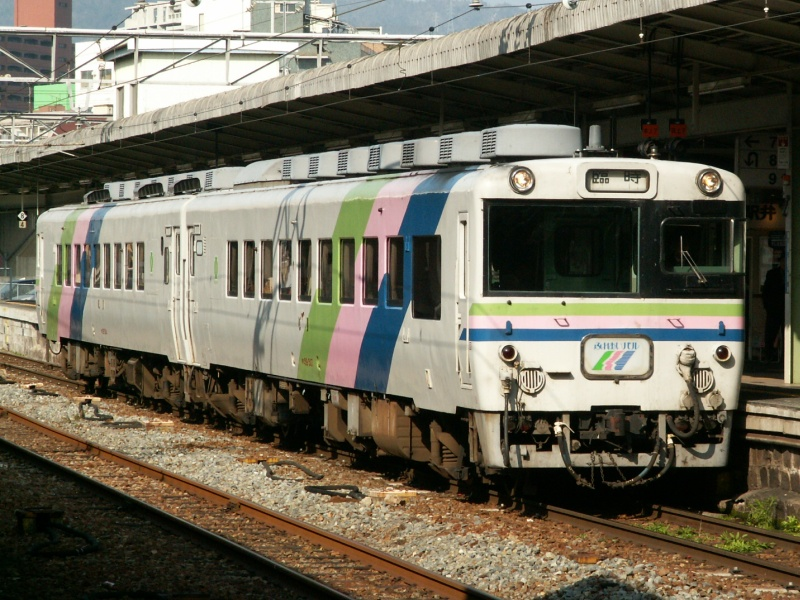
ふれあいパル

1986年に登場したキハ58系気動車改造のお座敷列車。キロ29 504、キロ59 507で組成されている。広島支社が保有、山口鉄道部に所属していた。助士側前面の窓が大きくなっており、前方の景色が見やすくなっていた。車内は掘ごたつ式であった。
利用率の低下と車両の老朽化のため、2007年10月28日に広島駅 - 新山口駅間で運転された臨時快速列車「さよならふれあいパル号」をもって運用を離脱し、11月9日付で廃車された。

#### ふれあいSUN-IN

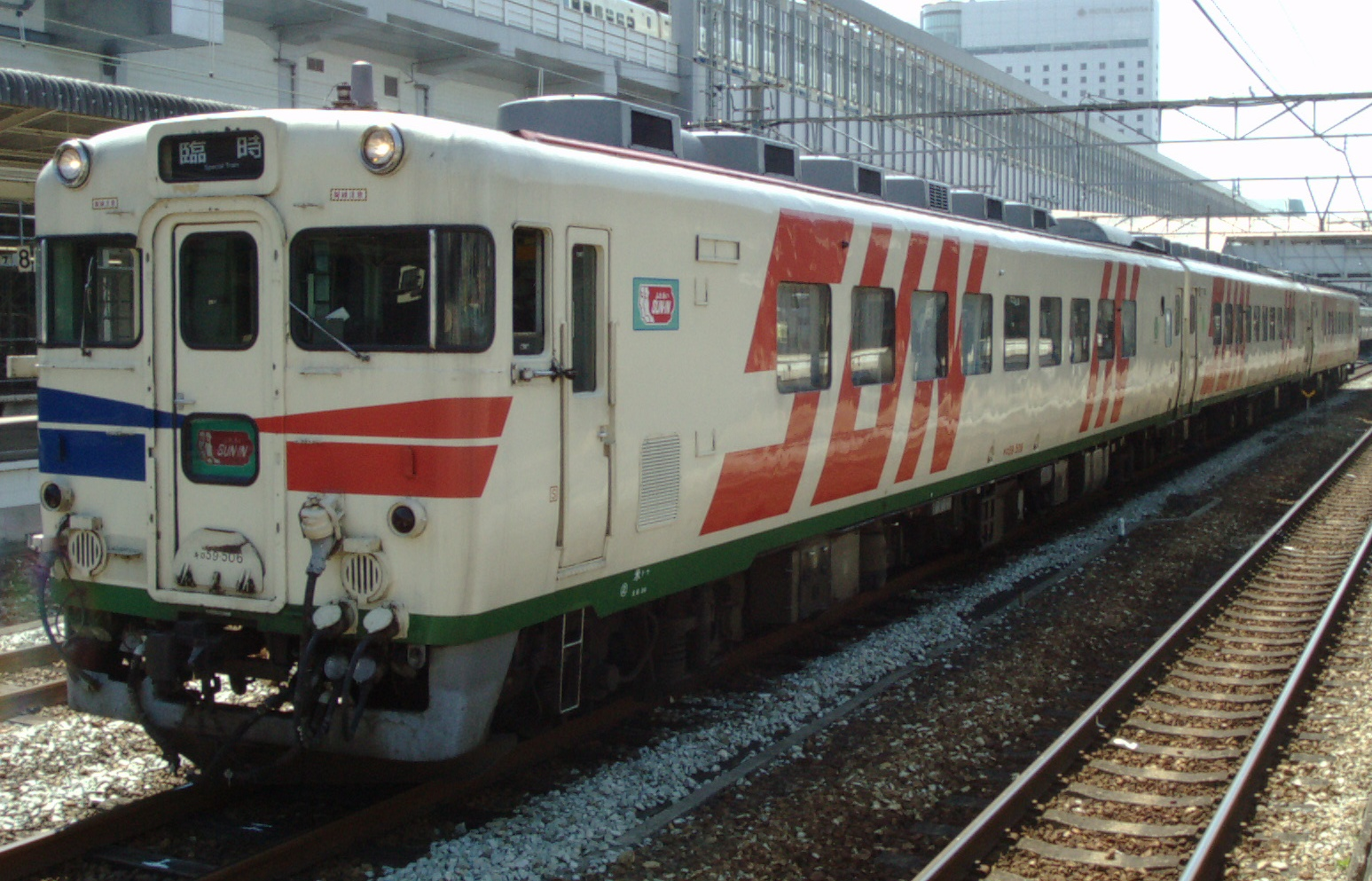
ふれあいSUN-IN

1986年に登場した、キハ58系気動車改造のお座敷列車。キロ29 503、キロ59 505・506で組成されていた。米子支社が保有、後藤総合車両所に所属していた。和式列車だが、各車両にはソファーが設けられている。名前の通り、山陰地方を拠点として運転することが多く見られた。下記の「ほのぼのSUN-IN」と連結して4 - 5両で走行することもあった。
2007年7月にキロ29 504、キロ59 506が廃車解体となった。残ったキロ59 505は「ほのぼのSUN-IN」と編成を組んで3両で活動していたが2008年7月に検査期限切れとなり、2009年1月に車両事故を想定した救助訓練に使用されて廃車となった。

#### ほのぼのSUN-IN

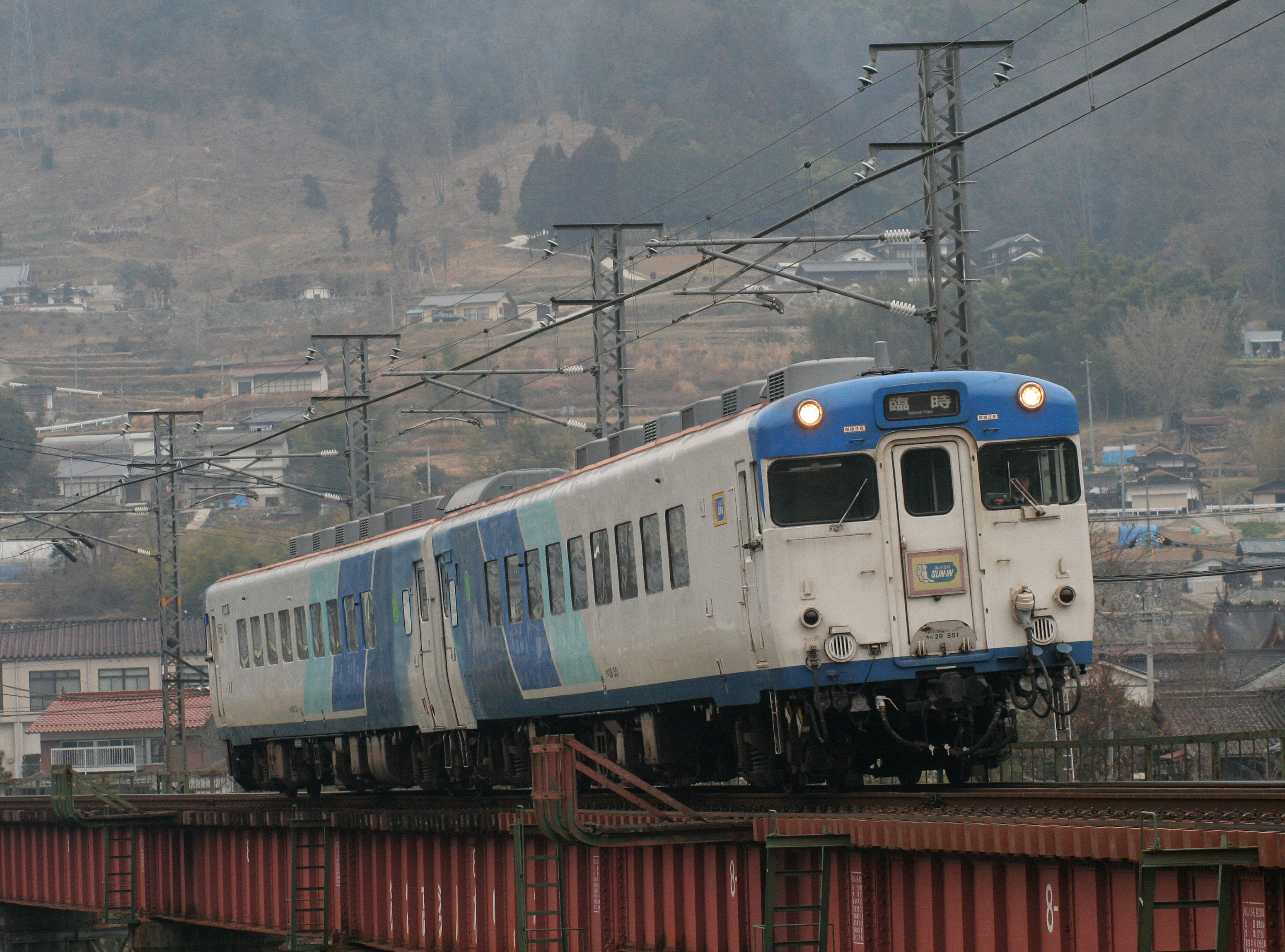
ほのぼのSUN-IN

1987年に登場した、キハ58系気動車改造のお座敷列車。キロ29 551、キロ59 551で組成されていた。米子支社が保有、後藤総合車両所に所属していた。車内は「ふれあいSUN-IN」に似ている。山陰地方を拠点として運転することが比較的多かった。
2009年10月から11月にかけての土日に運転された「ありがとうお座敷ほのぼのSUN-IN」と、11月28日 - 29日に運転された「さよならお座敷ほのぼのSUN-IN」での運用をもって引退した。

#### あすか

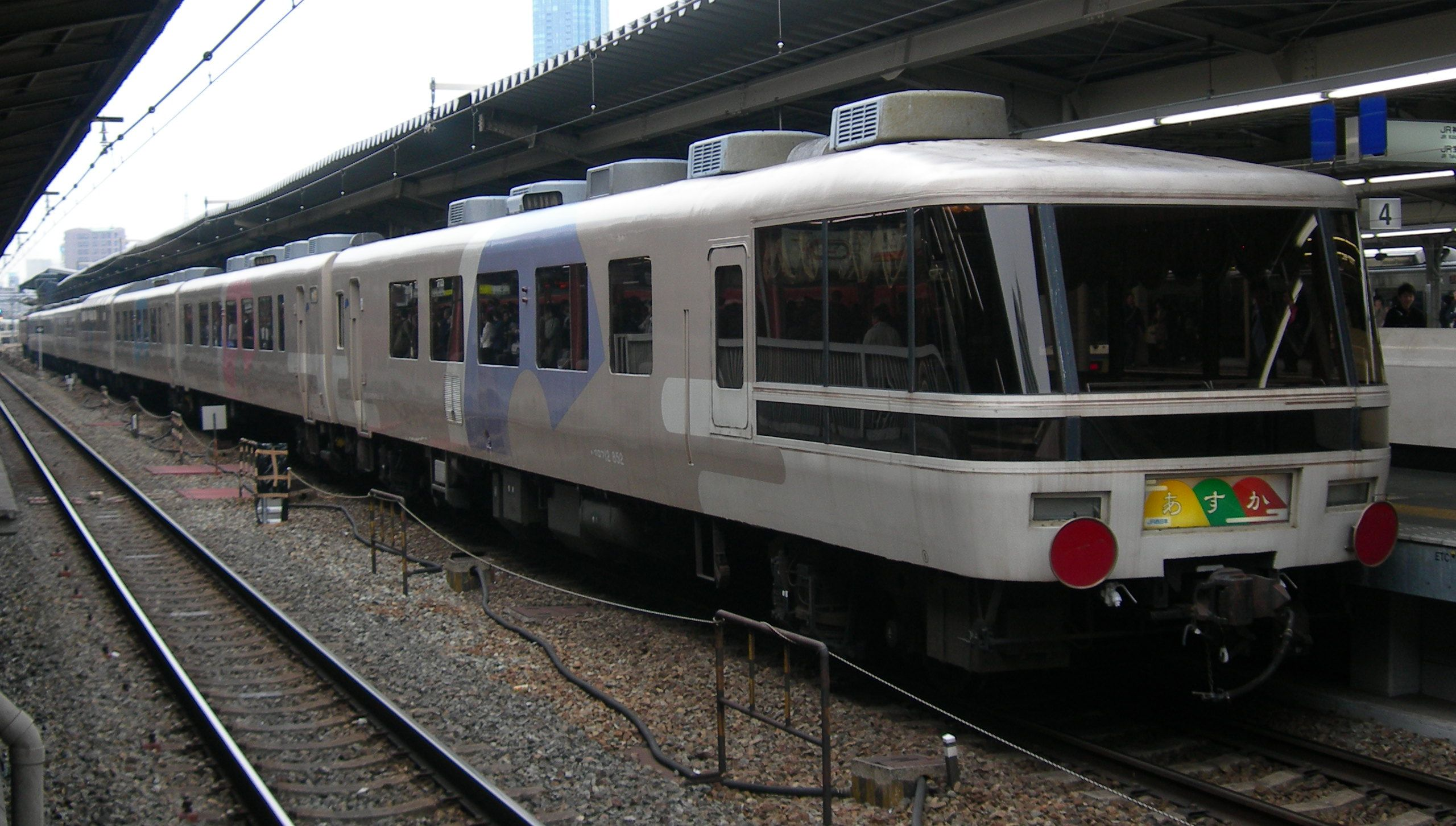
あすか

「みやび」の代替として1987年に登場した、12系・14系客車改造の欧風車両。マロフ12 851・852、マロ12 851 - 854、オロ14 851で組成されている。
車体は灰色をバックに扇形が描かれている。1996年 - 1997年にかけて内外装のリニューアルを行った。
2016年9月5日に展望車であるマロフ12 851とマロフ12 852が、同年11月17日にオロ12 851、オロ12 852がそれぞれ廃車された。残り3両のオロ14 851、オロ12 853、オロ12 854も2018年3月31日付で廃車され、これにより全車廃車となった。

#### リゾートサルーン・フェスタ

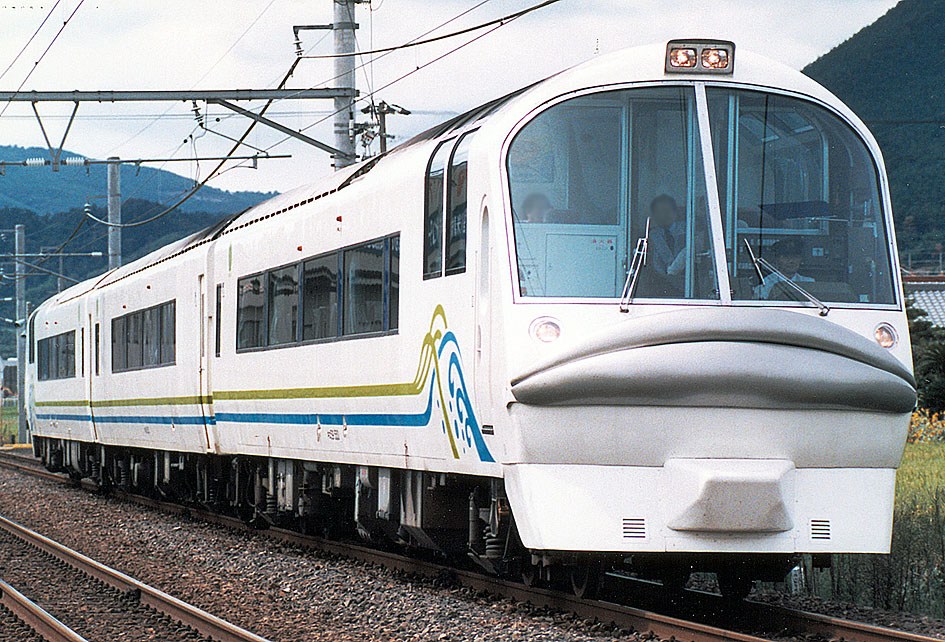
リゾートサルーン・フェスタ

1988年に登場した、キハ58系気動車改造の3両編成。キロ59 552・553、キロ29 553で構成されていた。広島支社・広島運転所に所属していた。
1988年7月に落成し、23日にデビュー。先頭車が魚の顔のようになっており、開閉する口の部分にはLEDの電光掲示板が設置されているのが特徴だった。また、スピーカーが付いており、デビュー当時は「はじめまして、僕はフェスタです…」などと喋っていた。2001年11月11日の「快速さよならフェスタ号」の運転をもって引退。2001年8月にタイ国鉄へ無償譲渡されることが決定していたが、予想以上に老朽化が進んでいたことや、タイ国鉄の幹部交代による方針変更などを理由にタイ側から最終的な調整の話が得られず破談。2003年7月25日に廃車となり、2004年3月までに解体され、特徴的な前頭部の一部が主な走行区間であった山口県長門市の民家に保存されている。朝日放送の『探偵!ナイトスクープ』で取り上げられたことがあった。

#### ゴールデンエクスプレスアストル

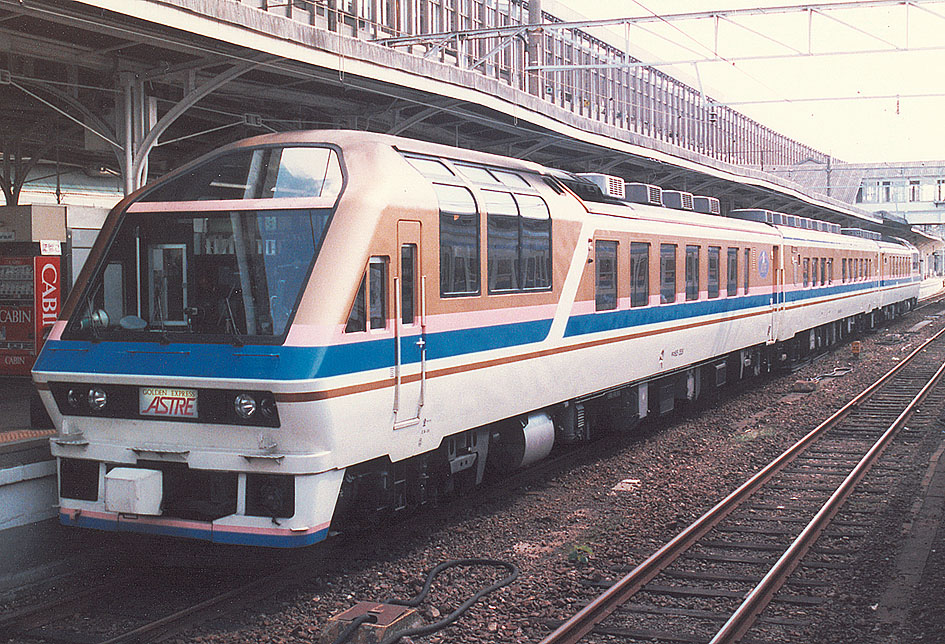
ゴールデンエクスプレスアストル

1988年に登場したキハ65形、キハ28形気動車改造の3両編成。キロ65 551・1551、キロ29 552（元「能登路」用座席指定改造車）の3両で組成されていたが、1998年のリニューアル時にキロ29 552は廃車、代わりにキロ28形改造のキロ29 554が新たに連結された。金沢支社が保有、金沢総合車両所に所属していた。
車体は「ゆぅトピア」に似ていて、先頭車前部にフリースペースの展望席を有し、キロ29形を外せば485系電車の後部に連結されての運転が可能で、「ゆぅトピア」が検査のときに「ゆぅトピア和倉」で運転されたこともある。1998年に外観塗装も含めリニューアルを受けた。
2006年11月5日・12日・26日の日曜日に金沢駅 - 猪谷駅間に運転された臨時快速列車「ありがとうアストル号」を経て、12月8日をもって運用を離脱、2007年3月8日付けで廃車となった。

#### リゾートトレイン

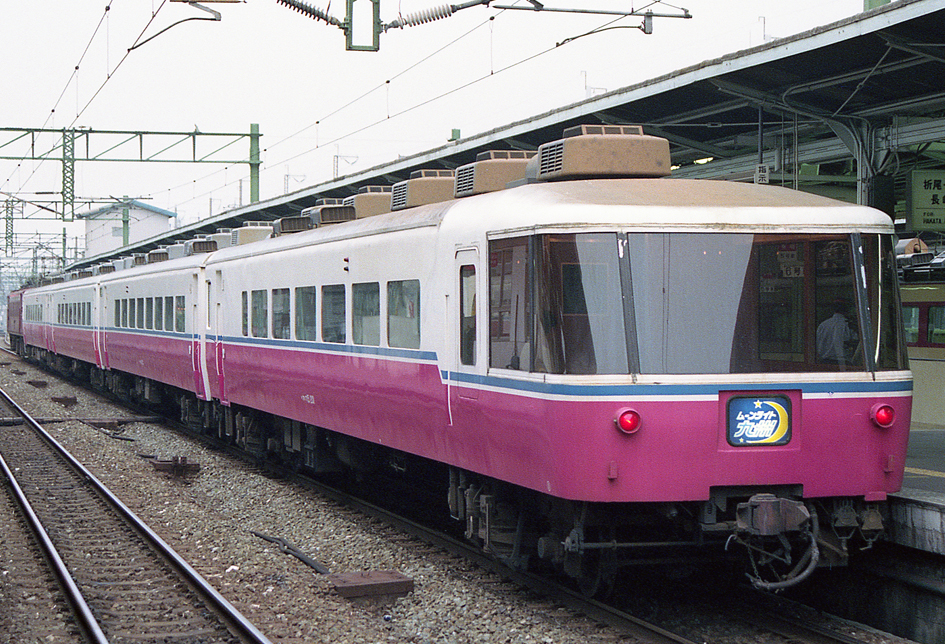
リゾートトレイン

1988年に登場した、14系客車改造の座席車。オハ14 201 - 208・251 - 258・スハフ14 201 - 204・オハフ15 201 - 203・251の24両が改造され、両数をフレキシブルに変更して使用されていた。
団体列車のほか「ムーンライト九州」でも運用されたが、2009年までに全車が廃車となった。

#### スーパーサルーンゆめじ

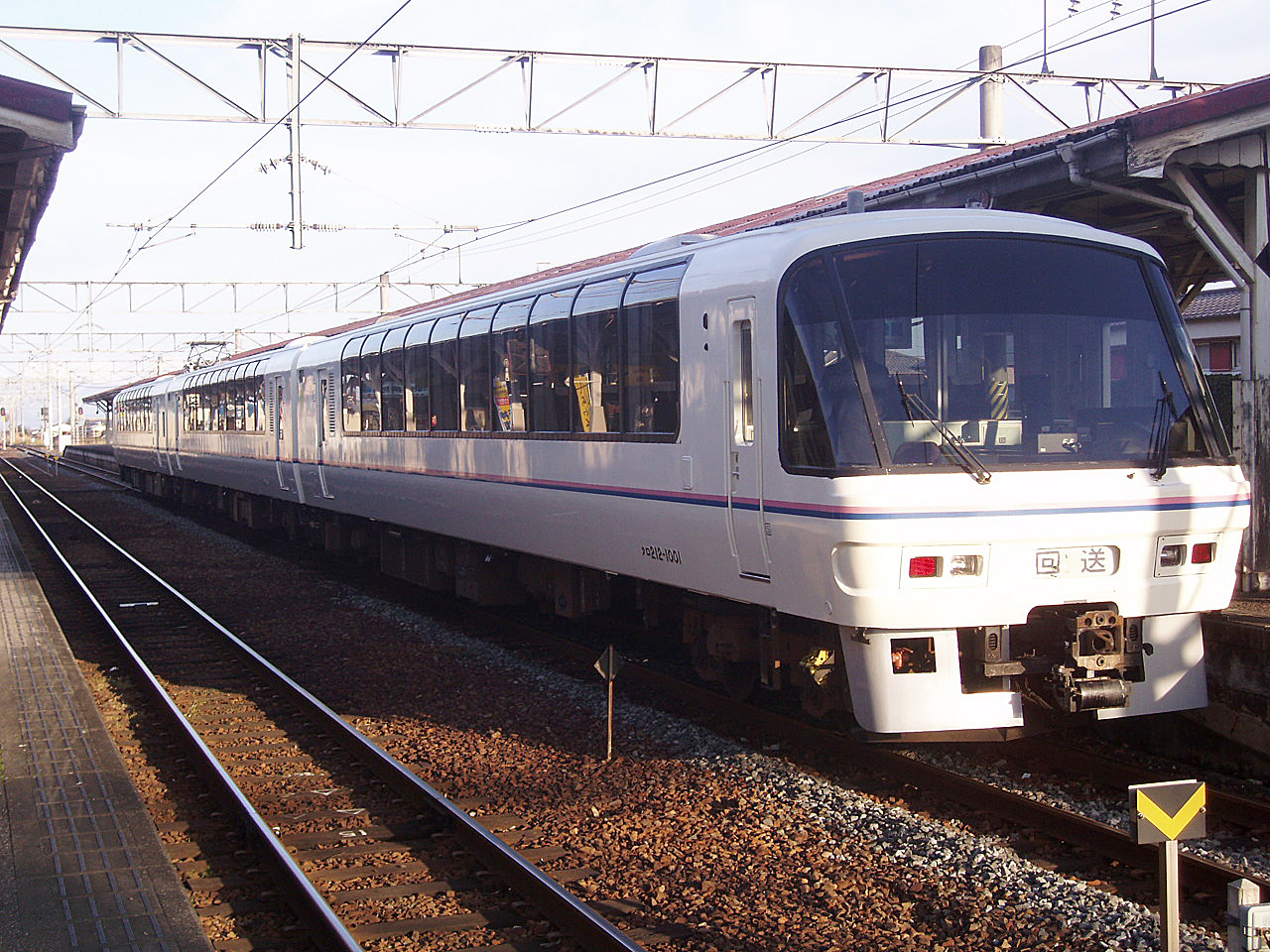
スーパーサルーンゆめじ

1988年に登場した211系・213系電車の座席車。クモロ211-1・モロ210-1・クロ212-1001で構成される3両編成で、岡山支社が保有し岡山電車区に所属していた。臨時列車以外では瀬戸大橋線の快速「マリンライナー」のグリーン車でも使用されていた。
「マリンライナー」運用終了後は団体専用列車を中心に使用されていたが、2010年3月7日に岡山駅 - 大野浦駅間で実施されたさよなら運転「ファイナルラン さよなら! スーパーサルーンゆめじ号」での運用をもって引退、同年6月30日付けで廃車となった。

#### ビバ・ウエスト

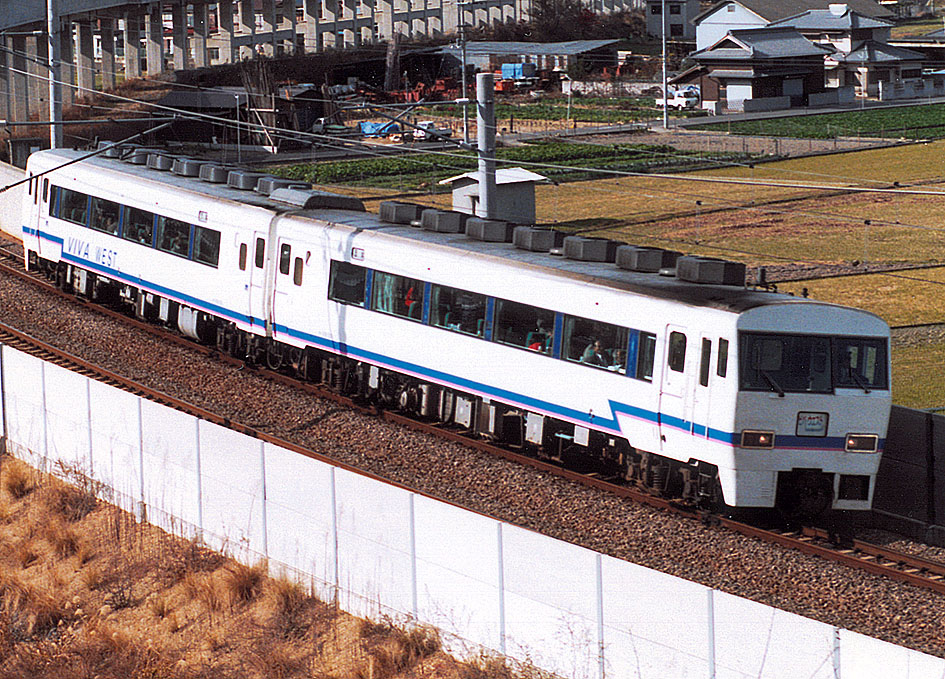
ビバ・ウエスト

1989年8月に登場したキハ58系気動車改造の座席車。キハ59 501、キハ29 501で構成されていた。なお、この車番は「おばこ」の普通車扱となったあとのものと重複していた。「ふれあいパル」と同じく小郡運転区に所属していた。
団臨のみならず多客臨としても運転されていたが1999年3月に廃車された。

#### セイシェル

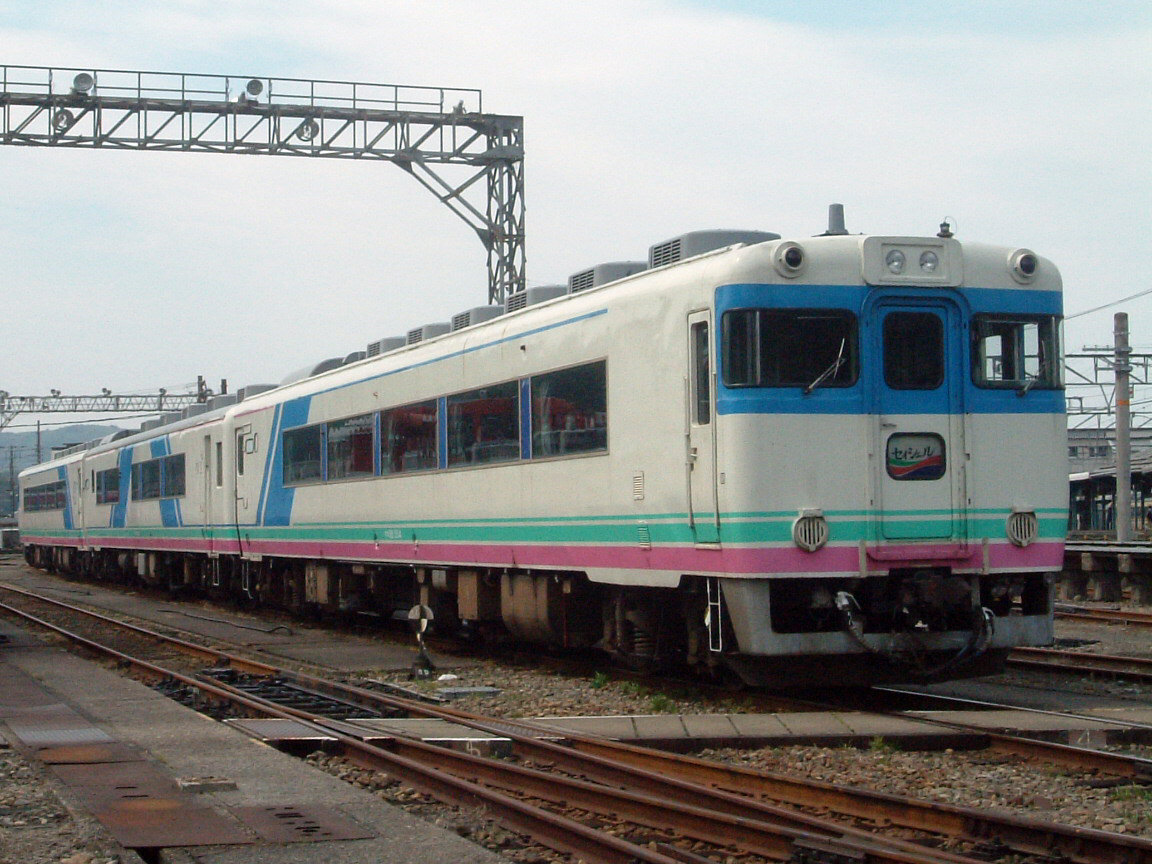
セイシェル

1989年11月に登場した、キハ58系気動車・12系客車改造の欧風車両。キロ59 554・555、キサロ59 501（12系「いこい」からの再改造車）で構成される3両編成であった。通常のキハ58系の2両編成に客車を挟んだのでやや出力不足ぎみとなっており、ほかの一般車を伴って運用されることも多かった。
キロ59形は長い連続窓で構成され、前面は改造車種であるキハ58形1100番台のままで貫通扉に小型の表示板が付いていた。2号車であるキサロ59形は、1両のみで構成するスハフ12形701号車「いこい」から再改造された車両で、室内は「くつろぎコーナー」というコーナーが設置されていた。
所属区は当初福知山運転所だったが後に豊岡鉄道部に転属。団臨以外にも多客臨時列車にも使用されていたが、2005年1月の団臨を最後に引退、3月31日付で廃車になった。

#### いきいきサロンきのくに
1989年に登場した12系客車改造のお座敷列車。スロフ12 807・808、オロ12 813 - 816で構成されていた。元は1981年7月に登場したお座敷列車「ジョイフルトレイン」である。大阪支社が保有、宮原総合運転所に所属。車内は掘ごたつ式。
12系のトップナンバー車を含むため車齢が高く、また利用率の低下もあったため2007年6月限りで運用を離脱し、11月5日付で廃車となった。

### JR四国（過去）

#### アイランドエクスプレス四国

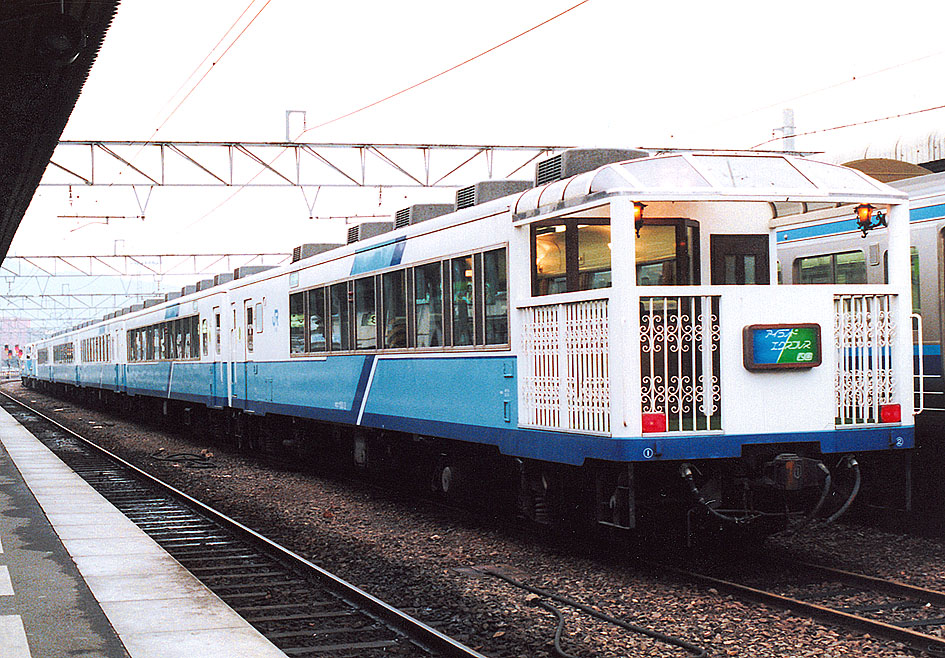
アイランドエクスプレス四国

1987年に登場した、50系客車改造の欧風車両。オロフ50 1 - 3、オロ50 1・2で構成されていた。高松運転所に所属し、専用塗装のDE10形ディーゼル機関車（1014・1036・1148号機）も存在した。
床は絨毯敷で、360度回転式リクライニングシートが並んでいた。1995年末に大幅なリニューアル工事を施工。1999年5月31日にさよなら運転を行い、同年度中に廃車となった。その後キハ185系改造の「アイランドエクスプレス四国II」が登場している。

#### 旅立ち

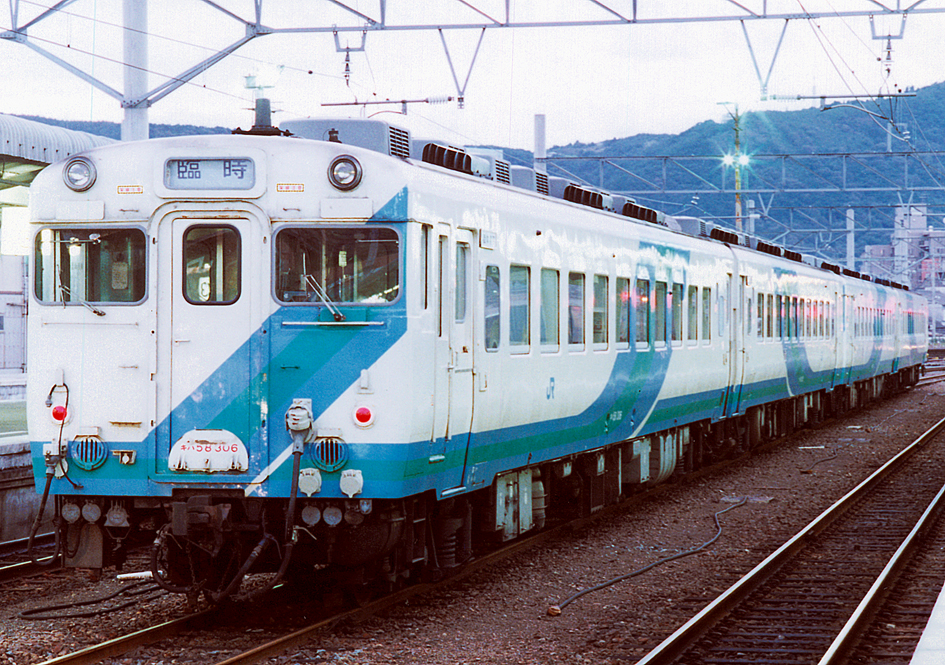
旅立ち

1988年1月に登場したキハ58系気動車改造の座席車。キハ58 305・306、キハ28 2153・2432で構成され、高松運転所に所属していた。
内装を改良されており、座席は折畳テーブル付の改良ボックスシートとなった。塗装は白を基調に2種青系の曲線でまとめていた（このデザインは、次述の「レインボー」及びの後同社自動車部門の貸切バス・高速バスのデザインにも使用された）。本四備讃線用の無線アンテナを持っていたため本州方面にも団体列車として運転されたり、四国内で急行・普通列車、団体列車で運用された。

#### レインボー

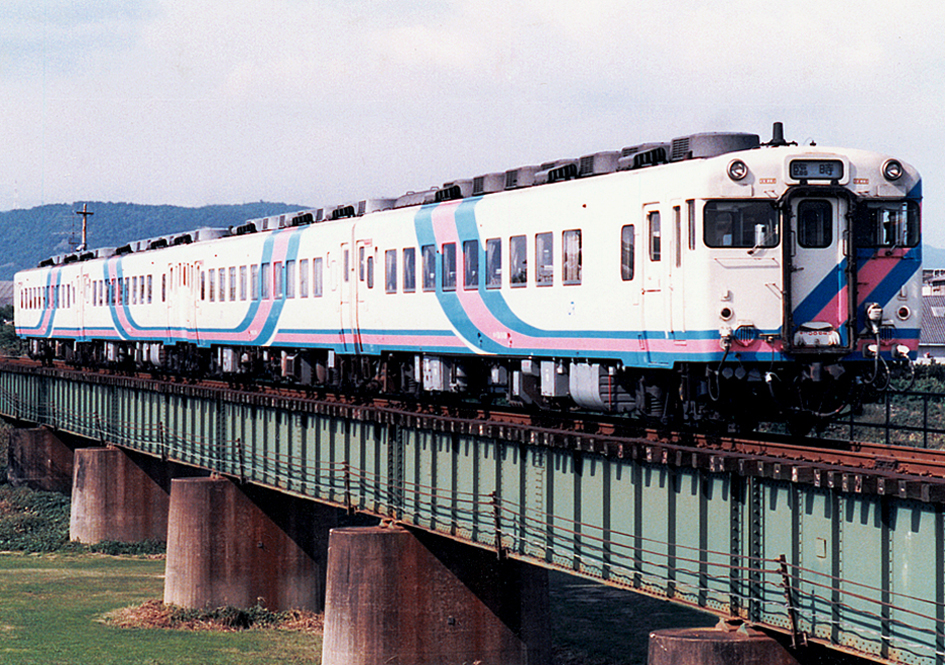
レインボー

1988年3月に登場したキハ58系気動車改造の座席車。キハ58 464・649、キハ28 2490・2491で構成されていた。高松運転所に所属していた。
座席はリクライニングシートとなり、カラオケも搭載された。塗装は前述の「旅立ち」に準じており、白の車体にピンクと水色の曲線でまとめていた。「旅立ち」と同様に本四備讃線用の無線アンテナを持っていたため本州方面にも団体列車、臨時列車として運転されたり、四国内で急行・普通列車、団体列車で運用された。

#### アイランドエクスプレス四国II

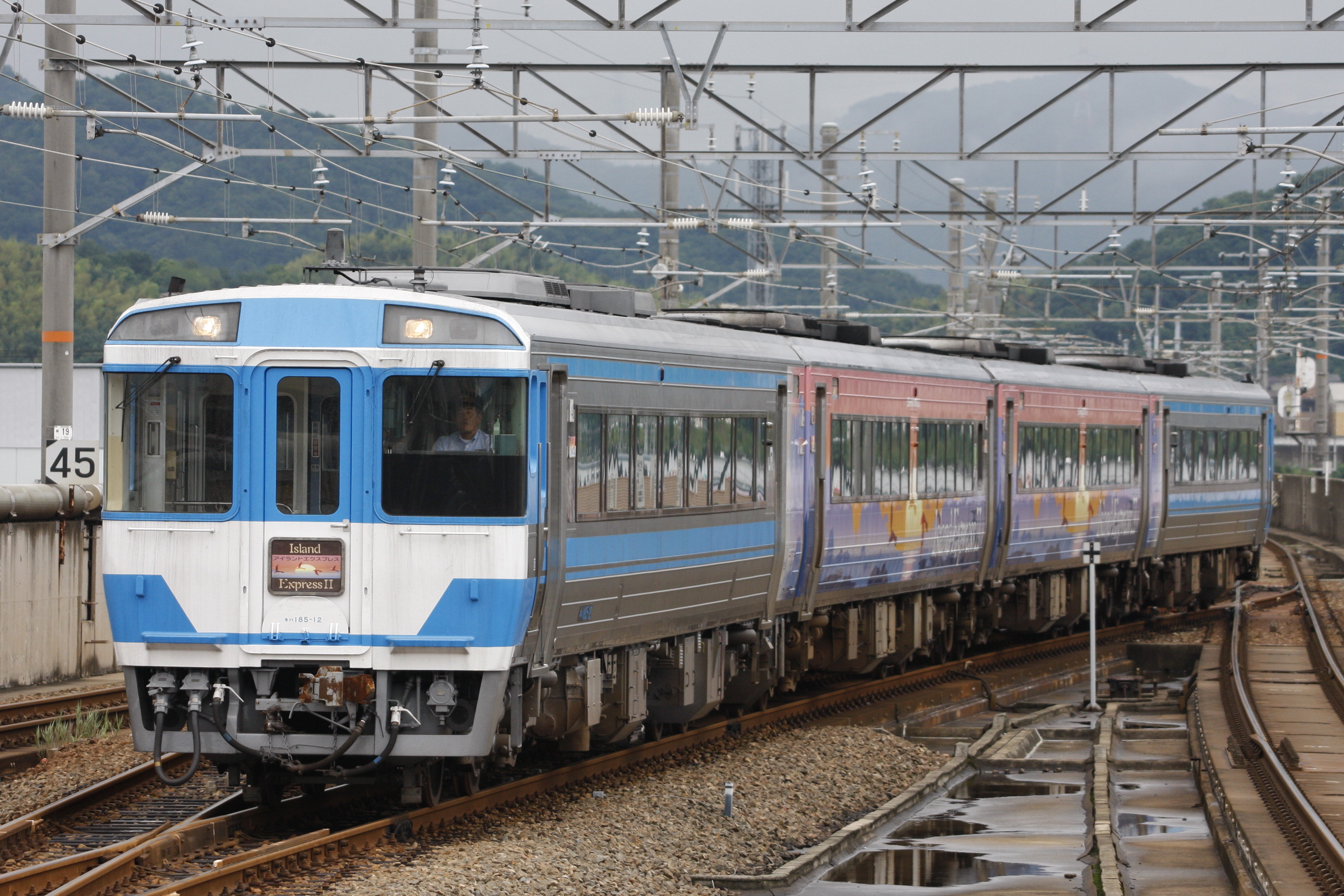
中2両がアイランドエクスプレス四国II

1999年（平成11年）8月に登場し、9月1日に営業開始したキハ185系気動車キロハ186改造の2両。キロ186-4・8 で構成された。2両とも中間車のためキハ185形に挟まれて運用されており、このうちキハ185-11・12は車端部に「アイランドエクスプレス四国II」と同じ塗色のラッピングが施された。
老朽化により廃車となった「アイランドエクスプレス四国」の後継車。列車定員は60名。車内は先代からの発生品の360度回転リクライニングシートが1＋2配列で1280mmのシートピッチがあり、AV機器なども設置されていた。
キロ186-4は2017年1月に特急「四国まんなか千年ものがたり」用に再改造された。残されたキロ186-8も2020年3月以降運用がなく、また「伊予灘ものがたり」用のキハ40系気動車の老朽化により二代目車両として改造されることとなり、「アイランドエクスプレス四国II」としては2021年3月に運用を終えた。
一方、キハ185-11・12の車端部のラッピングは、「アイランドエクスプレス四国II」の運用終了後も存置されている。

### JR九州（過去）

#### 海編成・山編成

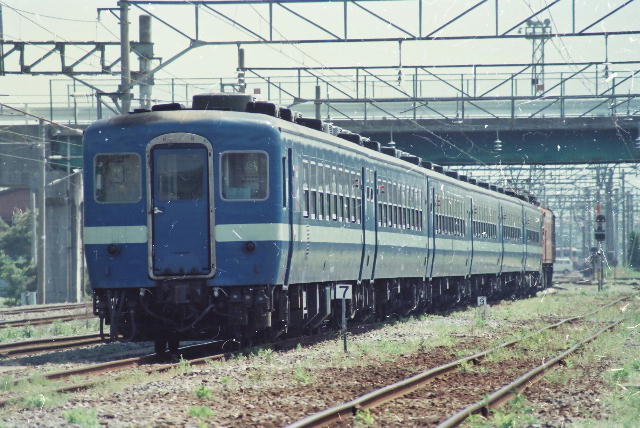
山編成

12系客車改造のお座敷列車。1980年に登場し、12系では初の和式車両だった。海編成がスロフ12 801・802、オロ12 801 - 804、山編成がスロフ12 817・818、オロ12 833 - 836でそれぞれ構成されていた。門司港運転区に所属していた。
「海編成」と「山編成」が存在し、海編成は九州の海の名（1号車「有明」、2号車「西海」、3号車「玄海」、4号車「周防」、5号車「日向」、6号車「錦江」）、山編成は九州の山の名（1号車「桜島」、2号車「高千穂」、3号車「九重」、4号車「阿蘇」、5号車「雲仙」、6号車「開聞」）が付けられており、各車両の側面にはイラストとともに車名を掲出していた。外観塗装も青を基調に淡緑帯を配したものを経て深緑色を基調に金帯を配した外観となった。JR九州のジョイフルトレイン廃止を受け1994年6月末をもって2編成共に引退した。

#### サウンドエクスプレスひのくに

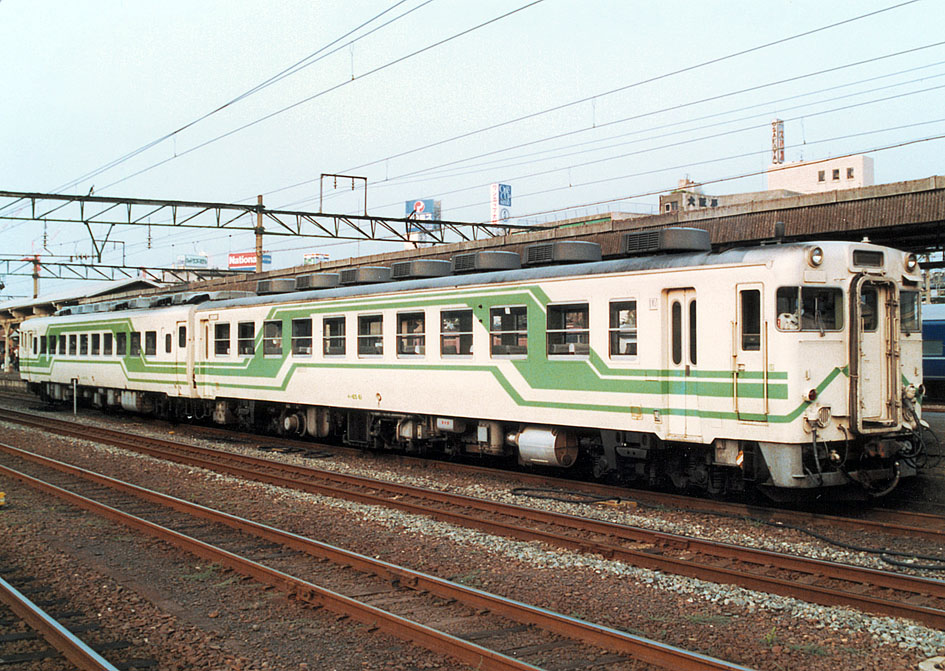
サウンドエクスプレスひのくに

1986年に登場したキハ58系・キハ65形気動車改造の座席車。キハ58 700・701、キハ65 61、キハ28 2485で構成され、熊本運転所に所属していた。
白の車体に緑の帯を配したデザインが特徴。グリーン車の廃車発生品であるリクライニングシートを装備し、さらにレーザーディスク方式のカラオケ装置を鉄道車両として初めて搭載していた（列車愛称の「サウンドエクスプレス」は、これに由来する）。1992年にキハ65 61とキハ58 700はハウステンボス色に変更されて転出、残る2両は1994年まで運用された後、一般車へ改造され普通列車として活躍していたがすでに廃車されている。

#### 吉四六

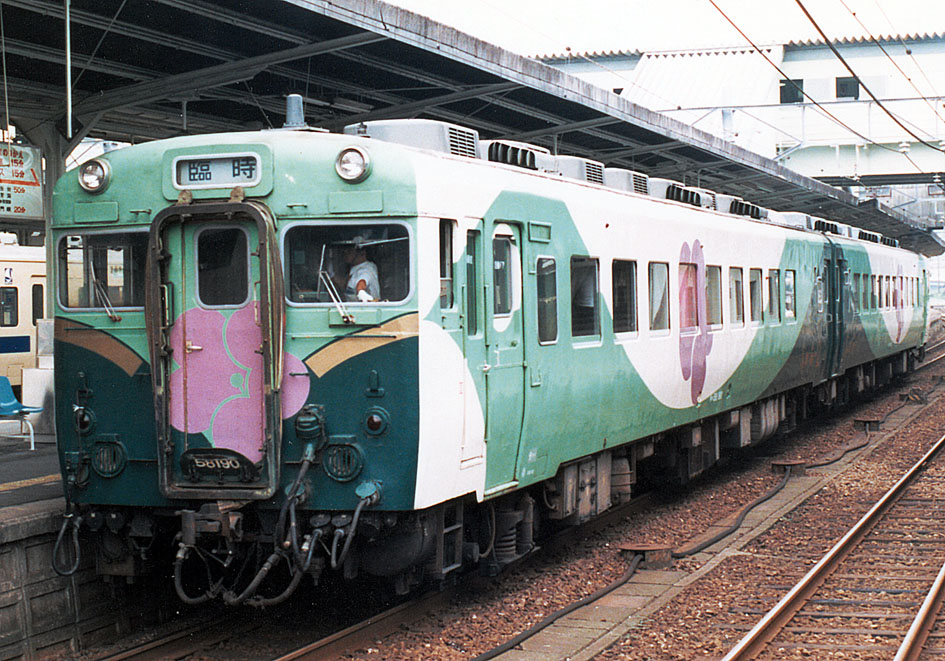
吉四六

1987年3月にキハ58系気動車を改造したジョイフルトレイン。キハ58 190・キハ28 2487で構成され、大分運転所に所属していた。
外観は鳥と花をデザインしたものが採用されていた。キハ28形の客室は半室和式・半室座席に分かれ、元「らくだ」のキハ58形の客室は全室和式仕様になっている。この改造による改番は行われていない。
1989年に運行を終了し、「ジョイフルトレイン大分」に再改造された。

#### ゆ〜とぴあ

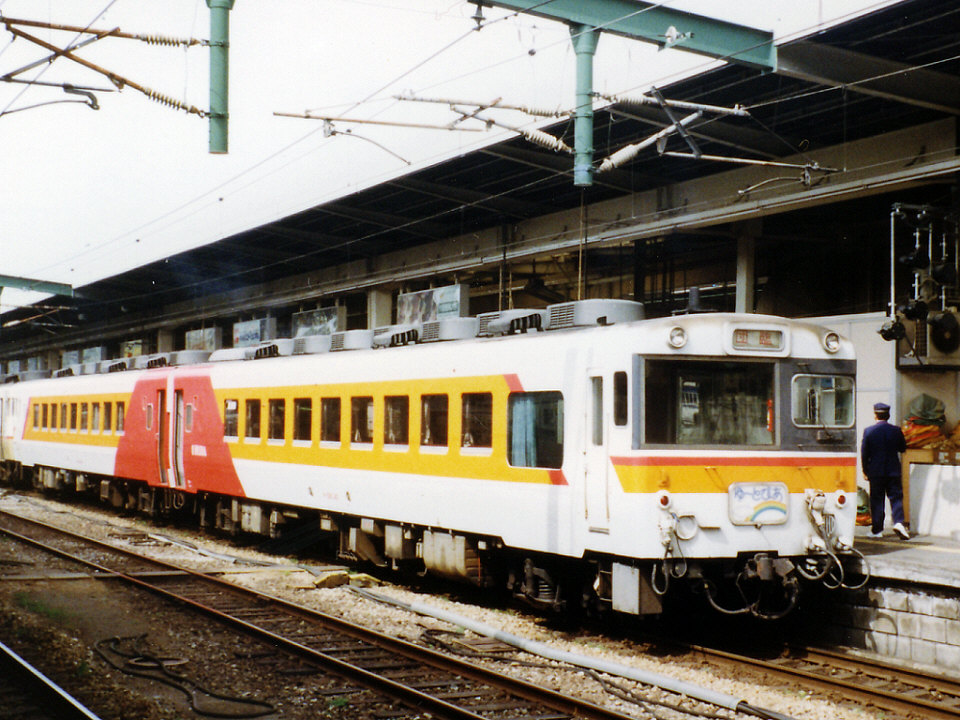
ゆ〜とぴあ

1987年3月に、キハ58系気動車改造の「らくだ」のうちキハ58 140、キハ28 2436を再改造したジョイフルトレイン。改造による改番はされていない。鹿児島運転所に所属していた。
キハ58 140がロビーカータイプの洋風、キハ28 2436がお座敷の和式というで構成されていた。主に団体用として運用されていたが、1993年にジョイフルトレインの整理・見直しによりキハ28 2436と「ジョイフルトレイン大分（旧吉四六）」のキハ58 190を組合せた「しらぬい」に再改造され、キハ58 140は廃車になった。

#### BUNBUN
1987年3月に登場したキハ58系気動車改造のお座敷列車。キハ58 8001、キハ28 8001で構成されていた。
塗装に凝った編成で、前面に愛称名を英文字で描かれているのが特徴。車内は掘ごたつ式の和式列車だった。JR九州ジョイフルトレイン全面廃止の1994年6月まで活躍した。

#### パノラマライナーサザンクロス

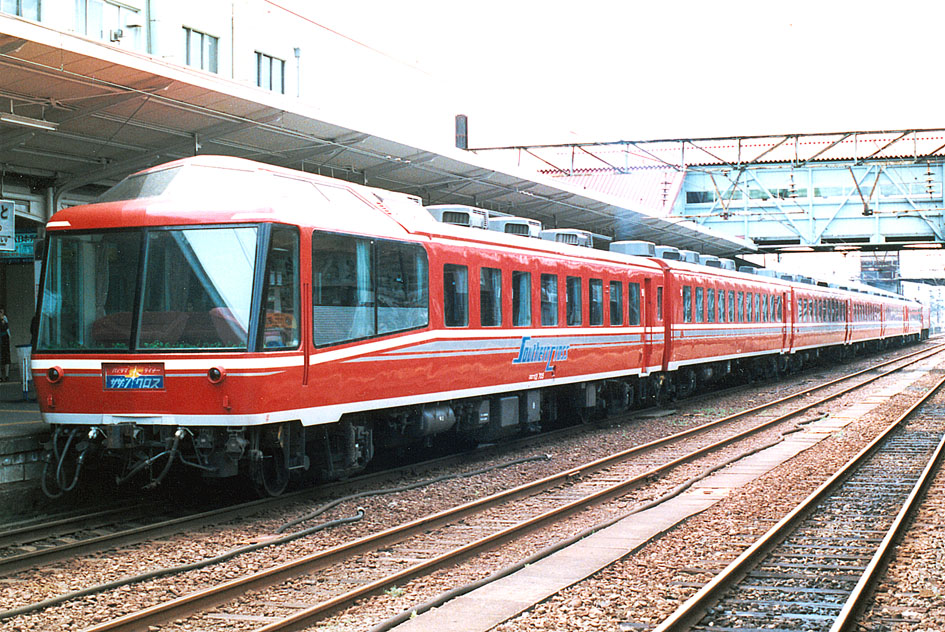
パノラマライナーサザンクロス

1987年4月に登場した12系客車改造の欧風車両。スロフ12 705・706、オロ12 711 - 714 で構成され、門司港運転区に所属していた。
両端展望車の展望室部分が客車として初めてハイデッキ構造となったのが特徴。専用牽引機にED76 78とDE10 1131があった。専用機関車を2両用意するなど新生JR九州のフラッグシップを担った車両であり、稼働率が高く九州内のみならず本州・四国にも入線した実績がある。JR九州のジョイフルトレイン廃止を受け1994年3月24日に廃車された。

#### ジョイフルトレイン長崎 → ジョイフルトレイン熊本
1988年に登場した、キハ58系・65形気動車改造の欧風車両。キハ58 7002、キハ65 7002で構成されていた。長崎運転所のちに、熊本運転所に所属していた。
白を基調に大きく描かれた龍（ドラゴン）が特徴。1992年に長崎から熊本に転じ、愛称も変更されたが外観はそのまま維持された。1994年3月に廃車となった。

#### サルーンエクスプレス
1988年に登場したキハ58系・キハ65形気動車改造の座席車。キハ58 7001、キハ65 7001で構成され、熊本運転所に所属していた。
室内は山小屋風に改造されているのが特徴でダミーのペチカのあるロビーも完備され、客室からの展望を良くするため、座席は通路よりやや高くしている。広いシートピッチのボックスシートの間に回転クロスシートを配置するという非常に珍しい内装であった。団体臨時列車のほか臨時列車にも活躍し、晩年は普通列車として運用されたが1994年3月に廃車された。

#### ふれあいGO

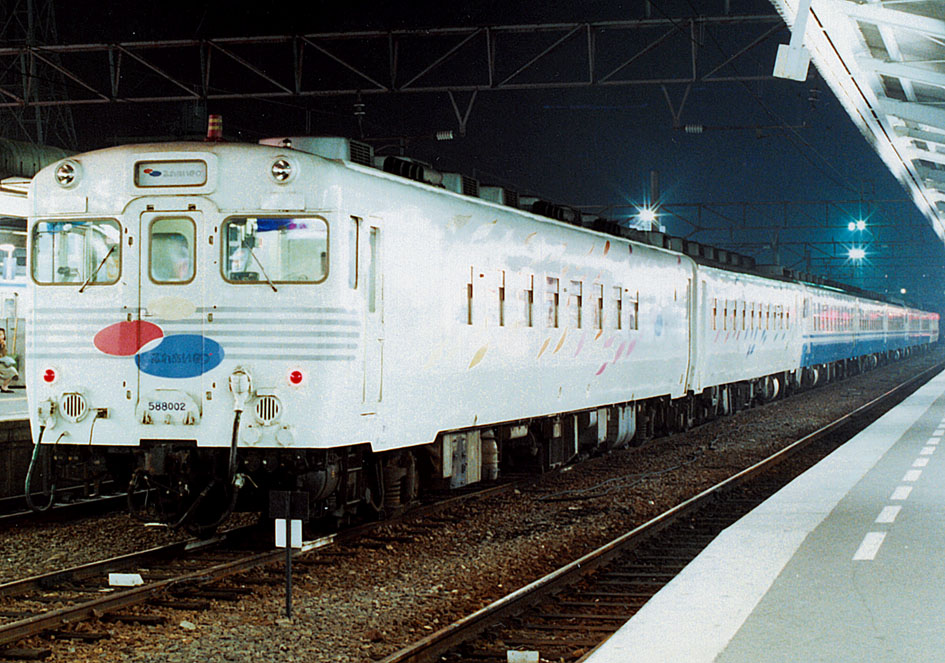
ふれあいGO

1988年10月に登場したキハ58系・キハ65形気動車改造のジョイフルトレイン。キハ58 8002・キハ65 8001で構成されていた。筑豊気動車区に所属していた。
車体は、白を基調にそよ風が舞うようなデザインだった。和洋折衷の室内が特徴で、JR九州ジョイフルトレイン全面廃止の1994年6月まで活躍した。

#### ジョイフルトレイン大分
1990年に「吉四六」から改造された、キハ58系気動車のお座敷列車。車内は全て和式に更新され、塗装も緑地に金色の帯が入ったものに変更された。
1993年にキハ58 190が「しらぬい」に再改造され、キハ28 2487は廃車になった。

#### しらぬい
1993年8月に「ゆ〜とぴあ」のキハ28 2436と「ジョイフルトレイン大分」のキハ58 190の2両を再改造して登場したお座敷列車。熊本運転所に所属していた。
しかし、1994年6月のジョイフルトレイン全面廃止に伴いわずか1年足らずで廃車された。